# Abtei Sainte-Marie de Fontfroide
Die Abtei Sainte-Marie de Fontfroide (okzitanisch: abadiá santa Maria de Fontfreja) ist eine ehemalige Zisterzienserabtei, die im Jahre 1093 unter dem lateinischen Namen Fons Frigidus („kalter Brunnen“) als Benediktinerabtei gegründet wurde. Die Klosteranlage liegt am Auslauf eines stillen Tals an einem wechselhaft wasserführenden Bach, nur etwa 15 Kilometer südwestlich von Narbonne entfernt, im Departement Aude, in Okzitanien, Frankreich, unweit den Küsten der großen Lagunenseen des Mittelmeers im Osten.
Vermutlich anlässlich des Aufenthalts des heiligen Bernhard von Clairvaux im Languedoc schloss sich 1146 die bis dahin benediktinische Mönchsgemeinschaft dem Zisterzienserorden an.
Fontfroide gehört heute zweifellos zu den besterhaltenen Klosterensembles des Zisterzienserordens aus dem 12. und 13. Jahrhundert.

Abbaye de Fontfroide, Kreuzganghof, SO-Ecke, vor Querhausarm

## Geschichte
Die Wahl des Gründungsortes der Abtei entspricht in keiner Weise den Gepflogenheiten der jungen Ordensgemeinschaften, etwa der Benediktiner, ganz besonders aber der Zisterzienser. Sie suchten sich eher einsame und abseits der menschlichen Zivilisation gelegenen Orte, um dort ihre Klöster zu errichten. Warum das hier nicht geschah, ist nicht bekannt und auch nicht zu erklären. Wenn man heute Fontfroide besucht, erscheint einem seine Lage, umschlossen von ausgedehnten Hochwäldern und Höhenrücken, besonders ruhig und still, was die Gründer vielleicht auch schon beeindruckt hat.
Etwa um 1093, noch vor der Gründung von Cîteaux (1098), dem Ursprungskloster des Zisterzienserordens, ließ sich hier in vermeintlicher „Einöde“ neben einer alten Römerbrücke eine Gruppe frommer Mönche nieder, denen Aymaric (Haimricus) der Erste, der bis 1105 Vizegraf von Narbonne war, gern das unwirtliche Stück Land überließ. Die Gründermönche gaben sich zunächst die Regel des heiligen Benedikt, aber der Attraktion der unter Bernhard von Clairvaux mächtig anwachsenden Reformbewegung der Zisterzienser konnte sich auch diese junge Mönchskongregation in den Corbières nicht entziehen.
So schloss sich diese 1146, gut fünfzig Jahre nach der Gründung Fontfroides, dem Orden von Cîteaux an, möglicherweise in direktem Zusammenhang mit der großen Predigtreise des Bernhard von Clairvaux, die er auf Verlangen der okzitanischen Grafen und Bischöfe unternommen hatte. Sein Weg führte ihn 1146 geradewegs an Fontfroide vorbei. Im selben Jahr begannen die Mönche mit dem Bau der Klosterkirche, ein beeindruckendes Beispiel für die Schlichtheit zisterziensischer Baukunst. Nach einer anderen Quelle war das 1157.

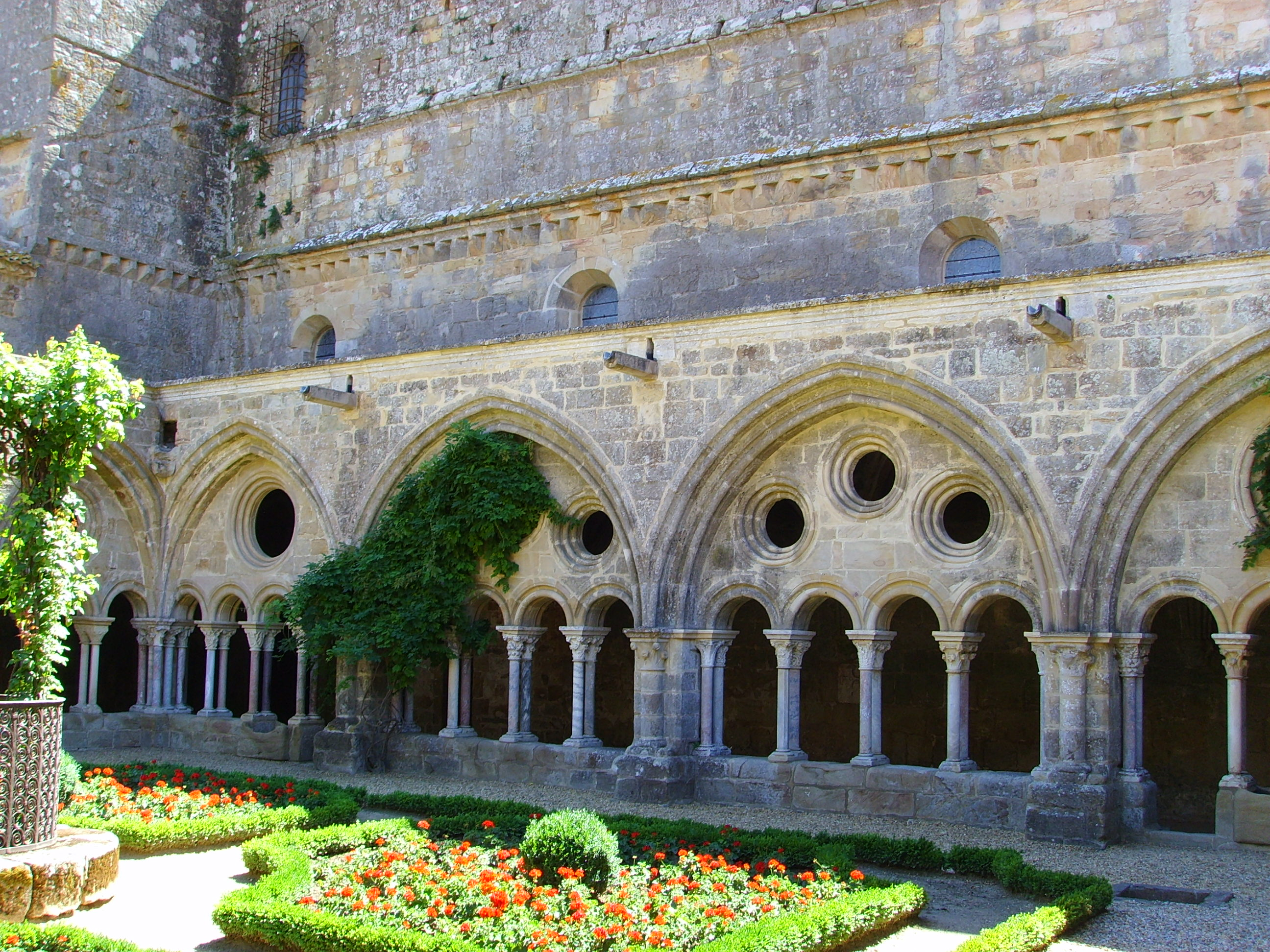
Abbaye de Fontfroide, Kreuzgang, Südgalerie

Auch der Kreuzgang stammt ebenso wie der Kapitelsaal aus dem 12. Jahrhundert, beides Meisterwerke romanischer Baukunst. Allerdings wurde die Nordgalerie mit ihrer Aufstockung im 17. und 18. Jahrhundert neu errichtet. Bei ihr sind die großen Arkaden gänzlich offen geblieben.
Der Name Fontfroide entstammt dem lateinischen fons frigidus = kalte, frische Quelle, der dem Brauch der Zisterzienser entspricht, ihre Klöster an Wasserläufen zu errichten.

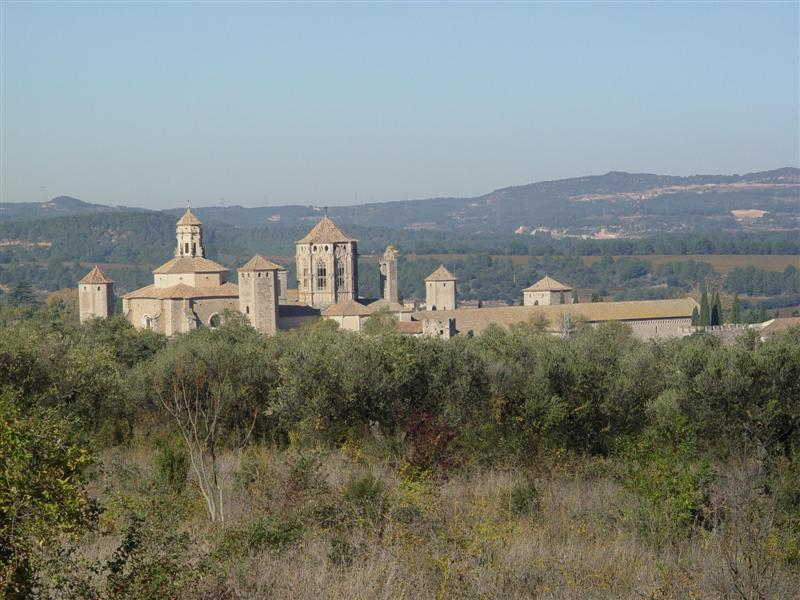
Tochterkloster Santa Maria de Poblet

Mit der Mitgliedschaft in der zisterziensischen Bewegung entwickelte sich die Abtei rasch zu einer der bedeutendsten Niederlassungen des Ordens im Süden Frankreichs. Zu den Förderern des Klosters gehörten Gerard von Roussillon, Alfons von Aragon, Guillaume von Montpellier, der Graf von Toulouse und der Vizegraf von Béziers und Carcassonne. Bereits 1151 erbat sich Berengar IV. von Barcelona die Gründung eines Tochterklosters in Katalonien. Poble, das erste Tochterkloster von Fontfroide, übertraf sein Mutterkloster an Einfluss und Bedeutung, denn es wurde zur Grablege der Grafen-Könige von Barcelona-Aragon.
Ende des 12., Anfang des 13. Jahrhunderts erreichte Fontfroide den Höhepunkt seiner historischen Mission. Es war im Laufe der Ketzerbekämpfungen zu einem der einflussreichsten Bollwerke der Orthodoxie geworden. Papst Innozenz III. berief 1199 den Abt von Fontfroide, Pierre de Castelnau, den ehemaligen Erzdiakon der Kathedrale von Maguelone, und mit ihm den Mönch Raoul von Fontfroide zu seinen persönlichen Legaten im Kampf gegen die Häresie. Die Ermordung des allzu zelotischen Pierre de Castelnau lieferte den unmittelbaren Anlass, die Albigenserkriege auszurufen. Mit dessen Ausbruch zu Beginn des 13. Jahrhunderts erfuhr die Bautätigkeit im Kloster eine Unterbrechung. Nach Friedensschluss (1229) wurden im Kloster wieder umfangreichen Bauarbeiten durchgeführt. Die Kirche von 1146 wurde renoviert, mit einem großen Maßwerkfenster geschmückt, der Kreuzgang eingewölbt und seine Nordgalerie aufgestockt. An einzelnen Elementen – etwa am Fenster über der Chorapsis – wurde deutlich, dass die in der Anfangszeit übliche Strenge der Zisterzienser nach und nach aufweichte und etwas größerer Prachtentfaltung Raum gegeben wurde.

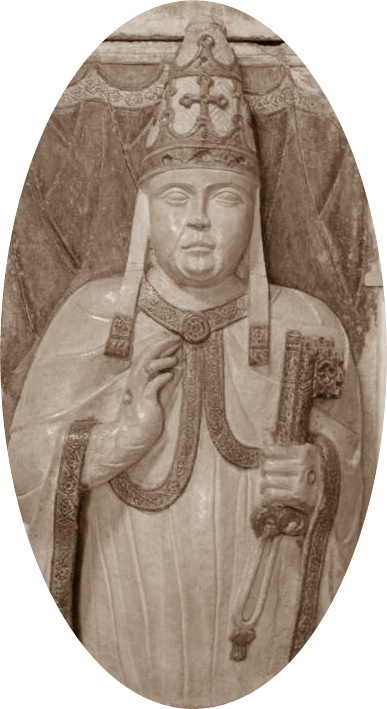
Papst Benedikt XII.

Als ehemaliger Abt von Fontfroide wurde Jaques Fournier, der zunächst Bischof von Pamiers (ab 1317) und Mirepoix (ab 1326) gewesen war, 1334 unter dem Namen Benedikt XII. der dritte Papst, der in Avignon residierte. Ihm verdankt man den älteren, im strengen zisterziensischen Geist geschaffenen Teil des Papstpalastes in Avignon. Wahrscheinlich in der Amtszeit Jacques Fourniers als Abt des Klosters Fontfroide (1311–1317) wurde das südliche Seitenschiff der Klosterkirche um fünf im Grundriss rechteckige Kapellen erweitert.
1348 erreicht die Pest auch Frontfroide, und vom Verlust von immerhin drei Viertel seiner Mönche erholte sich die Abtei nicht mehr. Sie spielte zwar noch im 15. Jahrhundert, in der Zeit des großen Schismas eine bedeutende Rolle, wegen des erworbenen Reichtums und der Einmischung in weltliche Angelegenheiten ging bereits im 13. Jahrhundert der ursprüngliche strenge zisterziensische Geist verloren.
Der große Reichtum Fontfroides erweckte Begehrlichkeiten und 1476 fiel es unter die Kommende. Im 17. und besonders im 18. Jahrhundert wurden durch die Kommendataräbte und ihre Priore zahlreiche Veränderungen an den Konventsgebäuden vorgenommen: So wurde der Schlafsaal der Laienbrüder in einen Gästetrakt und in einen Wohntrakt für den Abt umgebaut, eine Orangerie begrenzte den inneren Hof, im Ehrenhof wurde eine elegante Mauer errichtet, Terrassengärten wurden angelegt, und ein neues großes Portal schirmte diese kleine Welt nach außen ab.
Obgleich das Kloster weitgehend von den Verwüstungen im 16. und 18. Jahrhundert verschont blieb, war sein Niedergang nicht aufzuhalten.
Die letzten Mönche verließen Fontfroide 1791, die Klostergebäude überstanden die Wirren der Revolution aber ohne allzu große Verluste. Neues klösterliches Leben entstand 1858, als sich eine kleine Gemeinschaft von Mönchen aus Sénanque wieder in Fontfroide ansiedelte. Der letzte Abt Père Jean starb 1895, weithin als Heiliger angesehen. Mit dem Gesetz gegen die religiösen Glaubensgemeinschaften aus dem Jahr 1901 erlosch das klösterliche Leben endgültig. Die letzten Mönche flohen nach Spanien, und die Anlage war bis 1908 sich selbst überlassen. 

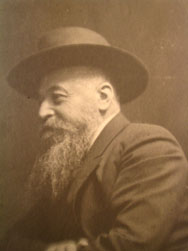
Gustave Fayet (1865–1925)

In einer Versteigerung wurde Fontfroide 1908 von dem Maler und Kunstsammler Gustave Fayet erworben. Umfangreiche Restaurierungsarbeiten folgten, so wurden farbige Kirchenfenster eingebaut, kunstvolle Schmiedearbeiten verzieren die Fensteröffnungen, Statuen und Halb-Reliefs schmücken die Mauern und Gärten. Fayet finanzierte den Erwerb und die Sanierung des Klosters durch Verkäufe aus seiner Kunstsammlung; er war ein Freund und Gönner von Paul Gauguin, von dem er etwa 100 Werke besaß; außerdem sammelte er Bilder von Degas, Manet, Monet, Cézanne, Pissarro und Odilon Redon. 1916 erwarb er auch die Abtei Saint-André in Villeneuve-lès-Avignon. Beide Abteien gehören bis heute seinen Nachfahren und dienen als Museen. 
1990 wurde südlich der Kirche ein Rosengarten mit mehr als 3000 Rosenstöcken angelegt. Fontfroide gehört heute zweifellos zu den besterhaltenen Klosterensembles des Zisterzienserordens aus dem 12. und 13. Jahrhundert. Der im Laufe der Zeit etwas rötlich gewordene Sandstein der Konventsgebäude verschmilzt mit den Tonwerten seiner Umgebung zu einer Harmonie mit der Natur, welche schon von den zisterziensischen Baumeistern beabsichtigt gewesen sein dürfte.

## Eine Zisterzienserabtei

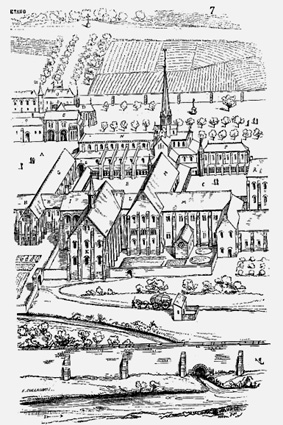
Abtei von Citeaux im 16. Jahrhundert

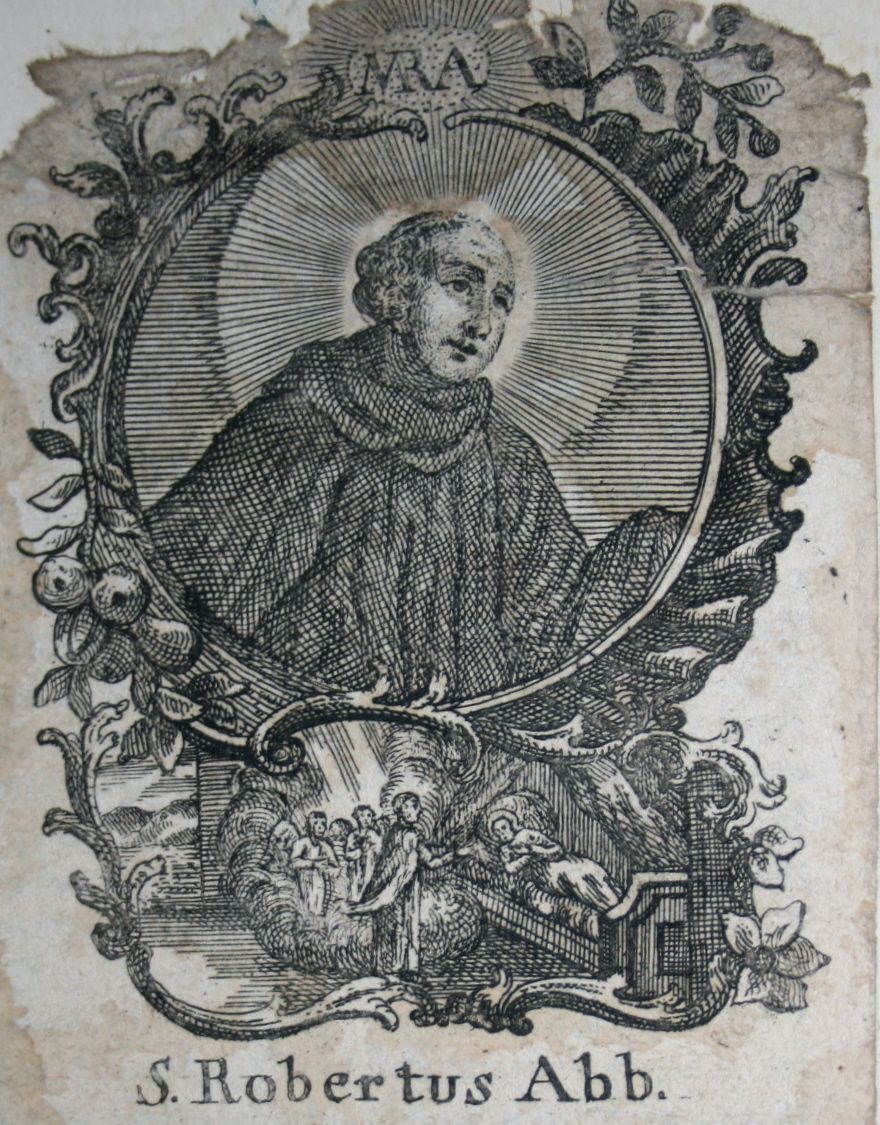
Robert de Molesme

Sainte-Marie de Fontfroide war seit 1146 eine Abtei des Zisterzienserordens, der im Jahr 1098 in Cîteaux – südlich von Dijon – von dem Benediktinerabt Robert de Molesme (1028–1111), auch Robert von Citeaux genannt, gegründet worden war.
Die Angehörigen dieses benediktinischen Reformordens befolgten strikt die Regeln des Heiligen Benedikt von Nursia (480–550). Das Besondere an dieser Glaubensgemeinschaft ist die wirtschaftliche Eigenständigkeit der einzelnen Abteien sowie ihre ordensrechtliche Verfassung. Zwischen jeder „Mutterabtei“ und ihren „Töchtern“, das heißt ihren Neugründungen, besteht eine Art Familienbande. So brachten die ersten Filialhäuser der Abtei Cîteaux, besonders ihre vier bedeutendsten: La Ferté, Pontigny, Clairvaux und Morimond, wiederum zahlreiche „Töchter“ hervor, die bald ganz Europa wie ein Netz überspannten.
Für alle Klöster galt eine „Charta“, in der die Grundsätze des Ordens festgelegt sind. Die Äbte trafen sich, zumindest in der Frühzeit des Ordens, einmal im Jahr zu einem Generalkapitel im Kloster Cîteaux, dessen Abt sie unterstanden.

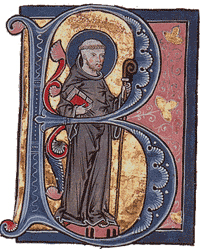
Bernhard von Clairvaux – Darstellung aus einem hochmittelalterlichen Manuskript

Die Forderung nach schlichter Lebensweise und Eigentumsverzicht steht im Mittelpunkt des Lebens der Mönche, denn sie begünstigen die Verinnerlichung des Glaubens. Bernhard von Clairvaux, der berühmteste Abt und Theologe des Ordens (1090–1153), verurteilte alles, was den Mönch von seinem Streben nach Gott ablenken kann, einschließlich Skulpturen, Gemälden, bunten Kirchenfenstern und Wandbehängen, wie sie viele mittelalterliche Bauten schmückten. Die einzigen Funktionen, die der Kunst zuerkannt wurden, sind die vollendete Gestaltung der Formen und Volumen, sowie Licht- und Schatteneffekte. Dabei boten grundsätzlich Ruhe und Natur den unverzichtbaren Rahmen.
Der Zisterzienserorden breitete sich außerordentlich schnell aus. Beim Wechsel der Mönchsgemeinschaft von Fontfroide in den Zisterzienserorden im Jahr 1146 zählte er bereits ungefähr 330 Klöster.

### Das tägliche Leben der Zisterzienser
Der streng geordnete Tagesablauf der Mönche oder Nonnen ließ wenig Freiraum. Ihre Hauptbeschäftigungen waren das Gebet, die Lektüre, körperliche Arbeit, und Ausruhen, wobei die zu verrichtenden Arbeiten von den Jahreszeiten und den Bedürfnissen der Abtei abhingen. Darüber hinaus übte fast jeder Mönch ein besonderes Amt aus, wie etwa Prior, zweiter Prior, Vorsänger, Küster, Verwalter, Krankenpfleger, Verantwortlicher des Gästetrakts, Pförtner, Novizenbetreuer und andere. Schweigen zählte zu den Vorschriften der Regel, die Mönche verständigten sich mit Zeichen. Die körperliche Arbeit, Garten- und Feldarbeit oder handwerkliche Aktivitäten, nahmen vier bis sechs Stunden in Anspruch, während der Rest des Tages mit Gebeten und mit Lesen verbracht wurde. Die Gebete wurden von den drei Chören: „gesunde Mönche“, „gebrechliche Mönche“ und „Novizen“ gesungen. Nach einer sechs-, im Winter neunstündigen Nacht wurden die Mönche zur Mette, zum Morgengebet geweckt. Danach fanden sie sich im Laufe des Tages zu sieben weiteren Stundengebeten zusammen. Zisterzienser tragen eine ungefärbte Wollkutte, weshalb sie auch „weiße Mönche“ genannt werden.

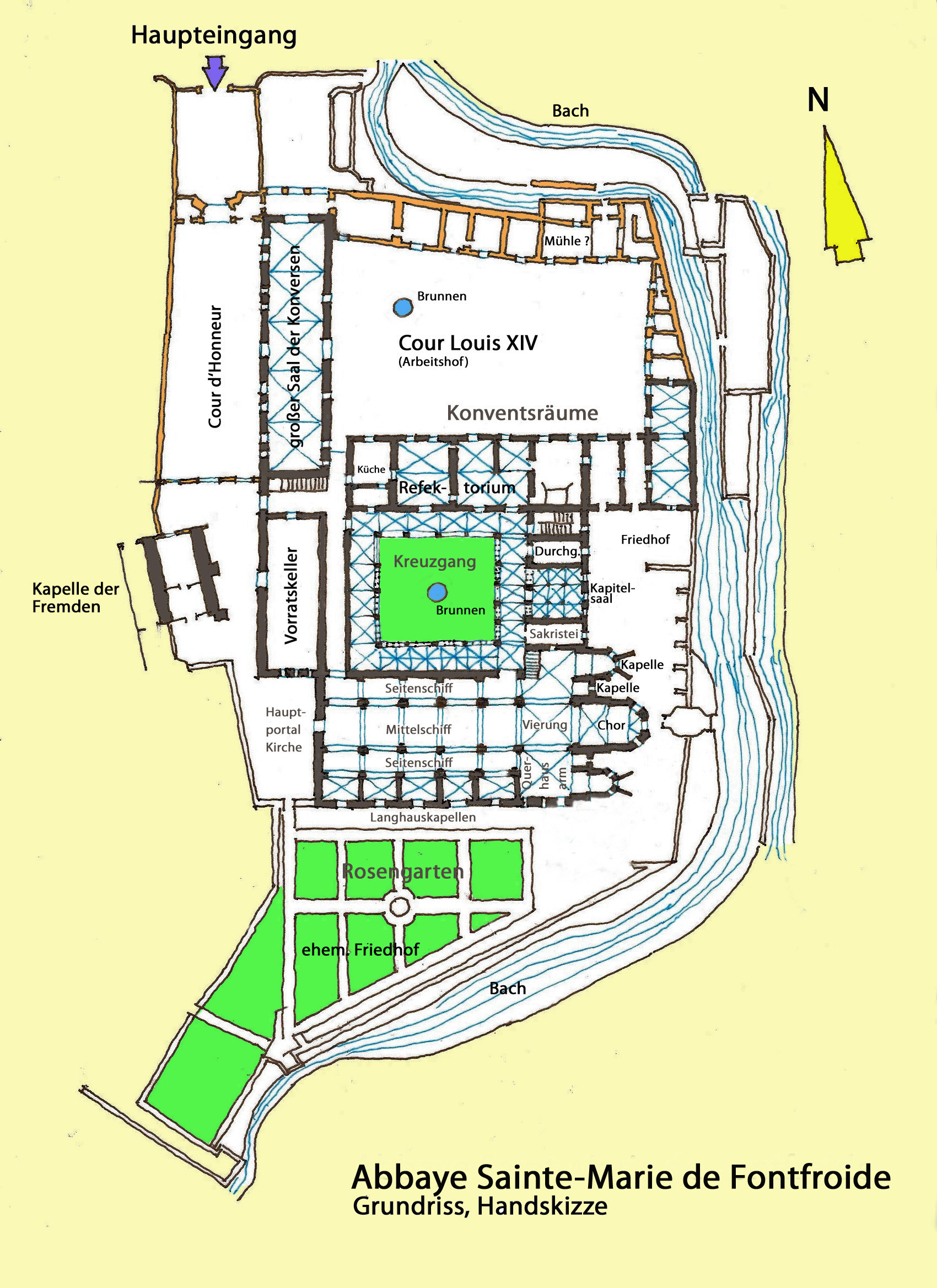
Abbaye de Fontfroide, Grundriss, Gesamtanlage

## Bauwerke und Außenanlagen

### Grundriss
Aus den graphischen Quellen gehen kein Maßstab oder andere Maßangaben hervor, so dass hier darauf verzichtet werden muss.
In der Grundrissdarstellung kann man im Wesentlichen zwei Bereiche unterscheiden: den älteren und größeren romanischen Abschnitt, mit schwarzen und dem jüngeren Abschnitt, mit bräunlichen Wandquerschnitten.
Der Grundriss von Fontfroide ist ein perfektes Beispiel der „klösterlichen Stadt“, so wie sie der heilige Benedikt entworfen und der heilige Bernhard präzisiert hat.
Als Idealstadt befriedigt das Kloster zuerst die Bedürfnisse einer Gemeinschaft, die sich von der Welt zurückgezogen hat. Der Regel folgend „wenn es möglich ist, soll das Kloster so gebaut werden, dass alles Unerlässliche – das Wasser, die Mühle, der Garten – sich im Innern der Anlage befinden sollen und sich dort die verschiedenen Tätigkeiten ausüben lassen“ (Ordensregel C 66.6). Das Kloster ist aber nicht einfach eine Ansammlung von Gebäuden, verbunden mit einer Kirche. Was diese Anlage besonders auszeichnet, ist vielmehr der stets gleich bleibende Plan der unterschiedlichen Funktion der Gebäude. Zusammen bilden sie das klösterliche Geviert, das den Mönchen einen eigenen Lebensbereich bietet, der an die strengen Erfordernisse der klösterlichen Gemeinschaft angepasst ist.
Die Hauptunterteilung der Gesamtanlage erfolgt in Ostwest-Richtung durch den Trakt der Konventsräume, der wie alle anderen Räumlichkeiten, die südlich von ihm angeordnet sind, zu denen gehören, die allein der dem Orden angehörigen Mönchsgemeinschaft vorbehalten ist. Nördlich davon befinden sich diejenigen Räume der Konversen (Laienbrüder), die mit ihrer körperlichen Arbeit der Klostergemeinschaft dienlich sind. Dieser Bereich schafft die unerlässlichen Kontakte zur nichtklösterlichen Außenwelt, etwa für Gäste, Zulieferer, Händler und andere.

Abbaye de Fontfroide, Kreuzgang Südgalerie

### Kreuzgang

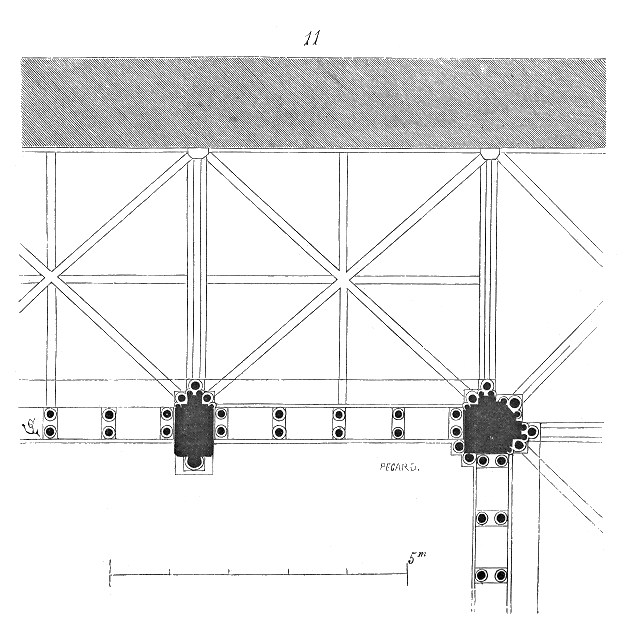
Abbaye de Fontfroide, Grundriss Kreuzgangecke, Grafik 19. Jh.

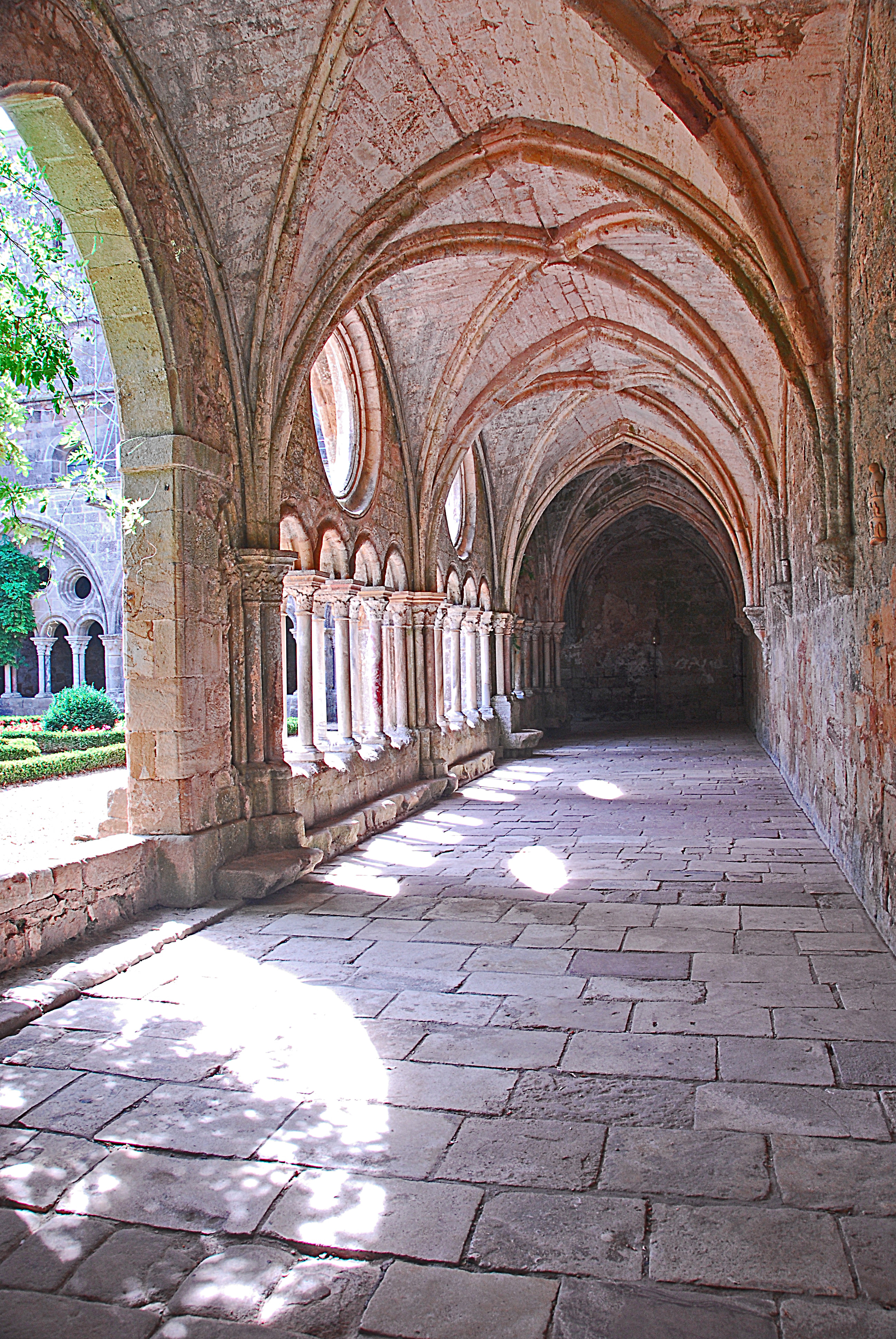
Abbaye de Fontfroide, Kreuzgang Westgalerie

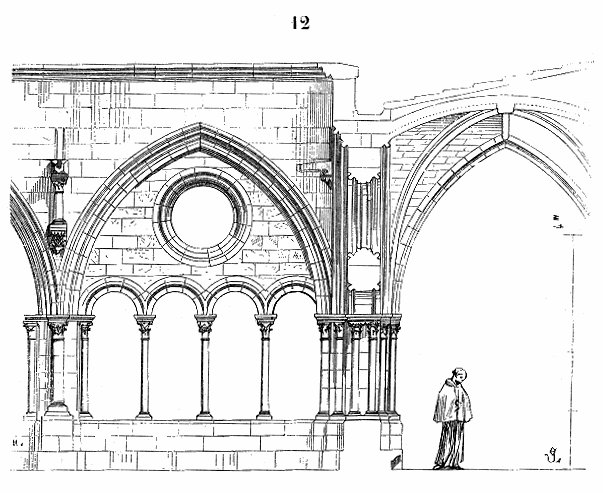
Abbaye de Fontfroide, Aufriss Kreuzganggewölbe, Grafik 19. Jh.

Zentrum und Herz des klösterlichen Ensembles ist der fast quadratische Kreuzganghof, umgeben von vier Kreuzganggalerien, deren östliche mit dem großzügigen Kapitelsaal in offener Verbindung steht. Die hofseitigen Arkaturen der Nord-, West- und Südgalerie weisen jeweils vier gleich breite, die Ostgalerie fünf Joche auf. Dabei übernehmen die mittleren drei Joche die deutlich schmaleren Jochbreiten des Kapitelsaals. Die Gliederung des Kreuzganggrundrisses, seine Brüstungen, Pfeiler, Säulen, Kapitelle und die von ihnen getragenen rundbogigen Arkaturen sind weitgehend romanischen Ursprungs. Die Galerien waren zunächst nicht mit Steingewölben, sondern nur mit hölzernen Pultdächern überdeckt. Die heutigen recht hoch gestelzten gotischen Kreuzgratgewölbe der Galerien stammen aus der Mitte des 13. Jahrhunderts, wie auch die großen Bogenfelder der Joche, mit ihren Okuli und angespitzten mehrfach profilierten Blendbögen. Bei dem gotischen Umbau wurden die hofseitigen Wände gut einen Meter über dem Scheitel der großen Blendarkaden als Attiken hochgeführt und dort mit mehrfach profilierten weit auskragenden Abdeckplatten abgeschlossen. Dahinter befinden sich begehbare steinerne Regenrinnen, in die das Regenwasser der flach geneigten steingedeckten Pultdachflächen gesammelt und über deutlich tiefer angeordnete steinerne Wasserspeier nach außen abgeleitet wird.

Abtei Fontfroide, Kreuzgang Nordgalerie, Erdgeschoss

Die Gewölbe der Südgalerie sind achtteilig, die übrigen vierteilig. Die diagonal verlaufenden Rippen und die gewölbetrennenden Gurtbögen weisen zweistufige Querschnitte auf: Ein dreiviertelrundes Stabprofil wird von einem deutlich breiteren rechteckigen Profil unterfüttert, dessen Sichtkanten ausgerundet sind. Bei den achtteiligen Gewölben sind zwischen den diagonalen Rippen noch jeweils vier Rippen eingefügt, aus einem einfachen dreiviertelrunden Stabprofil. Die Schildbögen an den Wänden werden von Halbrundstäben markiert. Die Rippen stoßen im Gewölbescheitel gegen einen zylindrischen Schlussstein mit angeformten Rippenprofilen und einem unterseitigen Kreisring, der ein pflanzliches Relief enthält.

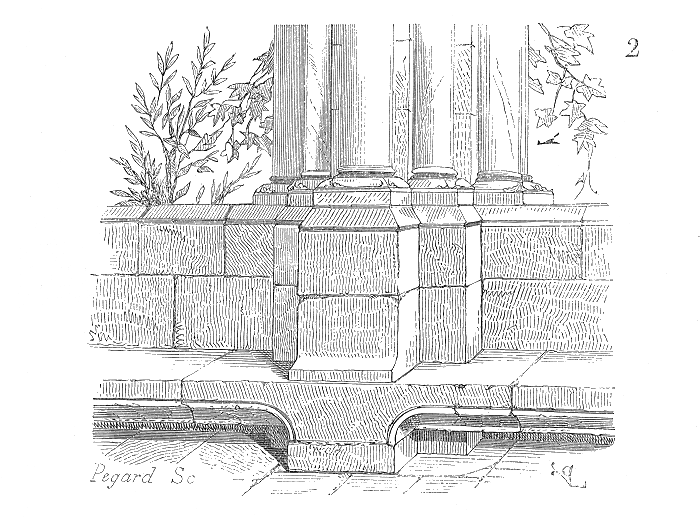
Abtei Fontfroide, Detail Kreuz- gangpfeiler auf Brüstung, Grafik 19. Jh.

In der West-, Süd- und Ostgalerie ist in jedem Joch hofseitig die große angespitzte Arkade in Form der Schildbögen weitgehend ausgefüllt mit Brüstungen, auf denen vierteilige Arkaturen stehen, aus fünf Säulenpaaren mit pflanzlich skulptierten Kapitellen, mit gemeinsamen profilierten Kämpfern und Basen auf kantigen Plinthen mit Eckspornen. Diese tragen vier halbkreisförmige Bögen, deren innere und äußere Laibungskanten in Rundprofile aufgelöst sind. Im Bogenfeld darüber ist überwiegend ein großer Okulus, auch „Ochsenauge“, ausgespart, dessen Laibung in mehrere Rundstabprofile aufgelöst ist. Einige Bogenfelder enthalten je drei kleinere Okuli mit ebensolchen Laibungen. In den kleineren Jochen der Ostgalerie fehlt jeweils ein Säulenpaar. An den Brüstungen kragen innenseitig Sitzbänke aus.
In der Westgalerie sind in Höhe der Sitzbank an beiden Enden Waschbecken installiert, die den Zisterziensern zu ihren rituellen Fußwaschungen gedient haben. In den drei vorgenannten Galerien stehen innenseitig vor jedem Pfeiler auf Vorsprüngen der Brüstungen drei weitere Säulen, die denen der Säulenpaare gleichen. Auf diesen stehen die Bogenansätze der Gewölberippen.
Auf den Wänden gegenüber stehen die entsprechenden Kreuzrippen auf pflanzlich skulptierten Kragkonsolen. Im nördlichen Joch der Westgalerie ist statt der kleinteiligen Arkatur auf Brüstung und mit Bogenfeld eine große Arkadenöffnung ausgespart. Ihre Laibung folgt mit etwas Abstand den senkrechten Pfeilern und den Schildbögen des Gewölbes. Die Brüstung ist auf einen Sockel geringer Höhe geschrumpft.
In der Nordgalerie gibt es weder Brüstungen noch die darauf stehenden Arkaturen und Bogenfelder. Hier sind alle Joche wie vorstehend geöffnet. Die hofseitigen Gewölberippen stehen hier auf Kragkonsolen, wie gegenüber. Statt Brüstungen sind in jedem Joch zwei Trittstufen angeordnet, die den freien Zutritt zum Kreuzganghof in ganzer Länge der Galerie erlauben. An dieser Galerie befinden sich auch die Zugänge zu den Speiseräumen der Mönche, das heißt eine unmittelbare Verbindung zum Brunnen im Hof.
Eine weitere Ausnahme bildet die mittlere Arkade der Ostgalerie, wo auch die Brüstung und das Bogenfeld fehlt. Damit wird ein unmittelbarer Zugang aus dem Kapitelsaal in den Hof geschaffen. An den Pfeilerseiten dieses Durchgangs sind drei Säulen angeordnet, die denen der benachbarten Säulen entsprechen.
Alleine die Nordgalerie weist ein Obergeschoss aus einem schmalen tonnengewölbten Gang auf, der über die ganze Länge des Nordtraktes führt und der in seiner Südwand eine Aufreihung von hohen schlanken rundbogigen Arkaden aufweist. Er verbindet die beiden Treppenhäuser im Trakt der Novizen und in den Mönchstrakten.

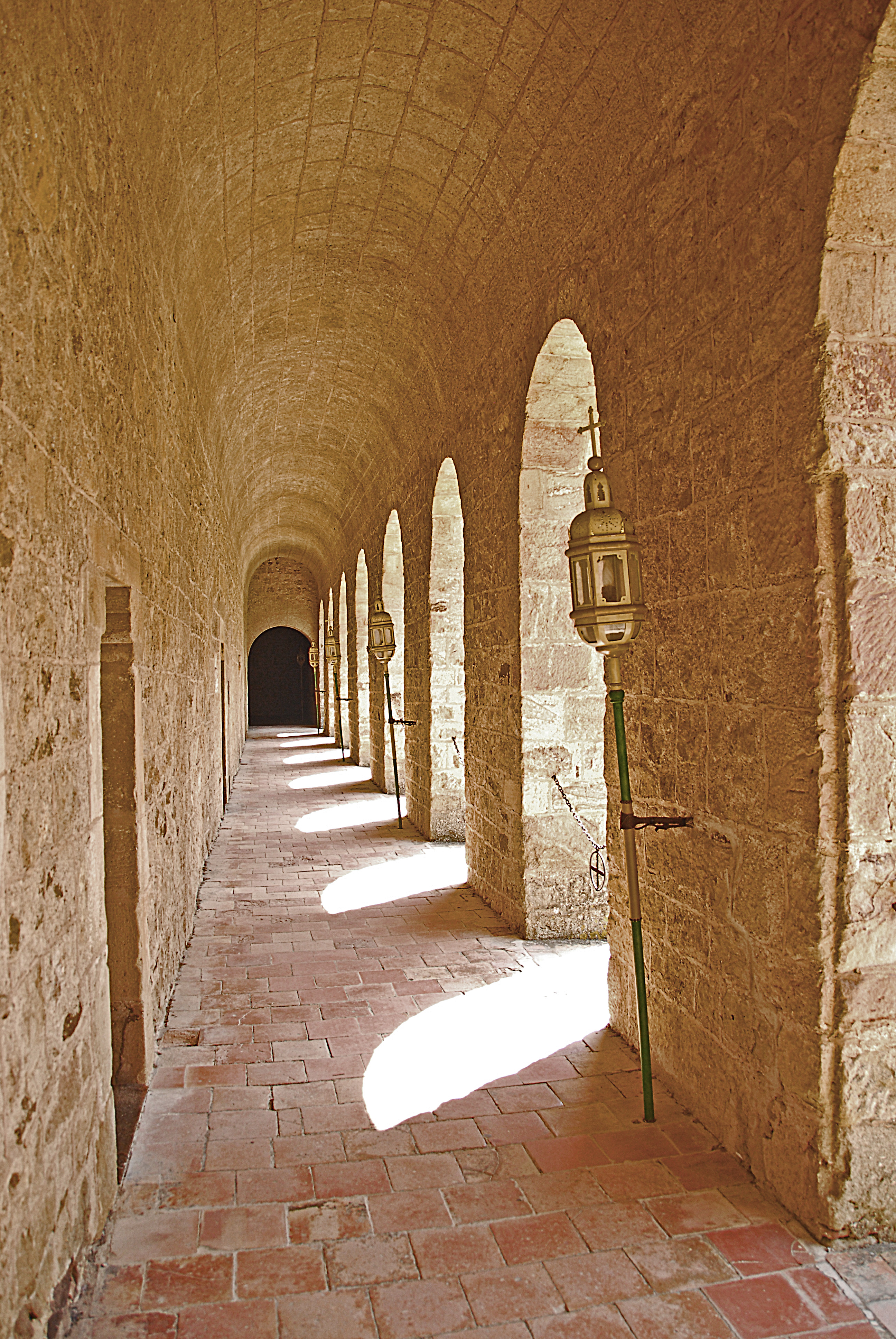
Abtei Fontfroide, Kreuzgang Nordgalerie, Obergeschoss
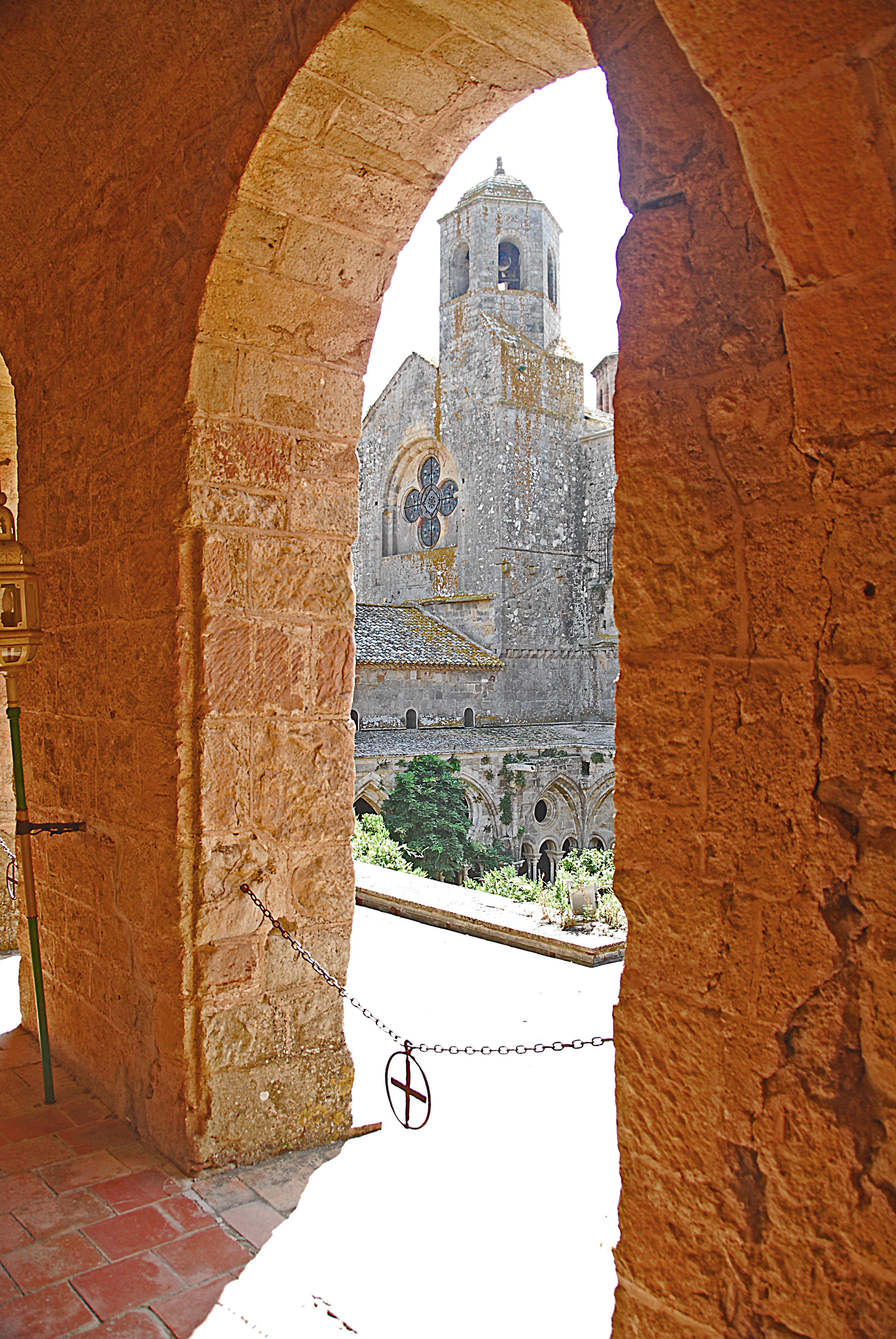
Abtei Fontfroide, Kreuzganghof aus OG der Nordgalerie
Abtei Fontfroide, Kreuzganghof NW-Ecke
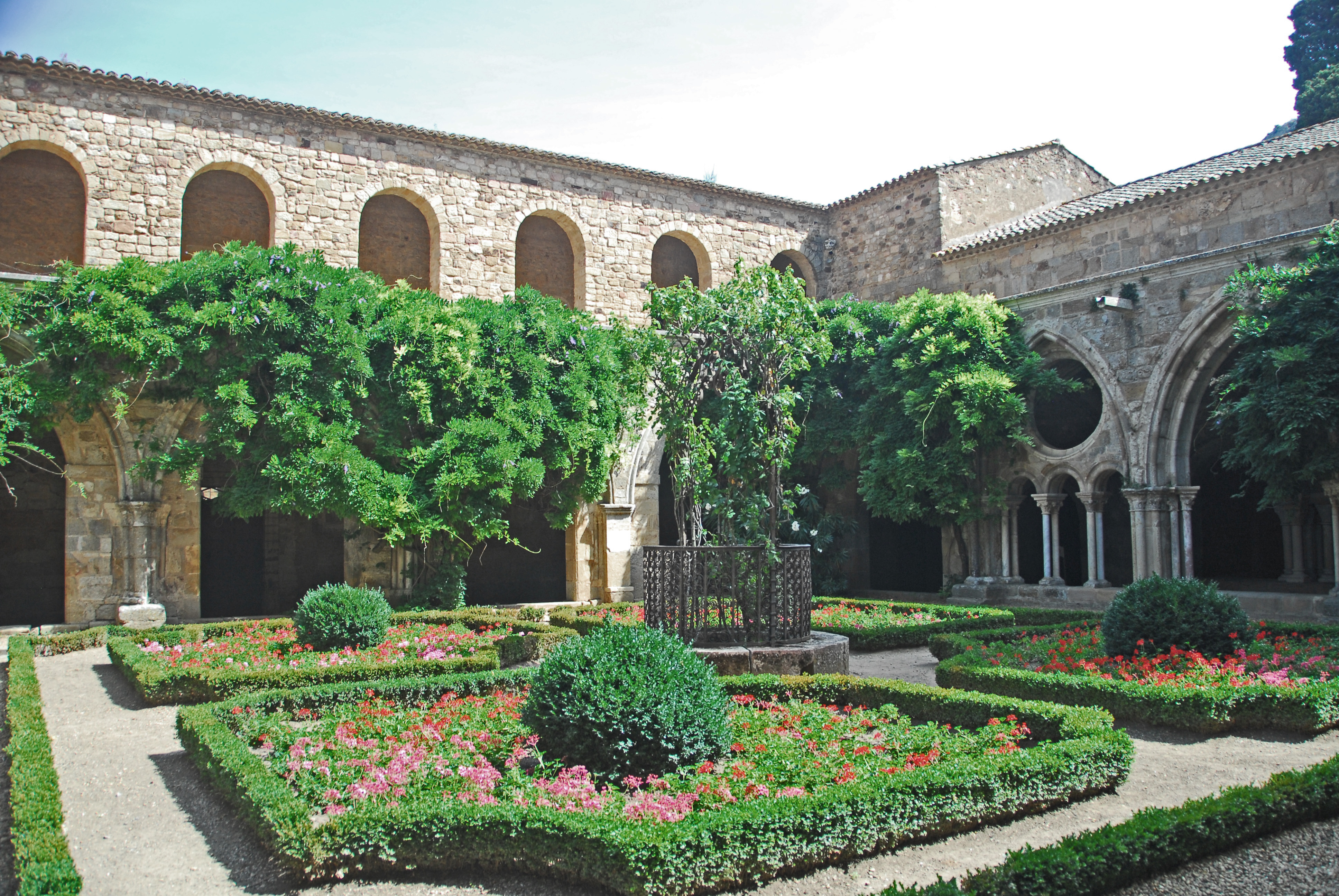
Abtei Fontfroide, Kreuzganghof NO-Ecke
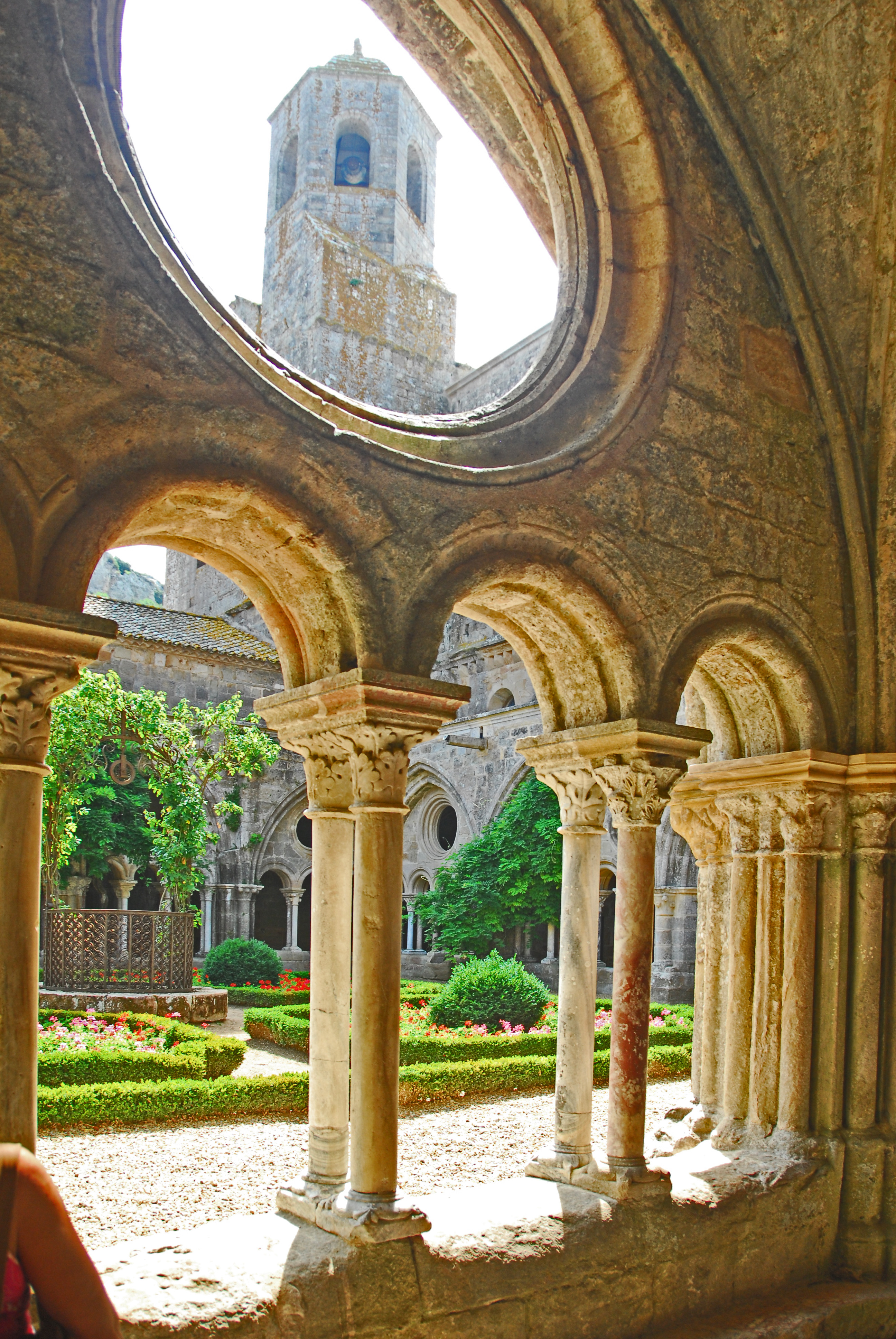
Arkatur mit Okulus
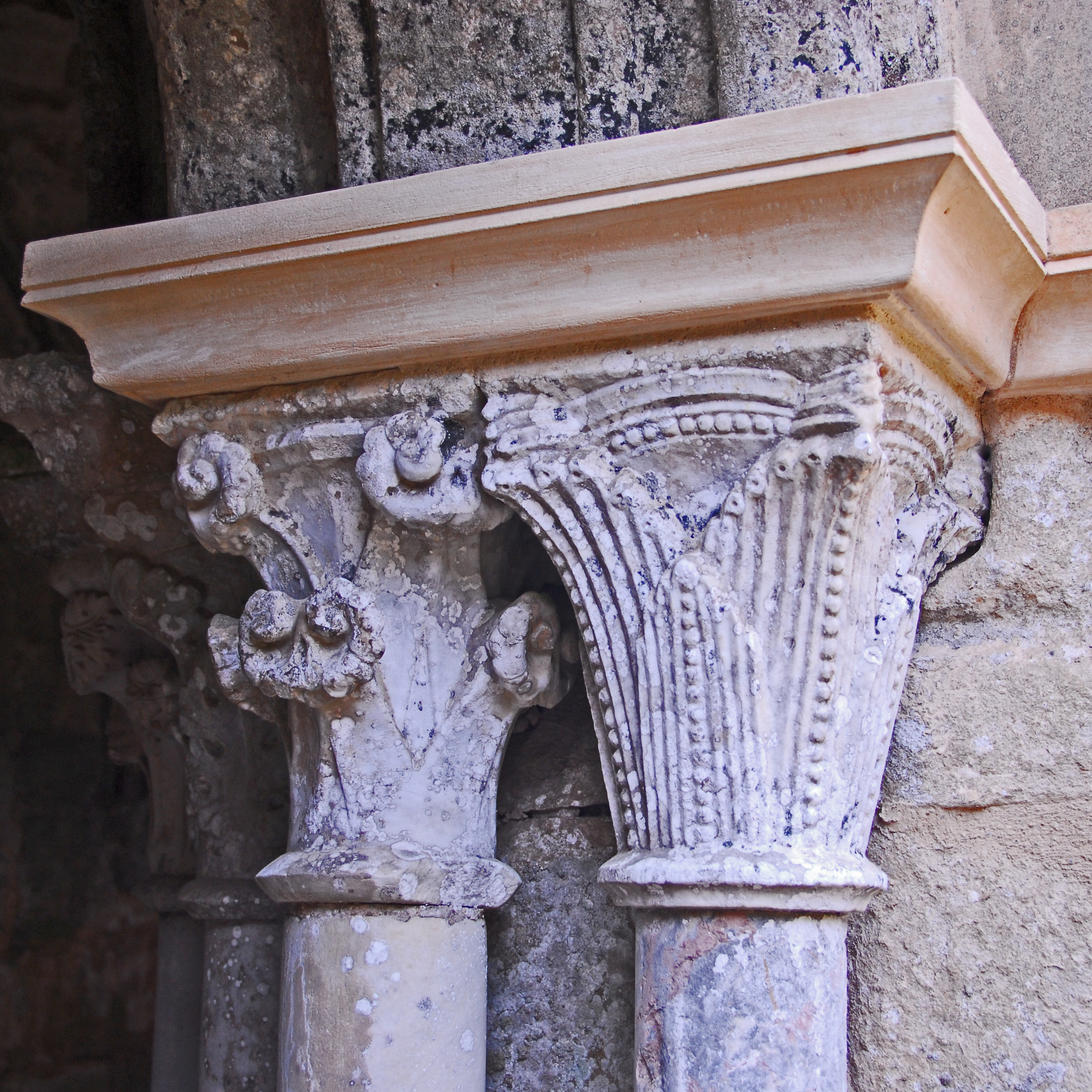
Abtei Fontfroide, Kapitelle der Zwillingssäulen
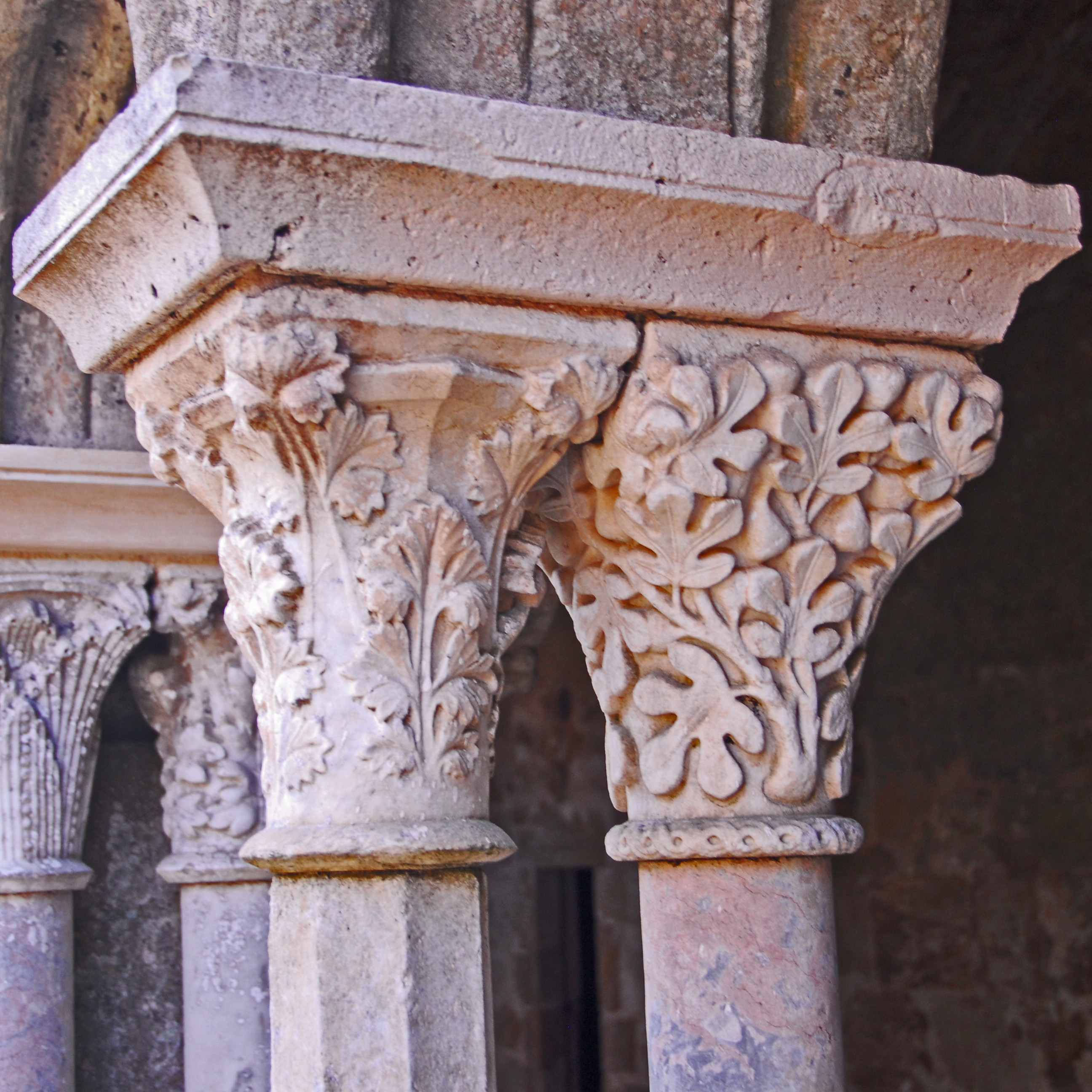
Abtei Fontfroide, Kapitelle der Zwillingssäulen
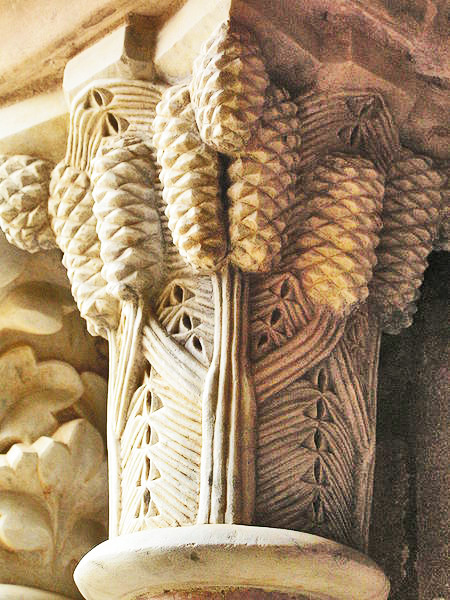
Abtei Fontfroide, Kreuzgangkapitell
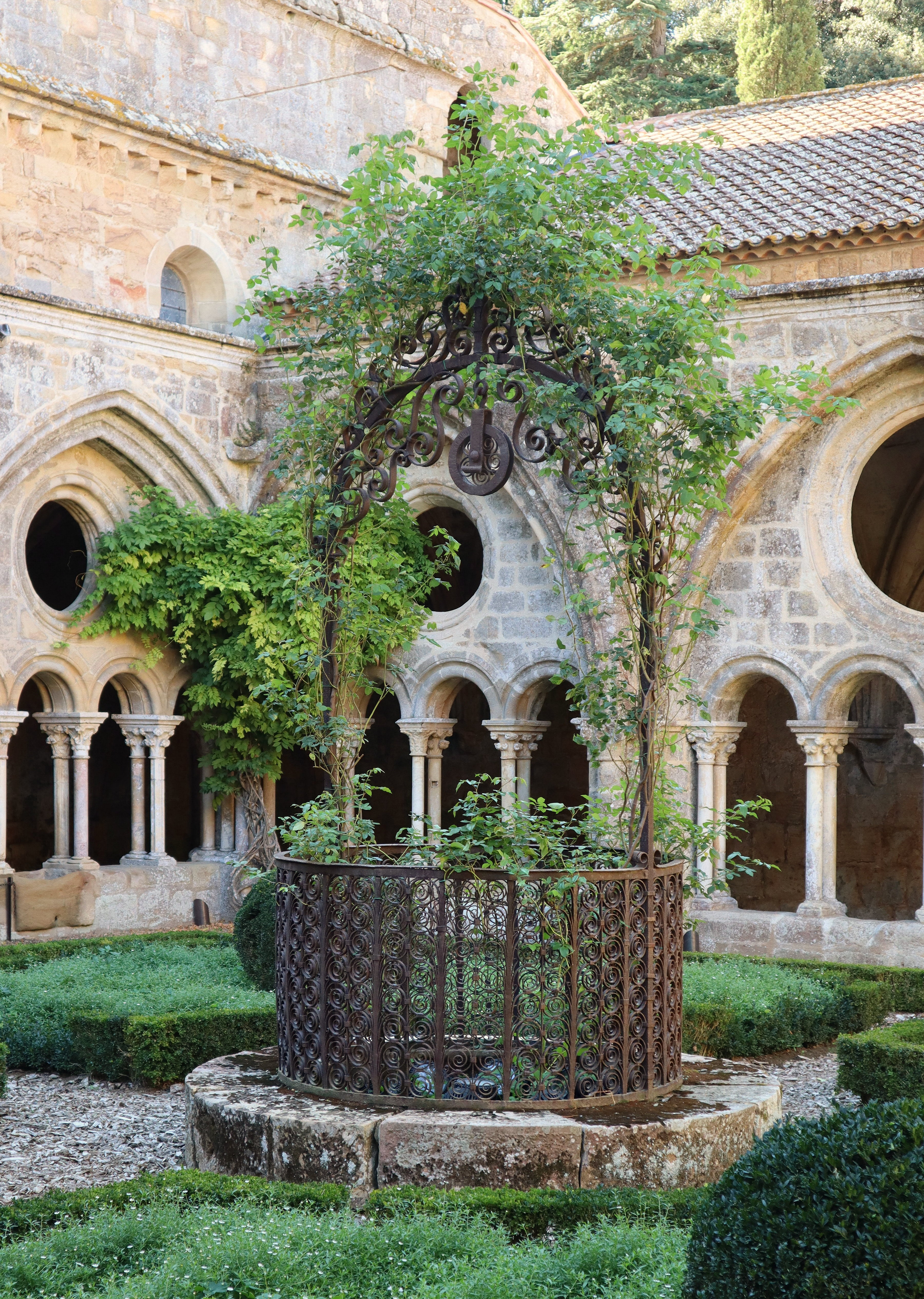
Brunnen inmitten des Kreuzgangs

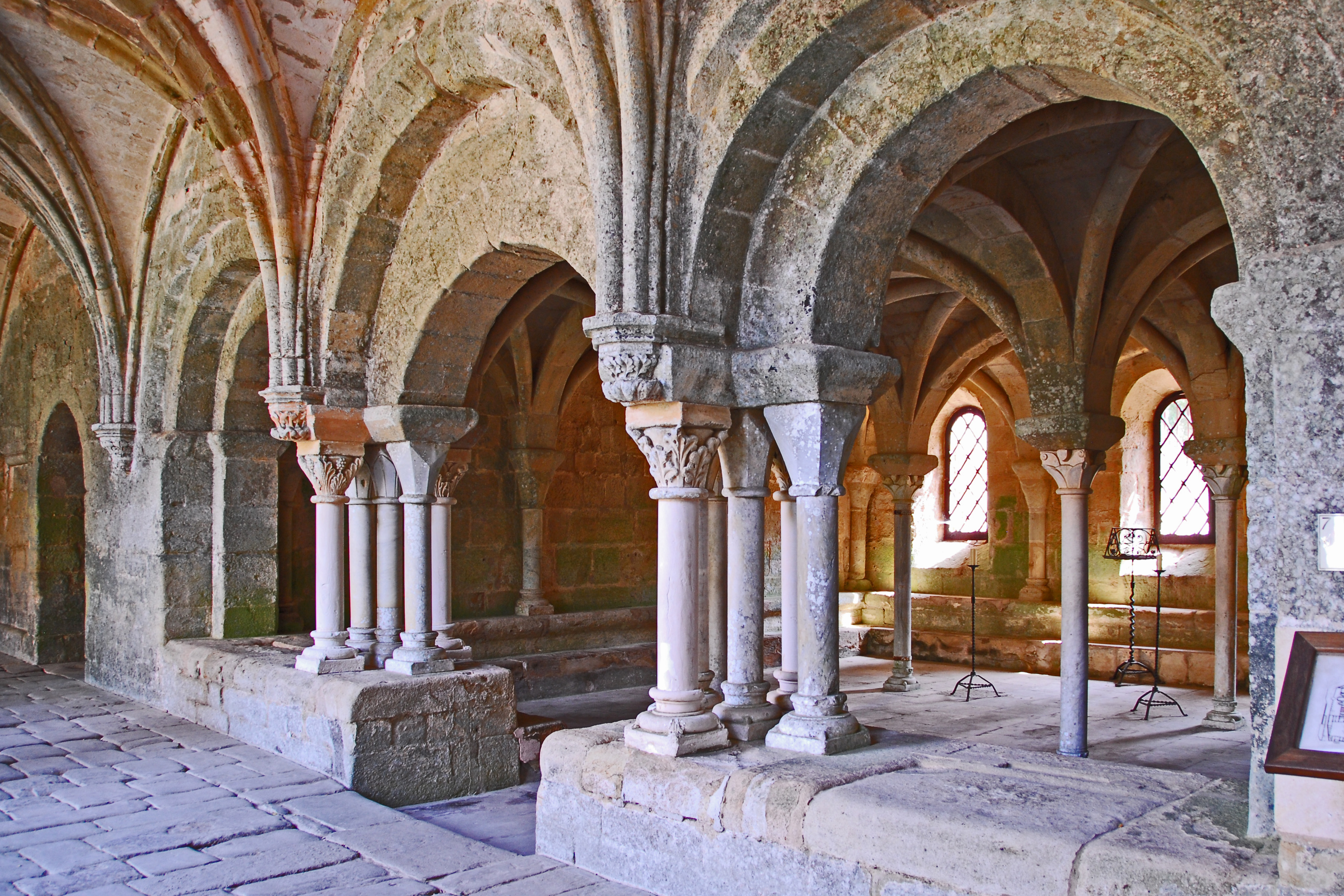
Abtei Fontfroide, Kreuzgang Ostgalerie vor Kapitelsaal

### Ostflügel

#### Kapitelsaal

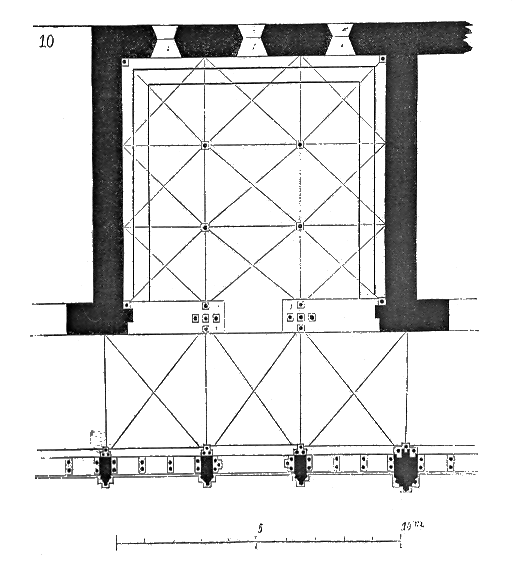
Abtei Fontfroide, Grundriss Kapitelsaal, Grafik 19. Jh.

Der Kapitelsaal öffnet sich in seiner ganzen Breite aus den drei mittleren Jochen der Ostgalerie des Kreuzgangs. Der Zugang erfolgt aus dem mittleren Joch über eine Stufe abwärts und wird seitlich begrenzt von den Enden der breiten Brüstungsmauern mit abgerundeter Sichtkante. Beidseitig des Durchgangs eröffnet je eine Gruppe von fünf Säulen den „Säulenwald“ des Kapitelsaals und lässt ihn besonders dicht erscheinen.

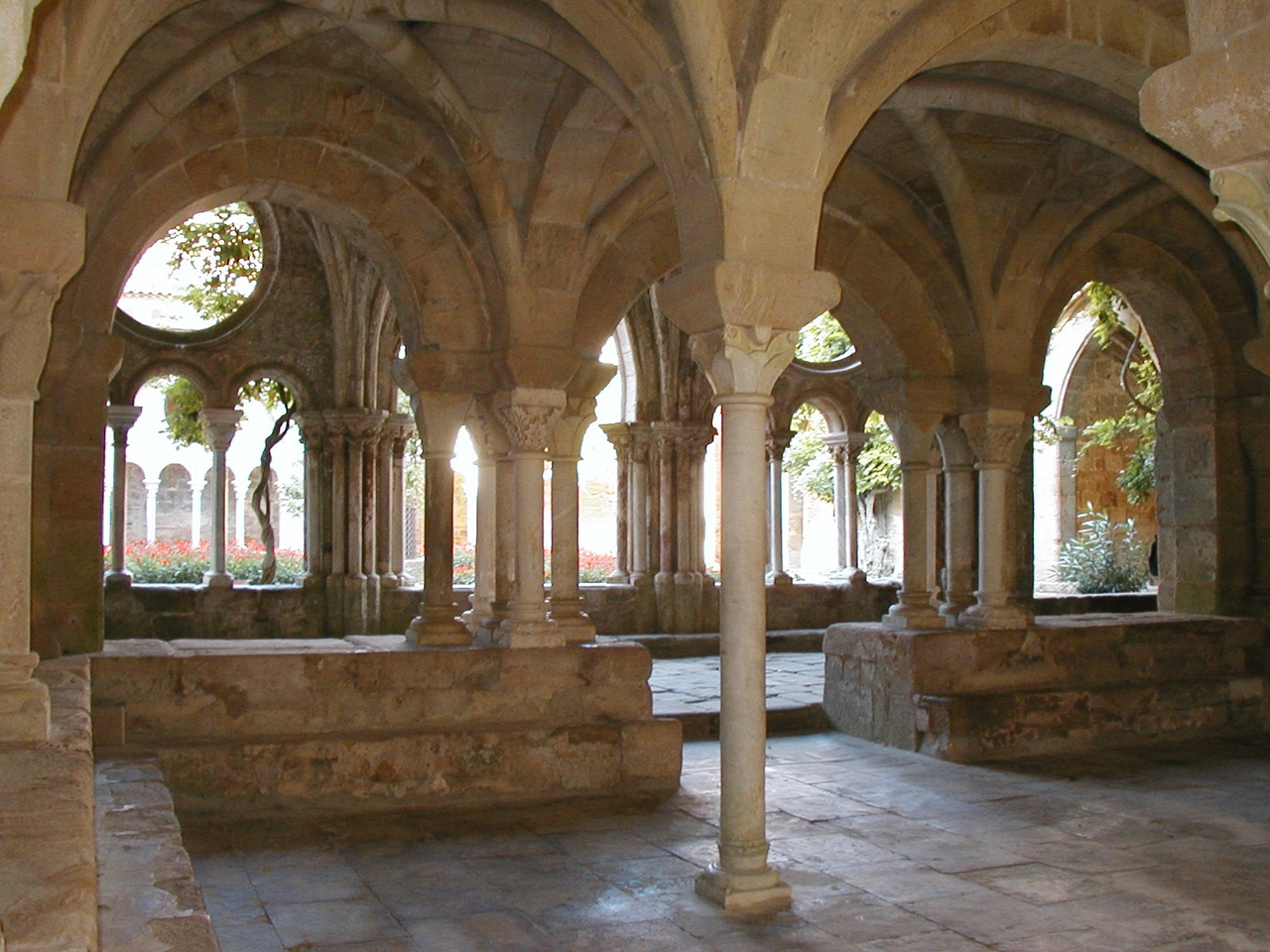
Abtei Fontfroide, Kapitelsaal, von Rückwand zum Hof

Zum grandiosen Erlebnis zisterziensischer Architektur steigert sich der Blick von der Rückseite des Saals zum Hof hin. Dabei werden die Säulen des Kapitelsaals um diejenigen der Arkaturen der Ostgalerie ergänzt. Hier wird deutlich, wie sehr der zisterziensische Kreuzgang zusammen mit dem Kapitelsaal zum Höhepunkt einer mediterranen Architektur wird, die nicht zuletzt auf der Wirkung der Säulen beruht. Eine vierfache Staffelung von Säulen und jeweils verschieden ausgeleuchtete Räume ergeben eine christliche Interpretation des Säulenwaldes der Mezquita von Córdoba.

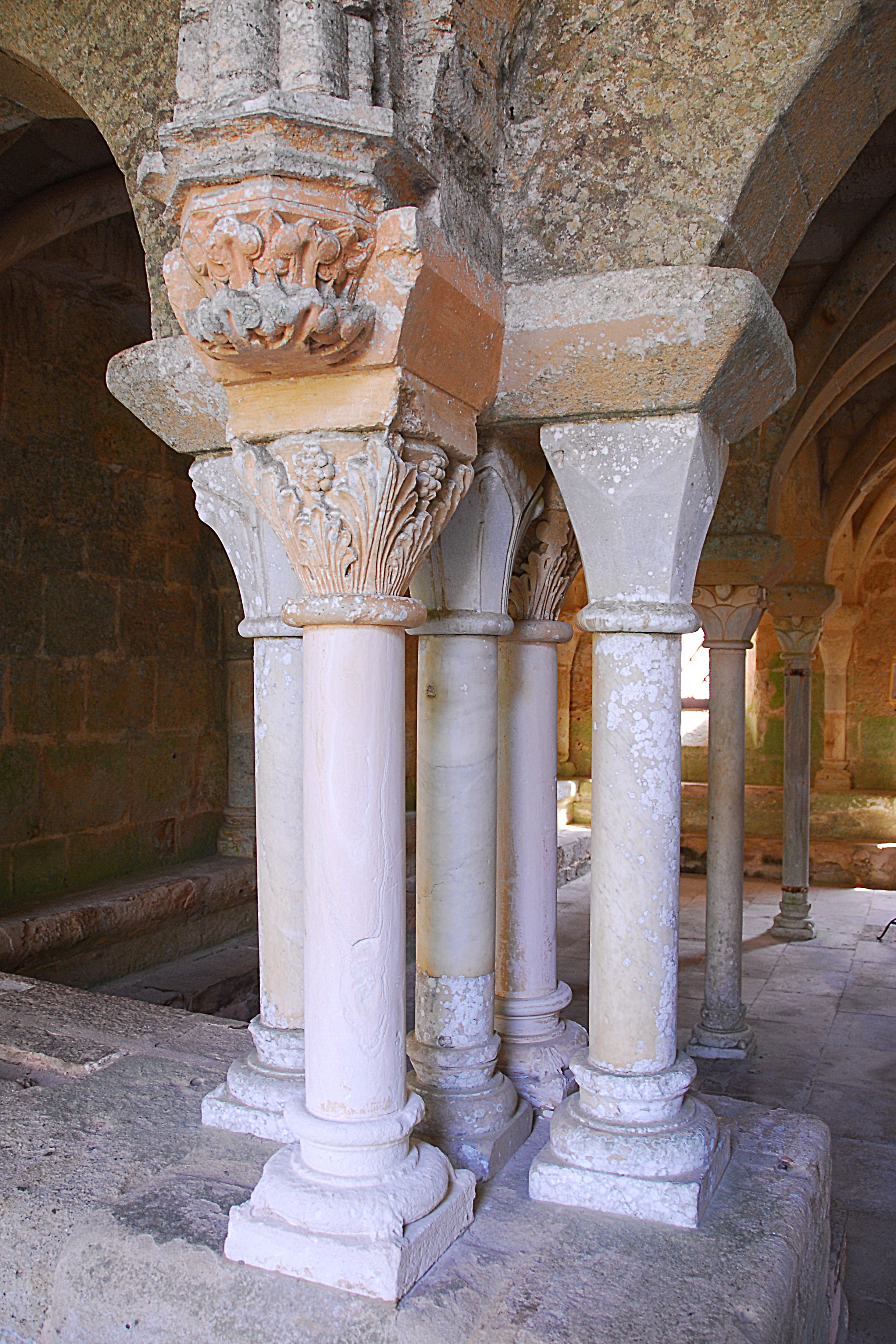
Abtei Fontfroide, Säulengruppe auf Kapitelsaalbrüstung

Die Säulen sind ähnlich ausgestattet wie die innerhalb des Saals. Einige der Kapitelle weisen feingliedriges pflanzliches Dekor auf, andere sind schlicht geformt und ohne Skulptur geblieben.

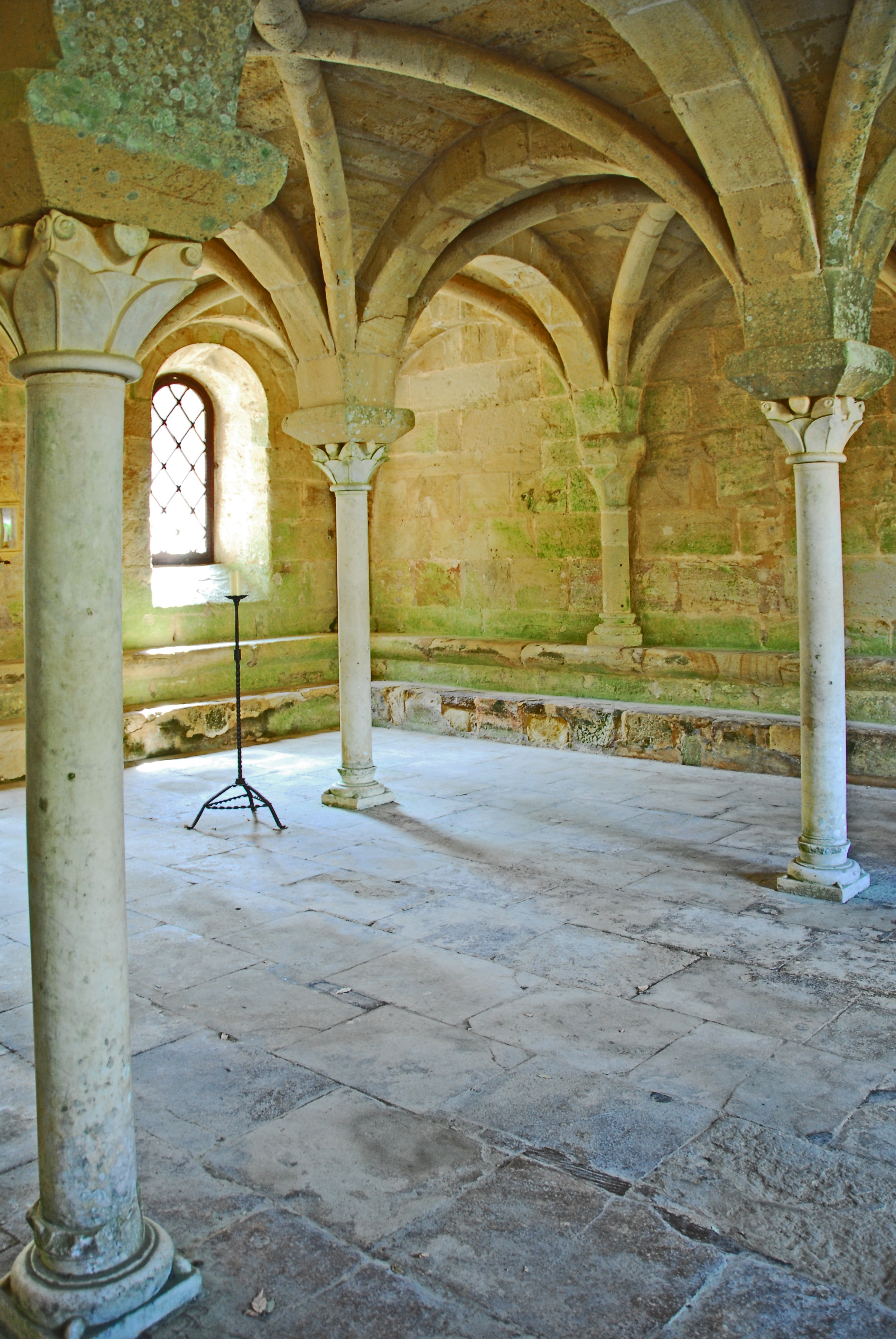
Abtei Fontfroide, Kapitelsaal, Inneres

Die drei Arkaden der Durchlässe werden von leicht angespitzten kantigen im Querschnitt rechteckigen Bögen überdeckt. Der mittlere liegt etwas tiefer als die äußeren und ist etwas flacher gerundet. Ihre Ansätze stehen auf einheitlich hohen kräftigen Kämpfern der Säulengruppen. Die äußeren stehen auf Pfeilervorlagen gleicher Dimension mit Kämpferprofilen. Auf beiden Wandseiten sind den Bögen kräftige bogenförmige Wandvorsprünge vorgelagert, die hinauf bis zu den Schildbögen reichen. Bei den äußeren Bögen verlaufen diese parallel zu den Bögen. Beim mittleren Türbogen ist die Vorlage deutlich steiler angespitzt und wird dadurch ungleich breit. Vor den Kämpferplatten der beiden galerieseitigen Säulen sind Kragkonsolen angebracht, die die Lasten der Kreuzrippengewölbe der Galerie weiterleiten.
Der Saal besitzt einen fast quadratischen Grundriss und wird allseitig von steinernen zweistufigen Sitzbänken umschlossen. Er wird von schlanken Säulen in neun fast quadratische Felder unterteilt, die ein Netz von Kreuzrippengewölben tragen. Vier längere freistehende Säulen begrenzen das mittlere Feld. Zehn kürzere dreiviertelrunde Säulen stehen auf den oberen Sitzstufen an die Wände angelehnt. Ihre Schäfte sind glatt und werden vom Kapitell durch einen schmalen Ring getrennt. Ihre Kapitelle sind großblättrig skulptiert und werden von kräftigen, schlicht profilierten und weit ausladenden Kämpfern abgedeckt. Die runden attischen Basen stehen auf kantigen Plinthen mit Eckspornen. Die Gurtbögen der Gewölbe besitzen einfache rechteckige Querschnitte, die der Schildbögen an den Wänden sind halb so breit. Die diagonalen Kreuzrippen haben fast gänzlich runde Querschnitte.
Der Kapitelsaal wird durch drei rundbogige Fensteröffnungen in der Ostwand belichtet, zusätzlich noch indirekt über die Ostgalerie des Kreuzgangs.

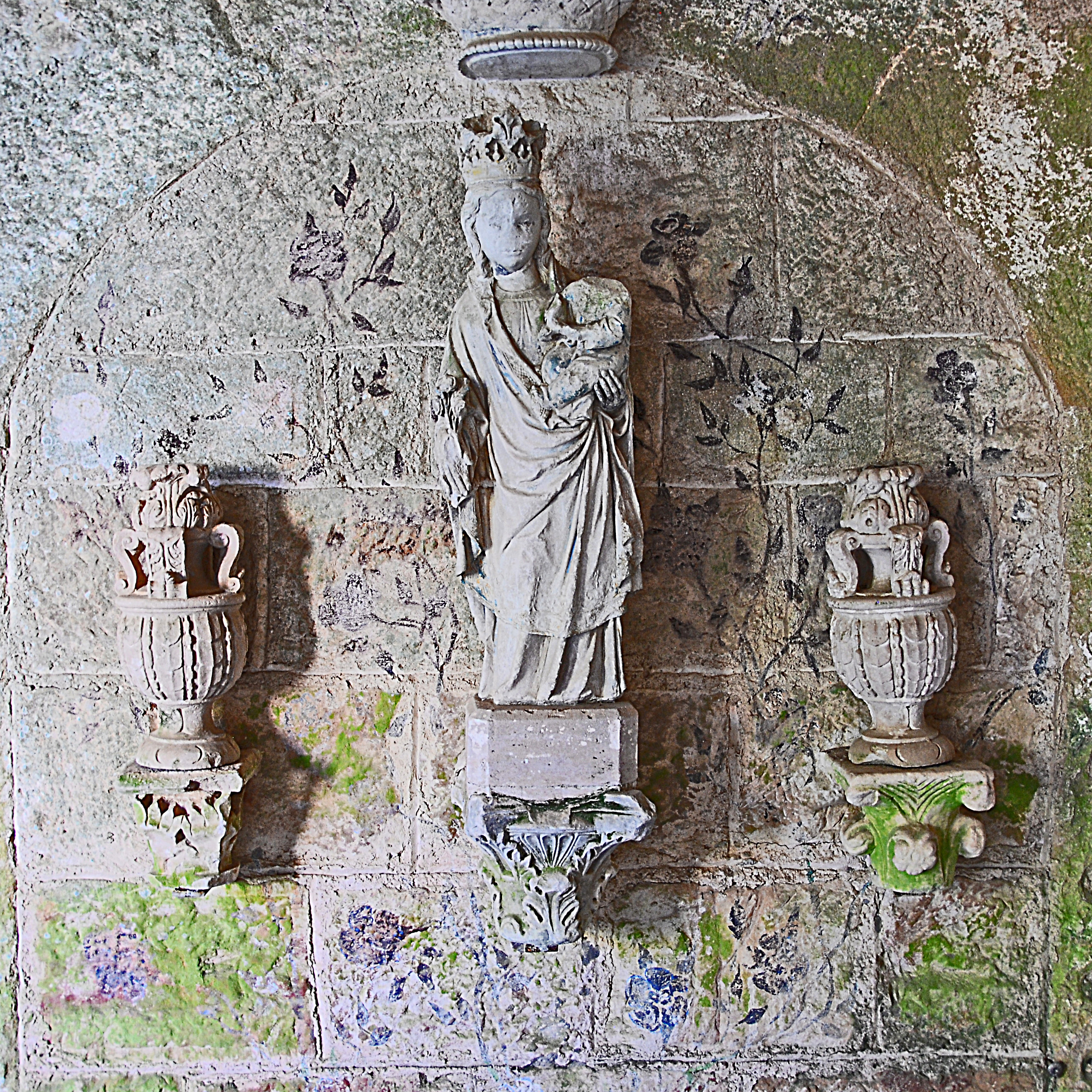
Abtei Fontfroide, Madonna mit Vasen, auf Wand zum Armarium

Die großzügige Öffnung des Kapitelsaals in die Ostgalerie erlaubte es den Laienbrüdern, an den Vorträgen und Diskussionen der Ordensmitglieder teilzuhaben.

#### Sakristei
Zwischen dem Kapitelsaal und dem nördlichen Querschiffarm der Kirche befindet sich die Sakristei, die auch von der Ostgalerie erschlossen wird und zusätzlich einen unmittelbaren Zugang zur Kirche besitzt. Sie wird durch ein Fenster belichtet, das denen des Kapitelsaals gleicht.

#### Armarium
Im nördlichen Querhausarm führt entlang der Wand zum Kreuzgang ein gerade Treppe hinauf zum Dormitorium der Mönche. Der kleine Raum unter dieser Treppe
soll das Armarium beherbergt haben. Der Zugang könnte von der Ostgalerie oder von der Sakristei möglich gewesen sein.

#### Durchgangsraum
Auf der Nordseite des Kapitelsaals liegt ein Raum, etwa in gleicher Größe wie die Sakristei. Er wird als Durchgangsraum zu dem Freigelände nordöstlich der Kirche bezeichnet. Dort soll ein zweiter Friedhof für verstorbene Mönche angelegt worden sein.
Der Raum wird auch als Lagerraum für Werkzeuge und Arbeitsgerät angesehen, vielleicht auch als Parlatorium.

#### Dormitorium der Mönche
Wie bei fast allen zisterziensischen Klöstern befindet sich auch hier im Obergeschoss des Osttrakts der Konventsräume das Dormitorium der Ordensbrüder. Das lässt vor allem einen unmittelbaren Zugang in das Querschiff und zum Chor der Kirche zu. Es wird von einem angespitzten Tonnengewölbe überdeckt. Die Belichtung erfolgt von beiden Längsseiten über eine Reihe von rundbogigen Fenstern, die auf der Seite des Kreuzgangs bei dessen Erhöhung durch die gotischen Gewölbe kleiner geworden sind.
Am Nordende des Osttrakts befindet sich eine weitere Geschosstreppe, die auch zum vorgenannten Dormitorium führte, aber auch das Obergeschoss des Nordflügels erschließt.

### Nordtrakt
Der zweigeschossige Nordtrakt erstreckt sich nördlich des Kreuzgangs fast über die ganze Breite des Klosters, vom Südende des Trakts der Laienbrüder bis zum Bach. In ihm waren die meisten Konventsräume der Mönche untergebracht. Entlang der Nordgalerie lag das Refektorium mit Platz für vierzig Mönche, die von dort auf kurzem Weg den Brunnen im Kreuzganghof über die offenen Arkaden erreichen konnten. Die Küche besitzt ebenso kurze Wege zum Speiseraum und zum Vorratskeller. Ein offener Kamin lässt den Raum als Calefactorium (Wärmeraum) erkennen. Weitere Räume waren meist Arbeitsräume der Mönche, etwa die Raumgruppe Fraterie und andere. Im Obergeschoss gab es vermutlich weitere Konventsräume, vielleicht auch eine Abtwohnung. Im Osten, dürften sich in Nähe des Baches die Toiletten befunden haben. Die Belichtung der Räumlichkeiten erfolgt überwiegend durch rundbogige Fenster in der Nordwand des Traktes, die sich in den Hof Ludwigs XIV. öffnen.

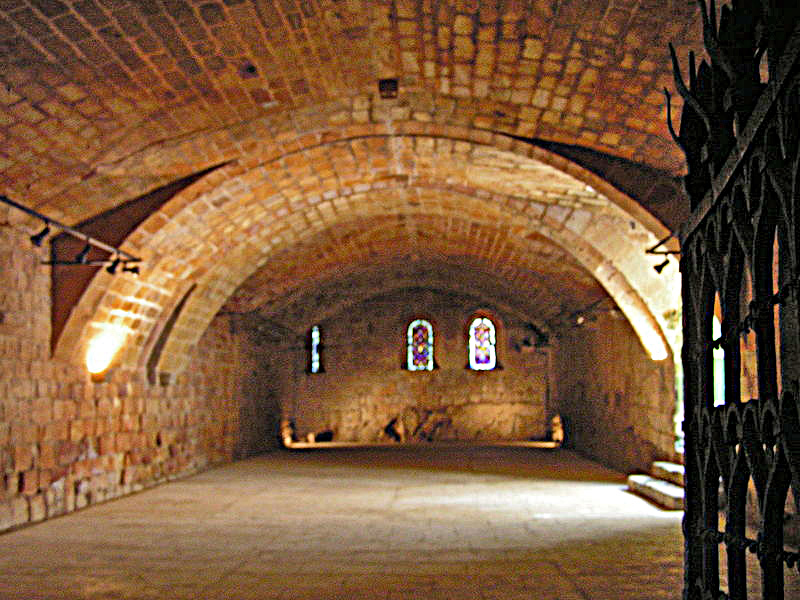
Abtei Fontfroide, Westtrakt, Vorratskeller

### Westtrakt

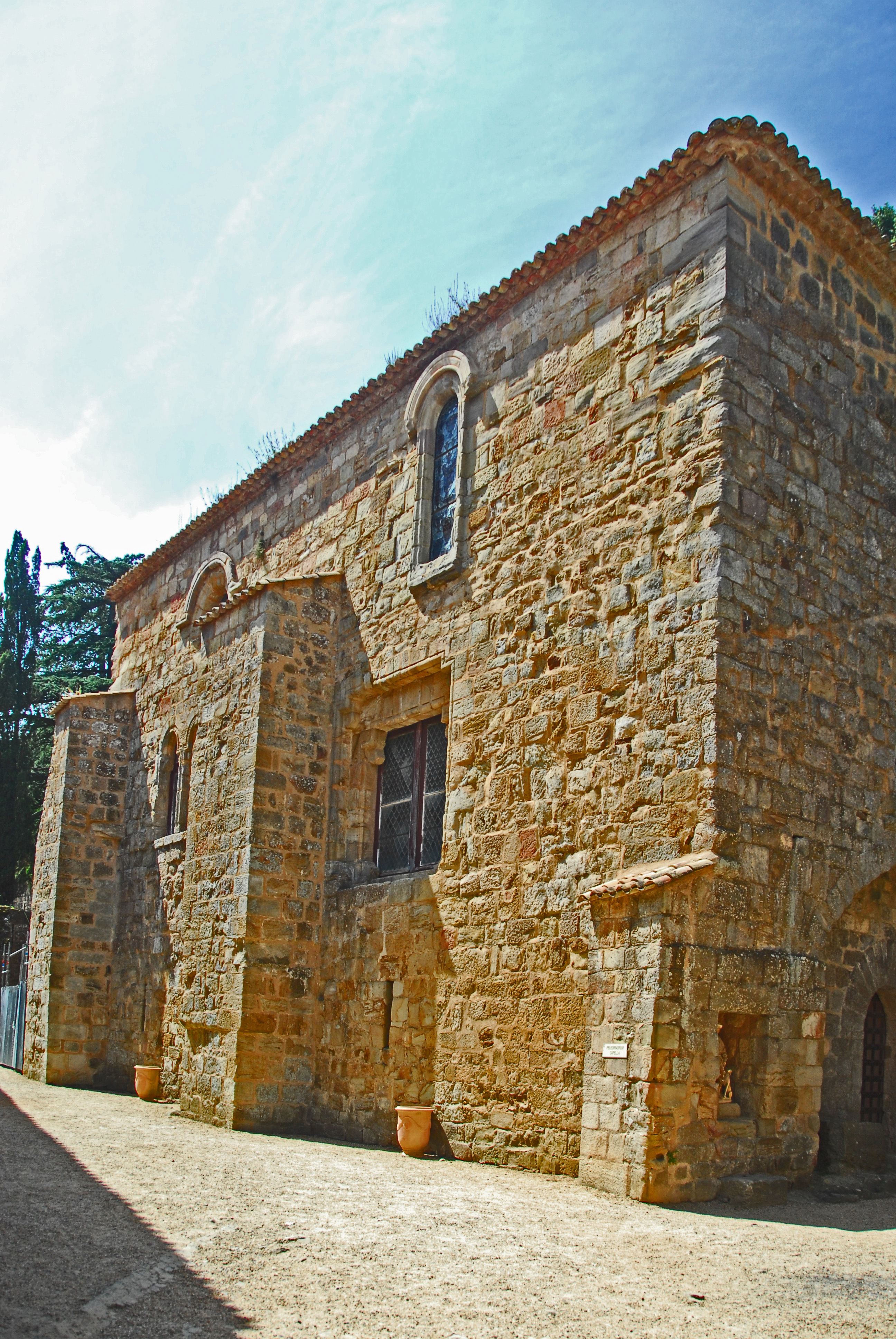
Abtei Fontfroide, Kapelle der Fremden, von NO

Der Westtrakt enthält einen großen Vorratskeller, dessen Boden gegenüber den anderen etwa fünf Stufen abgesenkt ist. Er wird über zwei Türen erschlossen, eine von außen, die andere aus dem Treppenhaus. Sein kräftiges Mauerwerk wird als ältestes des Klosters bezeichnet. Der Raum wird stützenlos von einem weit spannenden Kappengewölbe (mit segmentbogenförmigem Querschnitt) überdeckt. Die Belichtung des Kellers erfolgt über drei rundbogige Fenster in der Südwand.
Der Keller wird von der Westgalerie von einem langen Durchgang getrennt, der die Räume der Laienbrüder mit den hintersten Joch der Kirche verbindet, ihrem Aufenthaltsbereich bei den Gottesdiensten. Der unbelichtete Gang wird von einem halben Tonnengewölbe überdeckt. Er heißt in einer französischen Quelle „La ruelle des convers“ = „Die Gasse der Laienbrüder“.
Über die eventuelle Nutzung des Obergeschosses des Westtrakts geben die Quellen keine Auskunft.

### Kapelle der Fremden
Ein separates Gebäude gegenüber dem Westtrakt in Verbindung mit der Stützmauer am Berghang birgt die Kapelle der Fremden (La chapelle des étrangers), die es schon im ursprünglichen Kloster gab. Sie sollte Fremden und Pilgern Aufenthalt erlauben, ohne den Klosterbetrieb der Mönche zu stören. Im 14. Jahrhundert wurde sie zu einer Kapelle umgebaut, die vielleicht allein von Äbten genutzt wurde.

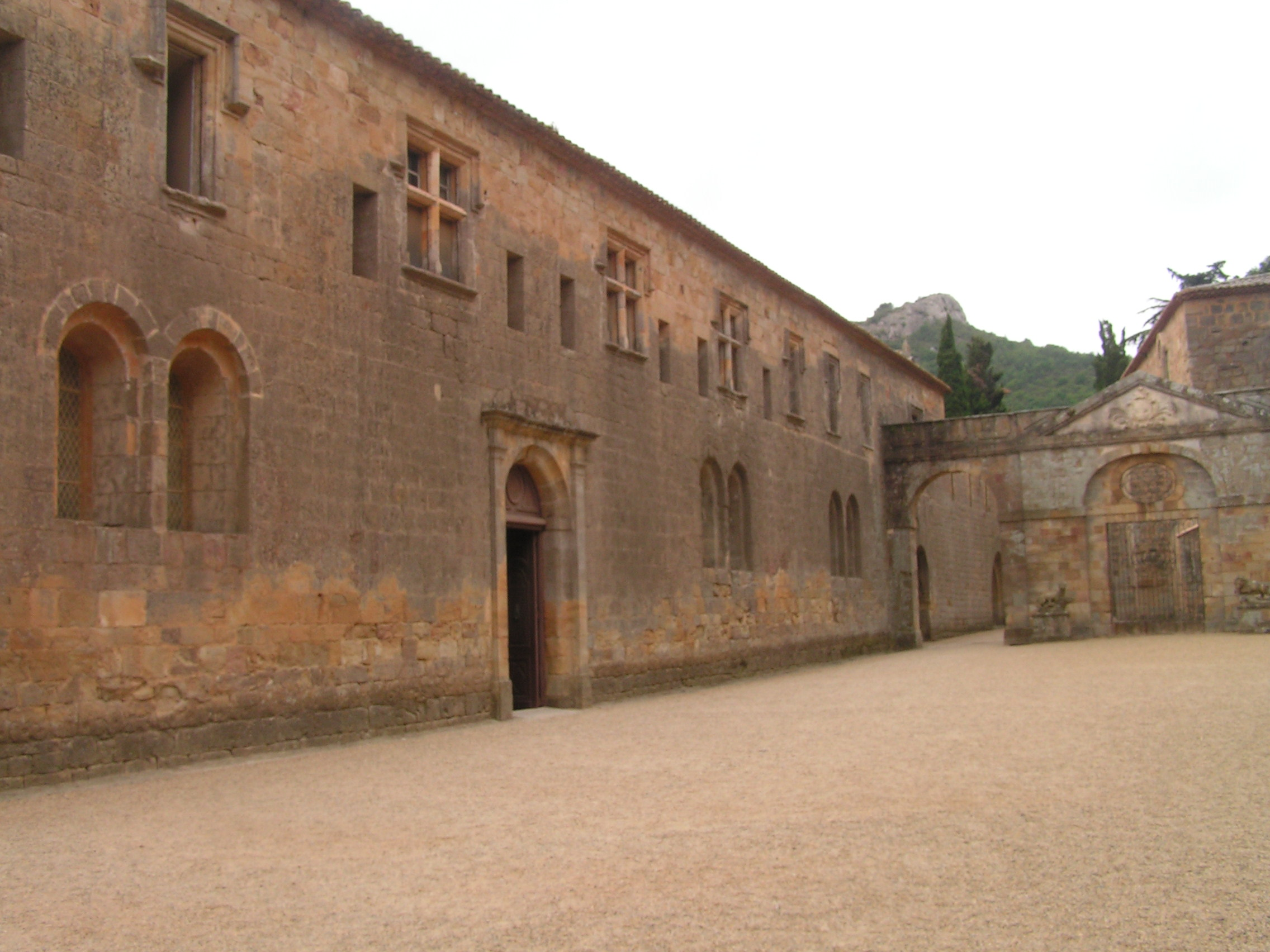
Abtei Fontfroide, Trakt der Konversen zum Ehrenhof

### Trakt der Konversen

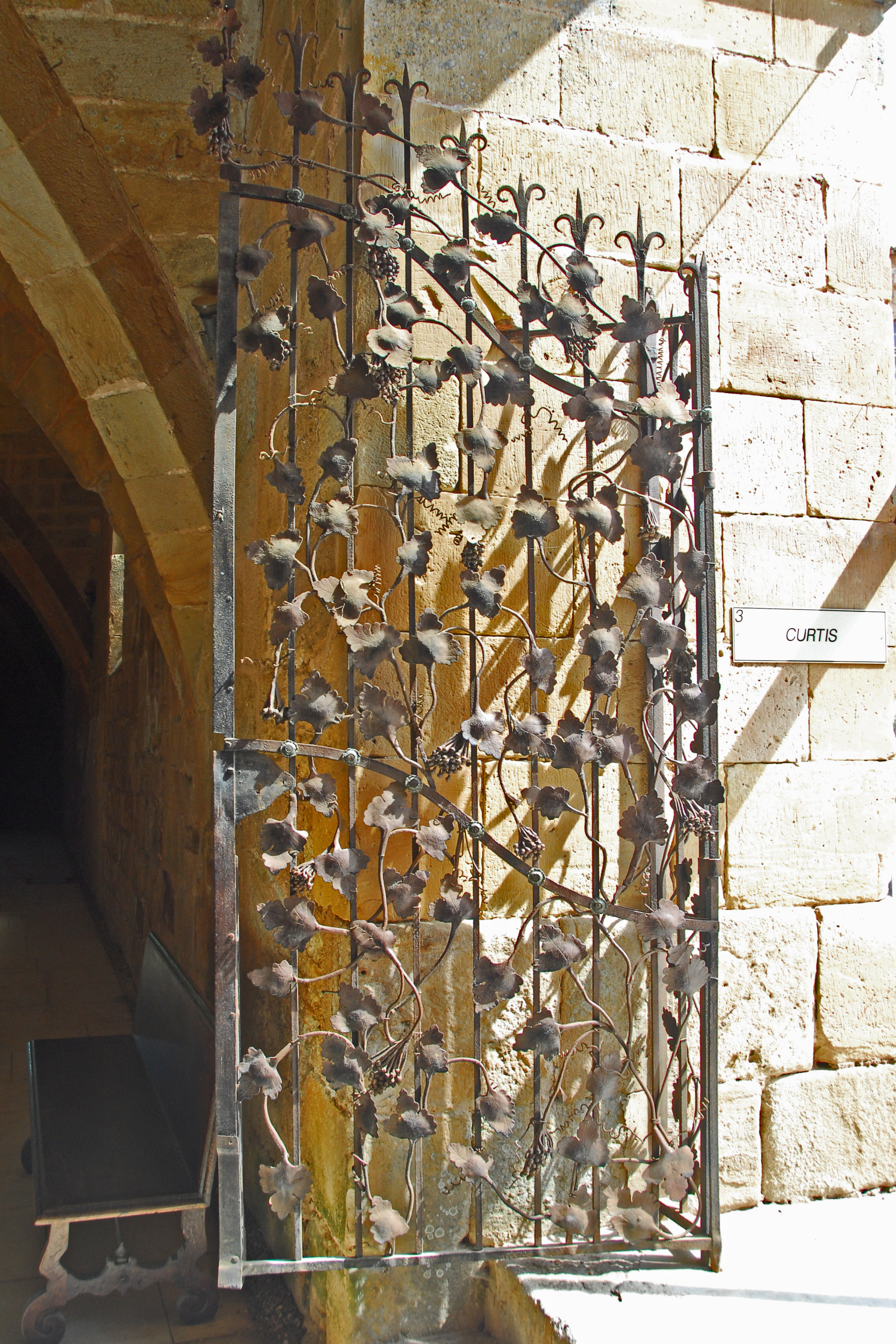
Abtei Fontfroide, Schmiedeeiserner Türflügel

In Verlängerung des Vorratskellers nach Norden erstreckt sich in gleicher Breite der zweigeschossige Trakt der Konversen, oder Laienbrüder, der im 12. Jahrhundert entstanden ist und später mehrfache Umbaumaßnahmen erfuhr. Zwischen dem Westtrakt und dem Trakt der Konversen ist ein Verbindungs- und Treppenraum zwischengeschaltet, der den ursprünglichen Haupteingang zum Kloster bildete, über den man nahezu alle Bereiche des Klosters erreichen konnte.

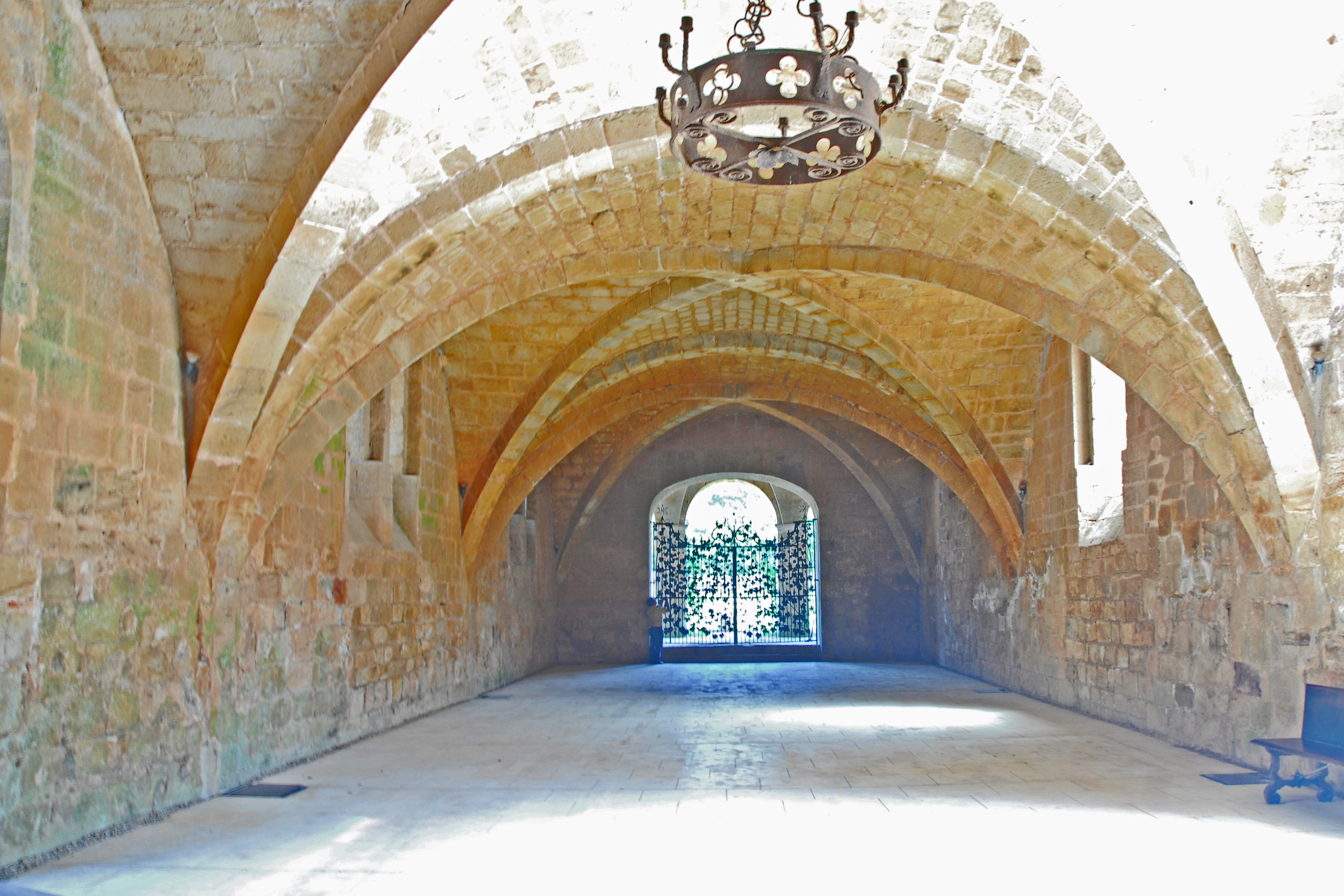
Abtei Fontfroide, Refektorium der Konversen

Im Erdgeschoss gibt es lediglich einen einzigen sehr großen Raum, das Refektorium der Konversen. Er bot Sitzplätze an Tischen für 180 bis 200 Personen. Sein Südende stand in naher Verbindung zur gemeinsamen Küche und zum Vorratskeller. Sein fünfjochiges Kreuzrippengewölbe besitzt kräftige Kreuzrippen und Gurtbögen mit rechteckigen Querschnitten. Im mittleren Joch gibt es heute zwei gegenüberliegende rundbogige Portale die vermutlich im 17. oder 18. Jahrhundert nachträglich installiert wurden. In dieser Zeit wurde der große Raum in verschiedene Bereiche unterteilt, was nach 1908 wieder rückgängig gemacht wurde.

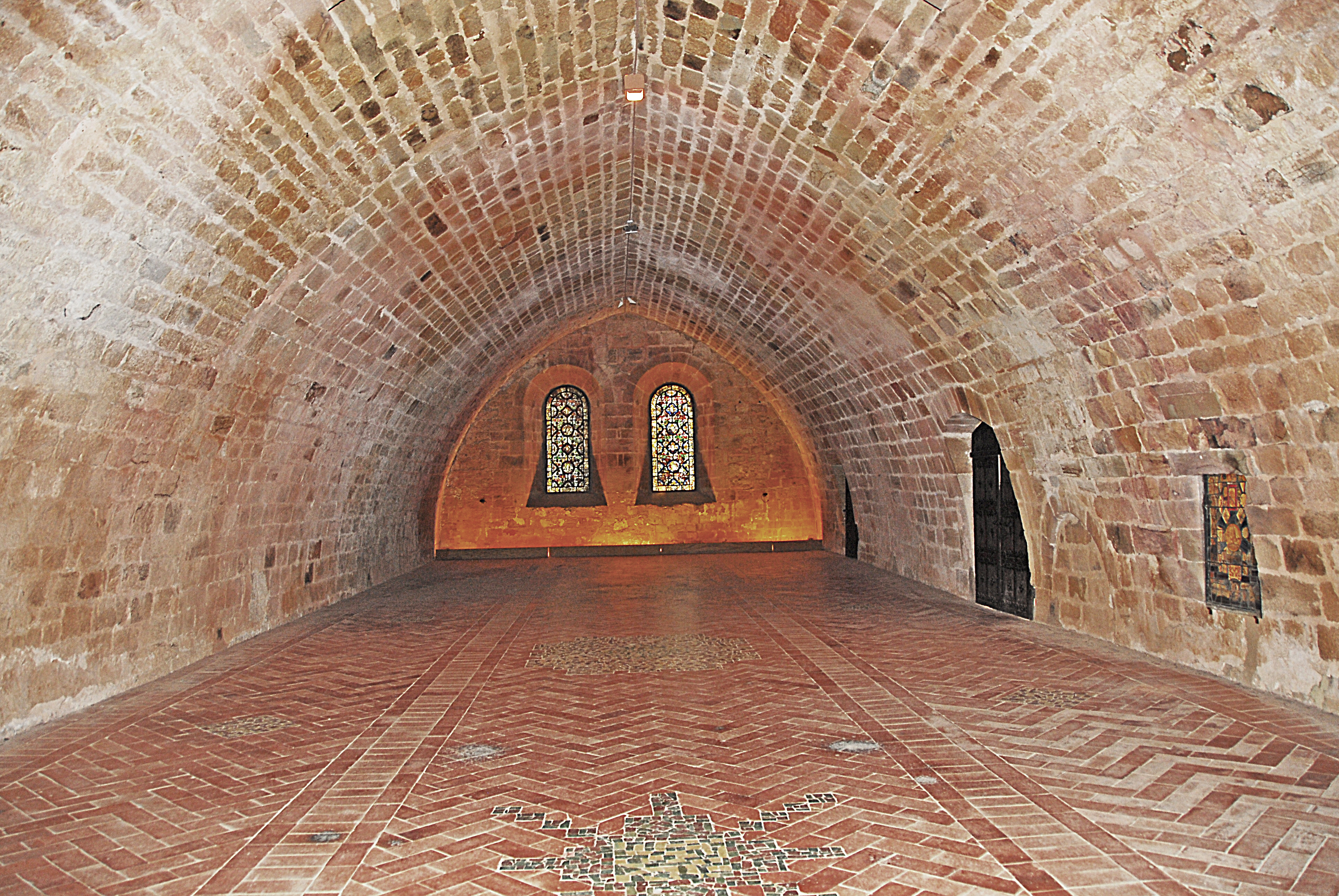
Abtei Fontfroide, Dormitorium der Konversen

Die Belichtung übernehmen heute auf der äußeren Westseite in den anderen vier Jochen je ein Fensterpaar mit rundbogigen Öffnungen. Auf der Hofseite wird sie ergänzt durch drei weitere größere rundbogige Fenster. In der nördlichen Kopfwand ist eine große Portalöffnung mit Korbbogen ausgespart, die mit einem kunstvoll geschmiedeten Eisengitter mit Weinlaub verschlossen ist. Dem Nordgiebel ist eine überdachte Terrasse vorgeschaltet mit drei rundbogigen Arkaden, die sich in einen kleinen blühenden italienischen Garten öffnen.
Der große Kamin an der Südwand stammt wahrscheinlich aus dem Renaissance-Schloss der Herzöge von Montmorency in Pezenas, der im Auftrag von Kardinal Richelieu hier aufgestellt worden ist.
Im Obergeschoss ist heute der ursprüngliche Zustand des Schlafsaals der Mönche, später der Laienbrüder, zu erkennen. Der Raum besitzt nahezu den gleichen Grundriss, wie das Refektorium darunter. Das prächtige leicht angespitzte Tonnengewölbe aus rosafarbenem Sandstein steht mit seinen Ansätzen unmittelbar auf dem Boden, der mit roten Ziegelsteinfliesen belegt ist. Es gibt hier lediglich zwei rundbogige Fenster in der nördlichen Kopfwand. Nach den Quellen war im südlichen Bereich des Raumes ein zusätzlicher Dachboden eingezogen, der zur trockenen Lagerung von mit Korn gefüllten Säcken diente, die über seitliche Öffnungen hochgehoben werden konnten.
Das Gewölbe des Dormitoriums ist eine Rekonstruktion des 20. Jahrhunderts, bei der nachträgliche Umbauten des Obergeschosses zu Hotelräumen wieder entfernt wurden. Von diesen sind allerdings auf der Westwand zum Ehrenhof hin im oberen Wandbereich große rechteckige Fensteröffnungen übrig geblieben, die mit Renaissance-Maßwerk in Form profilierter Fensterkreuze dekoriert sind.

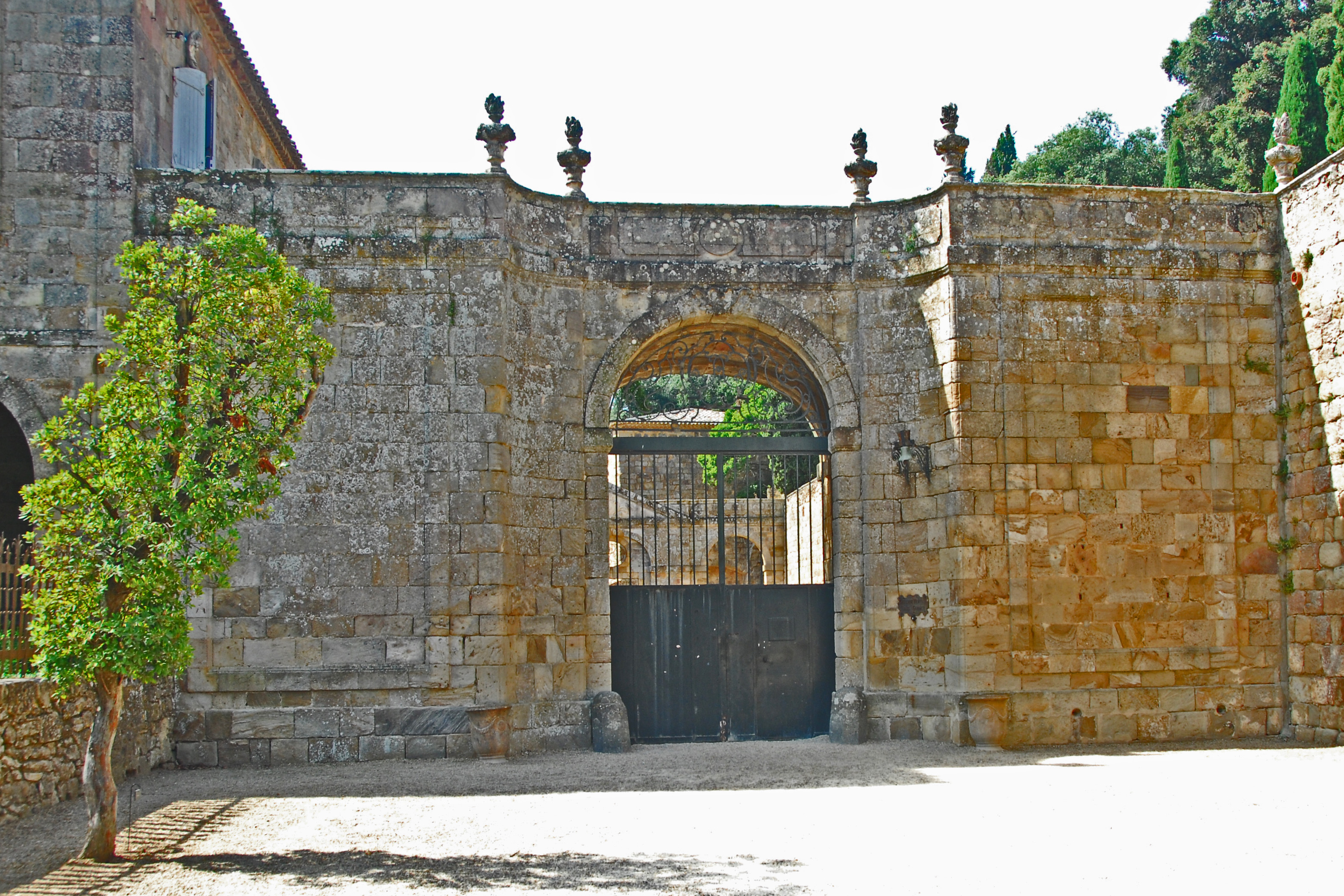
Abtei Fontfroide, Eingang zum Ehrenhof

### Eingangsbereich / Cour d’Honneur
Nach dem Passieren der Eingangshalle mit ihrer eleganten Linienführung und dem monumentalen rundbogigen Eingangsportal in einer klassizistisch dekorierten Wand aus orange- bis rosafarbenen Sandsteinblöcken im regelmäßigen Verband, alles um 1777/78 erbaut, erreicht der Besucher den schlanken kaum rechteckigen Ehrenhof, der nach Süden etwas breiter wird. Auf der Westseite des Hofes wird die Wand um das Portal aus demselben Material und in gleicher Höhe mit waagerechter Krone weitergeführt. Etwa in Wandmitte ist ein Brunnen installiert, bei dem eine Monsterfratze aus seinem Maul seine riesige Zunge heraushängen lässt, über die ein Wasserschwall in einen steinernen Kelch herunterplätschert.

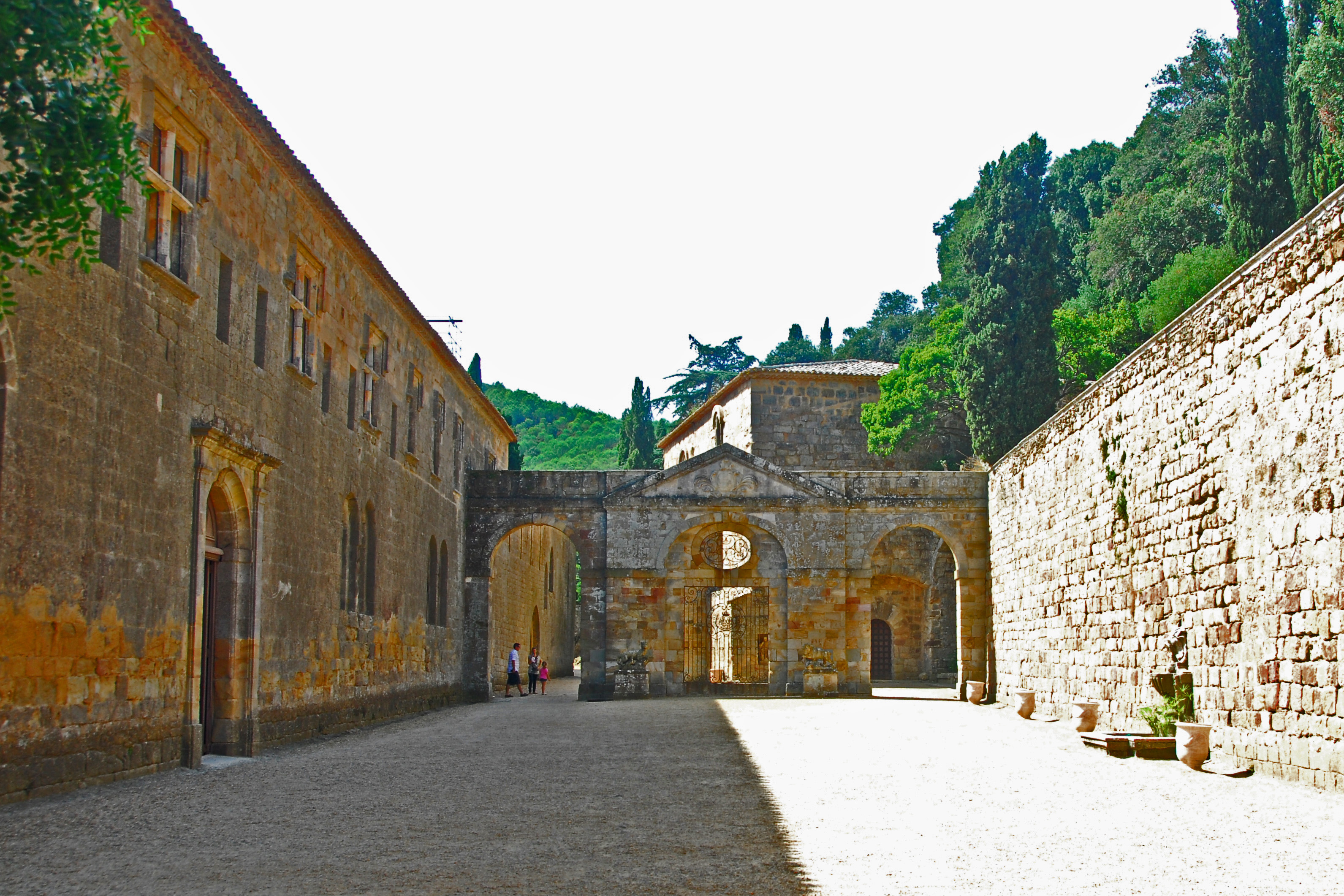
Abtei Fontfroide, Cour d’Honneur

Das Südende des Hofs wird durch eine ebenso hohe dreifach durchbrochene Wand mit klassizistischen Stilelementen abgeschlossen. Der mittlere Bereich der Wand tritt ein Stück aus der übrigen Oberfläche hervor und wird oberseitig satteldachförmig mit kaum 20 Grad Neigung abgeschlossen. In Höhe der Traufe und entlang des Ortgangs verläuft ein Kraggesims über die ganze Wandlänge, der First überragt die Wand geringfügig. In den seitlichen Wandabschnitten ist je eine große rundbogige Arkade ausgespart, mit Keilsteinbögen, deren Ansätze auf Kämpferprofilen stehen. Im mittleren Abschnitt ist eine etwas größere Blendarkade eingelassen mit dem gleichen Keilsteinbogen. In ihrem Hintergrund öffnet sich über einem Sockel ein großes Rechteck, im Bogenfeld darüber ein Oval. Beide Öffnungen sind mit schmiedeeisernen Gittern gefüllt.
Die Ostseite besteht aus dem deutlich höheren Trakt der Konversen, in dessen Mitte sich das rundbogige Portal aus dem 17./18. Jahrhundert öffnet. Darüber fallen besonders die rechteckigen Fenster mit Fensterkreuzen auf, die im gleichen Zeitraum
entstanden sind.
Hinter der Südwand des Ehrenhofs kommt man in einen sich südwärts verjüngenden Durchgang am Westtrakt des Klosters und der Kapelle der Fremden vorbei, der in einen letzten Hof führt, der sich vor der Fassade der Klosterkirche ausbreitet.

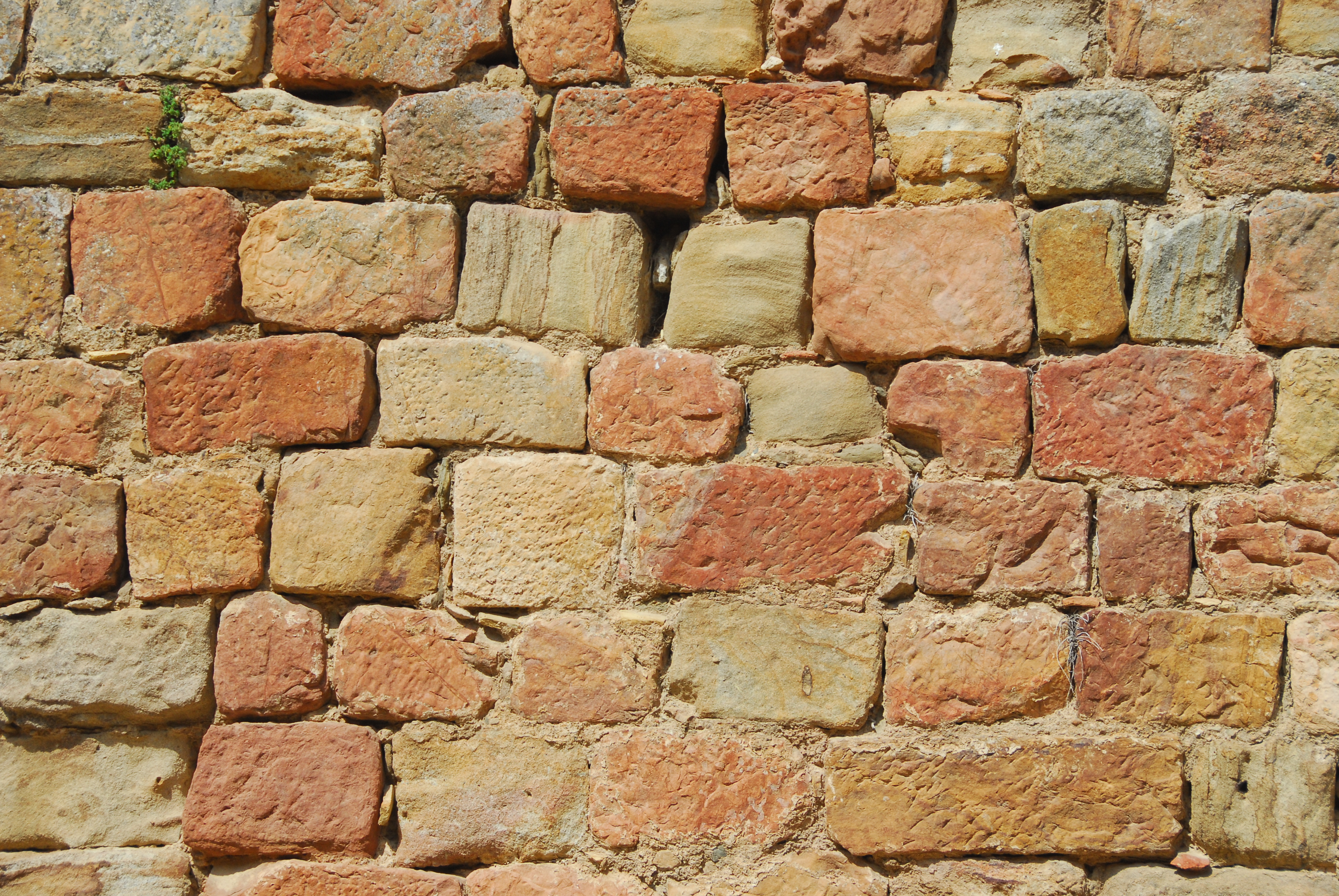
Abtei Fontfroide, Ehrenhof, Mauerwerk Westwand
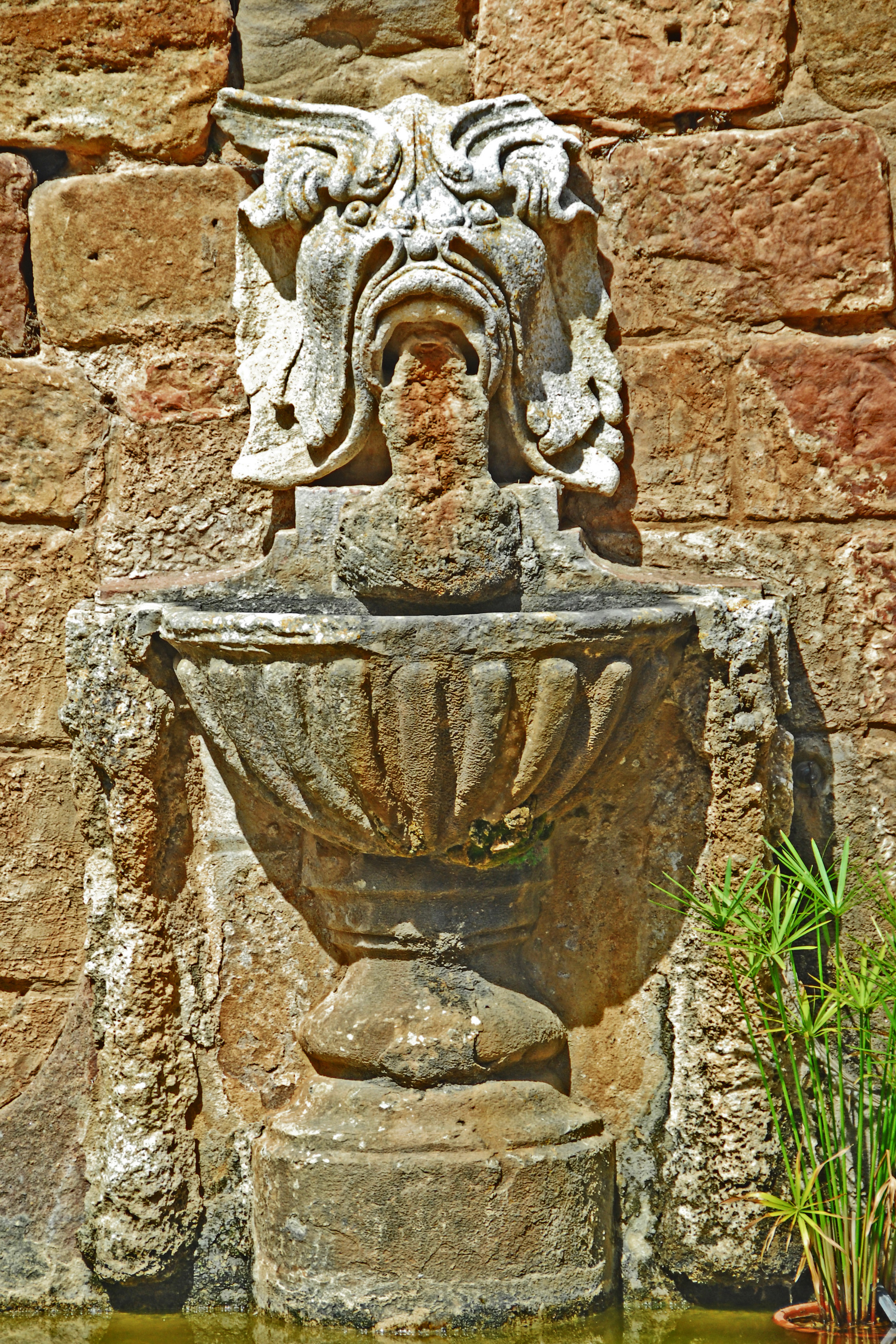
Abtei Fontfroide, Brunnen im Ehrenhof
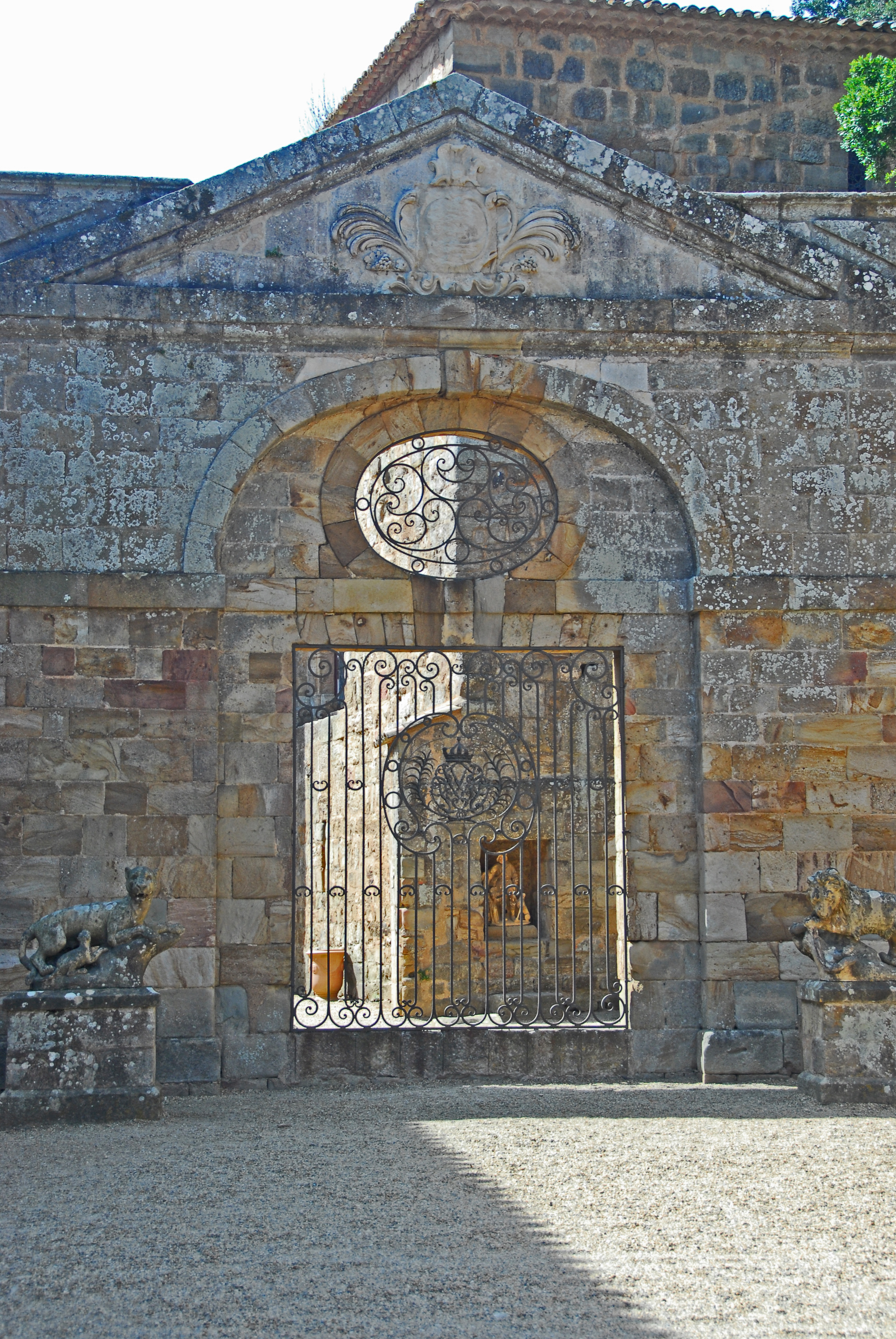
Abtei Fontfroide, Südwand Ehrenhof, Mittelabschnitt
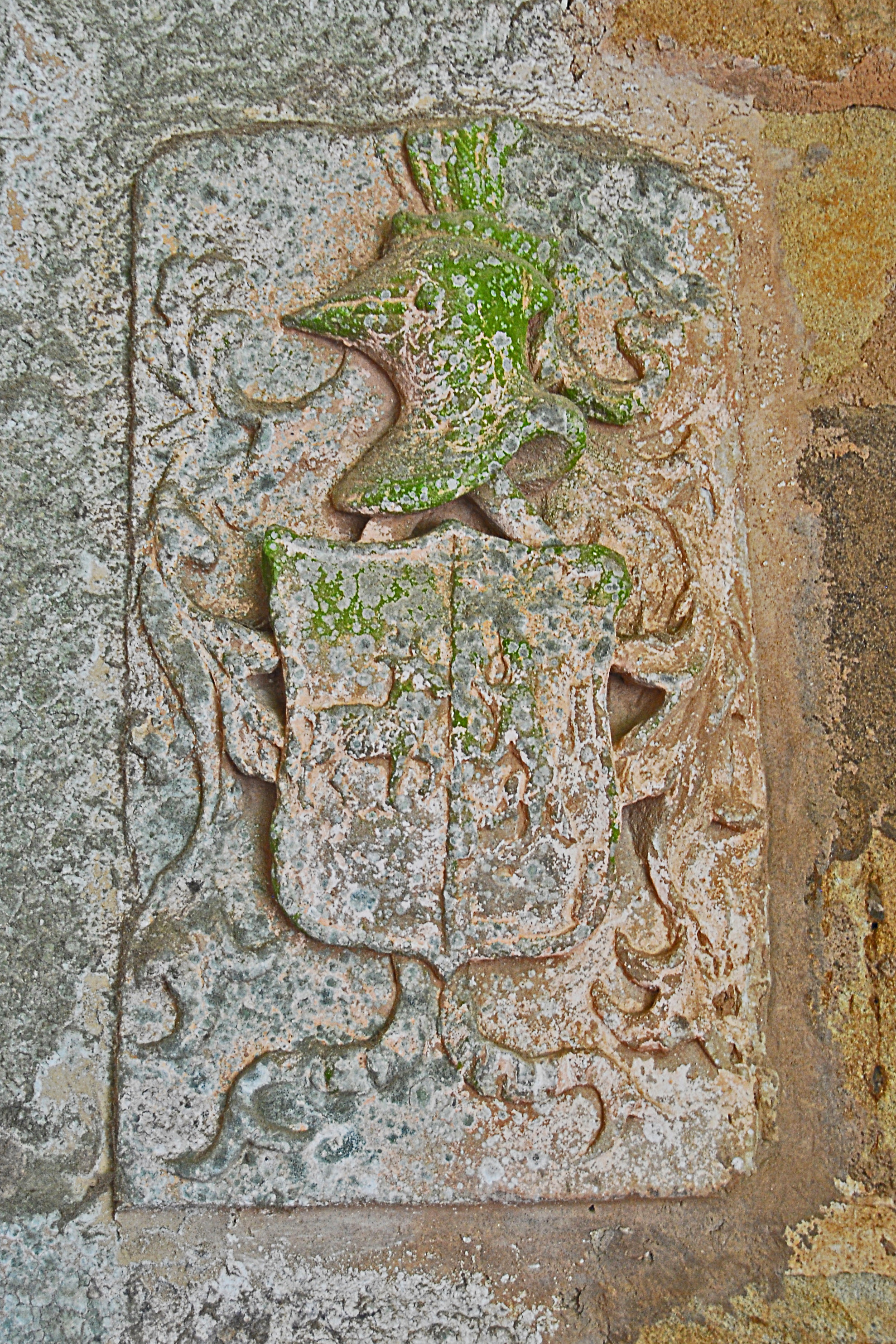
Abtei Fontfroide, Relief mit Wappen

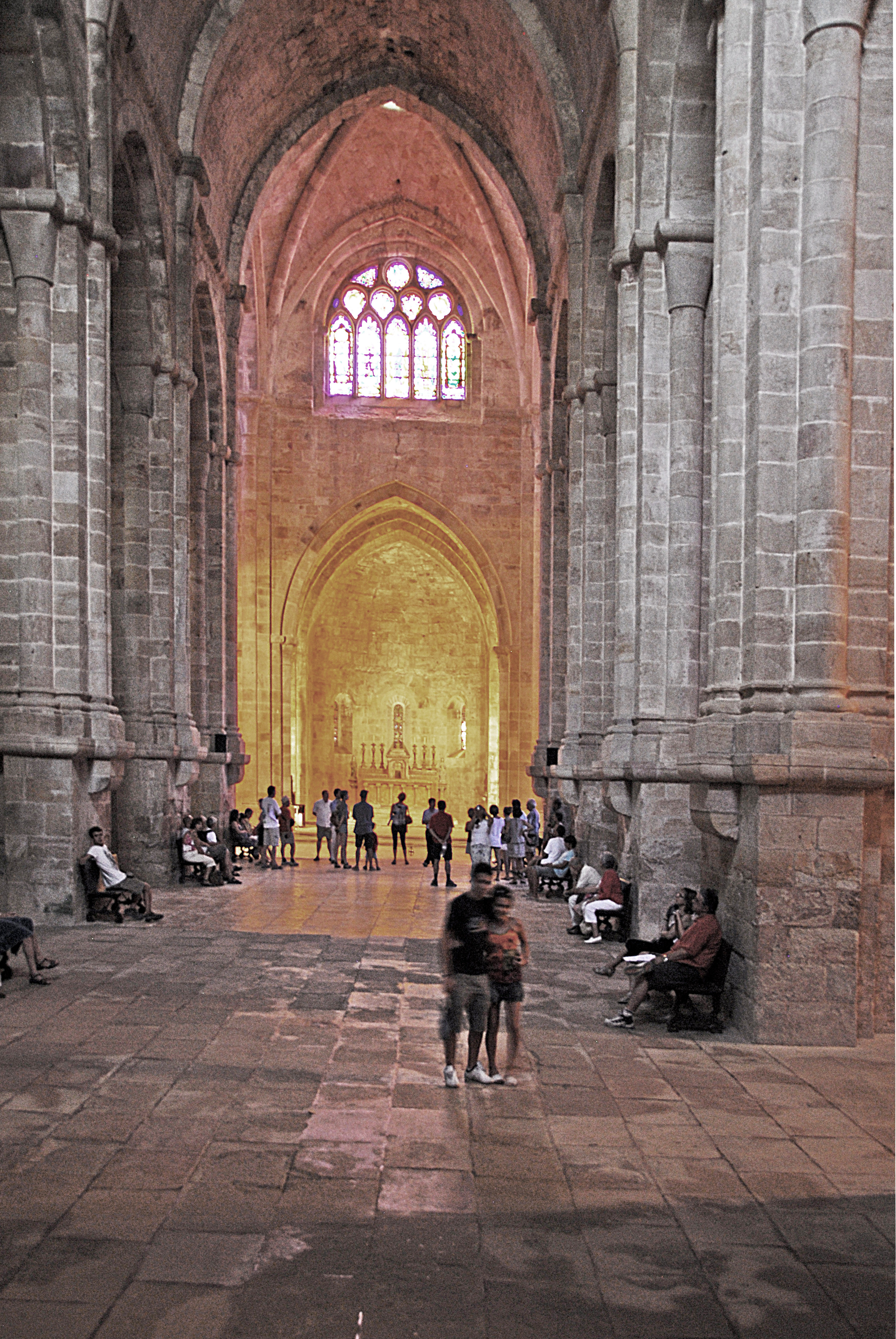
Abtei Fontfroide, Abteikirche, Mittelschiff zum Chor

### Abteikirche
Die Abteikirche wurde, wie üblich, auf dem höchsten Punkt des Klosters errichtet. Sie entspricht dem traditionellen Grundriss in Form eines lateinischen Kreuzes.

#### Langhaus

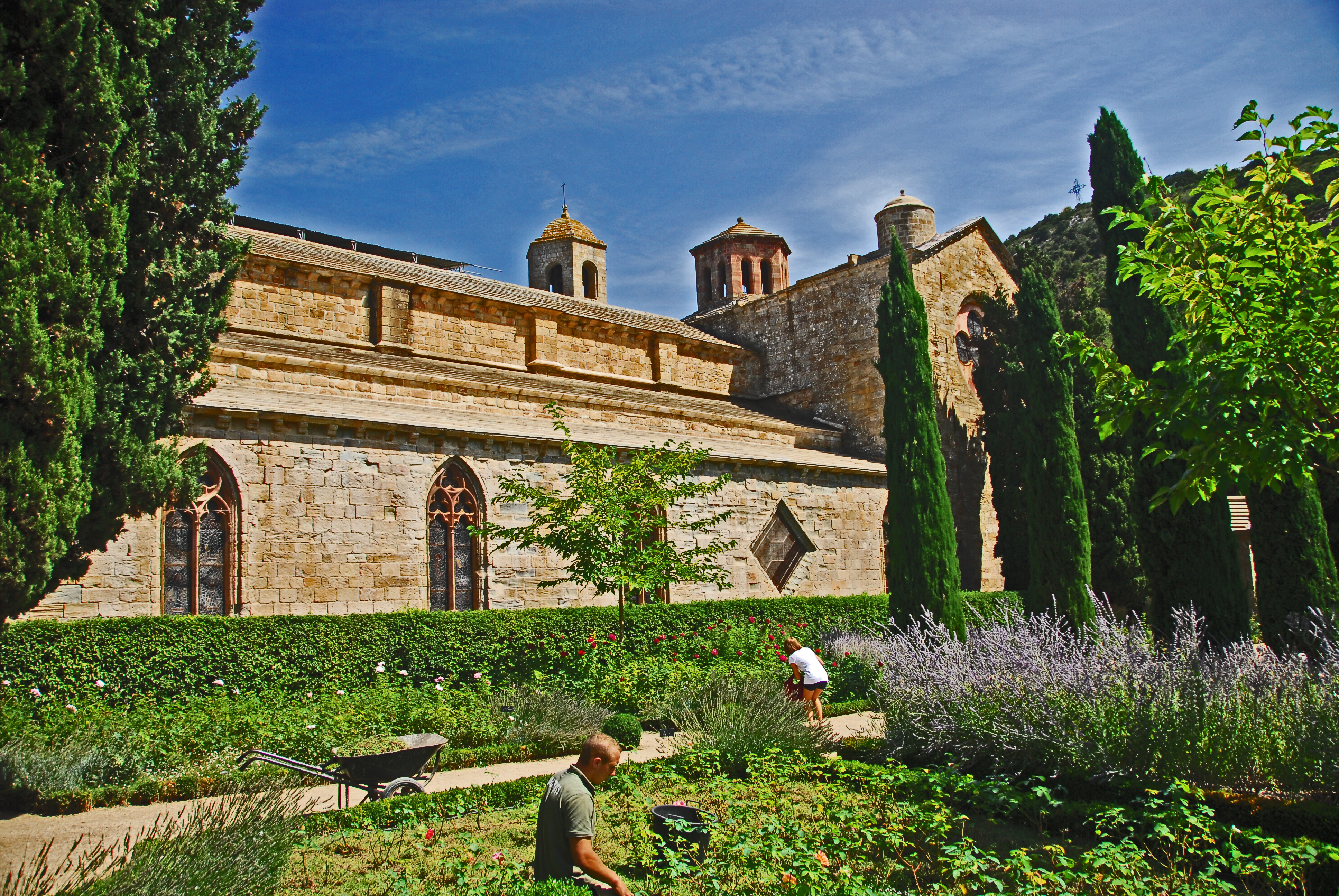
Abtei Fontfroide, Abteikirche, Südseite mit Kapellen und Rosengarten

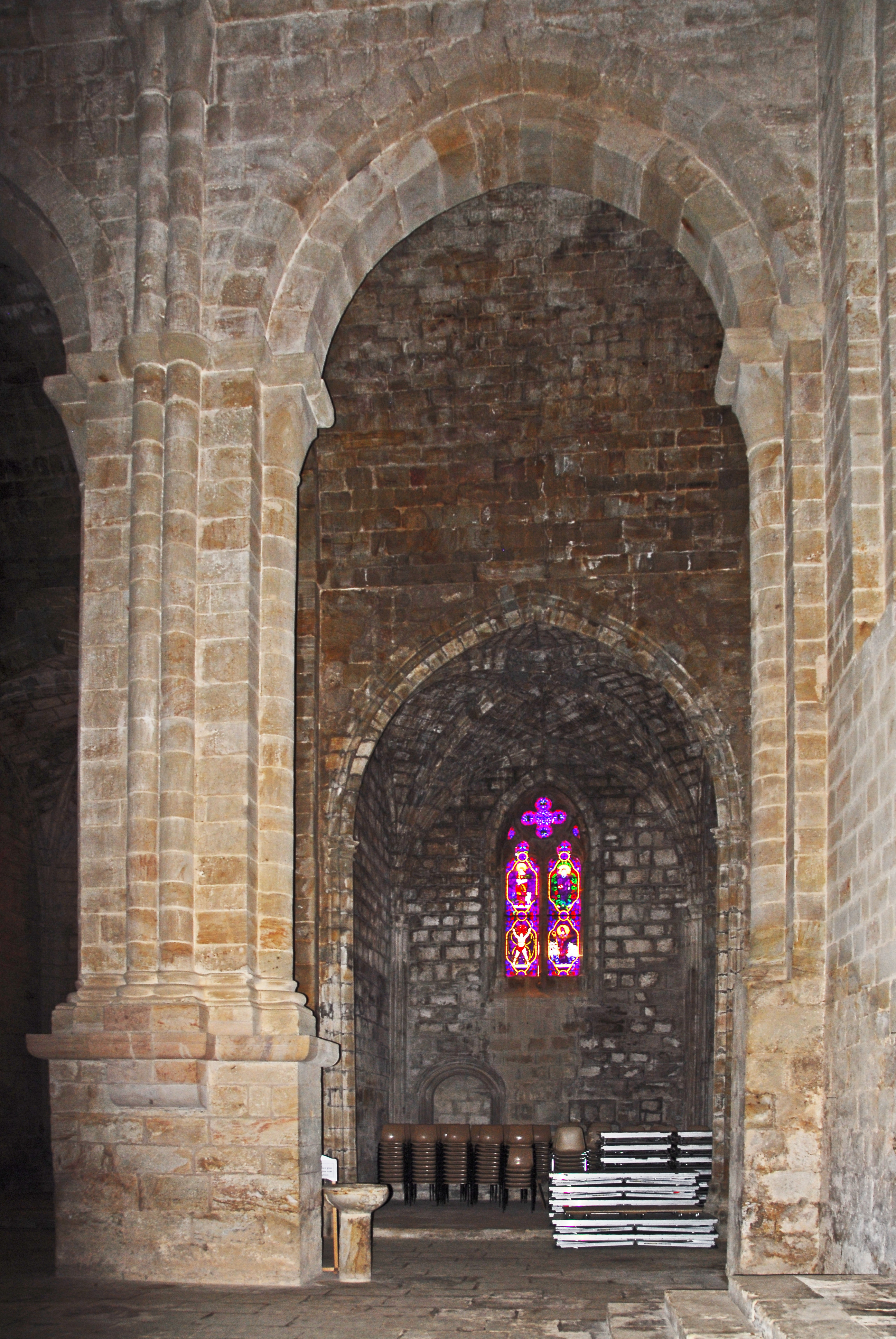
Abtei Fontfroide, Abteikirche, südl. Scheidewand mit Kapelle

Die romanische Abteikirche bietet einen weiteren Höhepunkt zisterziensischer Baukunst. Ihre Errichtung wurde bereits gegen Ende des 12. Jahrhunderts begonnen. Sie erweist sich als höchst originelle Formulierung des bekannten Schemas. Das ursprünglich dreischiffige (älterer Teil) und fünfjochige Langhaus der Kirche begrenzt mit der Außenwand ihres nördlichen Seitenschiffs die Südgalerie des Kreuzgangs. An beiden Enden dieser Wand gibt es je einen Zugang aus dem Kloster, einer für die Mönche aus der Südostecke des Kreuzgangs in das fünfte Joch und ein zweiter aus der westlichen „Gasse der Laienbrüder“ in das erste Joch der Kirche.
Das schlanke Mittelschiff wird von steil angespitzten Tonnen eingewölbt, die durch im Querschnitt rechtwinklige und scharfkantige Gurtbögen in fünf Joche unterteilt werden. Ihre Wölbungsansätze werden von kräftigen über die Kapitelle der oberen Dienste als Kämpfer hinweggeführten Kraggesimsen markiert. In dieser Höhe lehnen sich in den äußerst schlanken und hohen Seitenschiffen die Scheitel ihrer halben Tonnengewölbe, die ebenso von Gurtbögen unterteilt sind. Die Scheidewände werden durch schlanke Arkaden durchbrochen, deren angespitzte Bögen mit ihren Scheitel fast bis unter die Kraggesimse der Wölbung hinaufreichen, deren Laibungen beidseitig scharfkantige Rückversätze aufweisen. Die inneren im Querschnitt rechtwinkligen Bögen stehen auf halbrunden Diensten, die mit nicht skulptierten Kapitellen und weit ausladenden profilierten Kämpfern ausgerüstet sind. Die Gurtbögen des Mittelschiffs stehen auf halbrunden Zwillingsdiensten, die mit doppelten nicht skulptierten Kapitellen und profilierten Kämpfern in Höhe der Kraggesims ausgerüstet sind. Die Gurtbögen der Seitenschiffe stehen beidseitig auf Pfeilervorlagen mit gleichen Querschnitten. Das Kämpferprofil der Scheidewandarkaden wird um die ganzen Pfeiler und die Zwillingsdienste und Wandvorlagen herumgeführt. Die Gewölbeansätze in den Seitenschiffen werden wie beim Mittelschiff von Kragkonsolen markiert, die als Kämpfer um die Wandvorlagen herumgeführt werden. In dieser Höhe liegen auch die Bogenansätze der rundbogigen Arkaden an den östlichen Kopfenden der Seitenschiffe.
Die hier sehr spitz hochgeführte Tonne des Mittelschiffs täuscht über das südfranzösische Prinzip der Hallenkirche hinweg. In der Tradition dieser Hallenkirchen steht auch die Einwölbung der Seitenschiffe mit halben Tonnengewölben.
Ein Kunstgriff besonders ungewöhnlicher Art stellt die Anhebung der Basen der Pfeiler und Dienste der Scheidewandpfeiler auf etwa drei Meter Höhe dar. Einerseits wird dadurch der Höhenzug der Arkaden unterbrochen, gleichzeitig aber auch eine gewisse Schwerelosigkeit, abgehoben vom Niveau des Kirchenbodens, evoziert. Bei den besonders gegenüber den Grundmauern weit vortretenden Vorlagen und Basen wurden darunter kräftige auswärts abgerundete Kragkonsolen eingefügt.

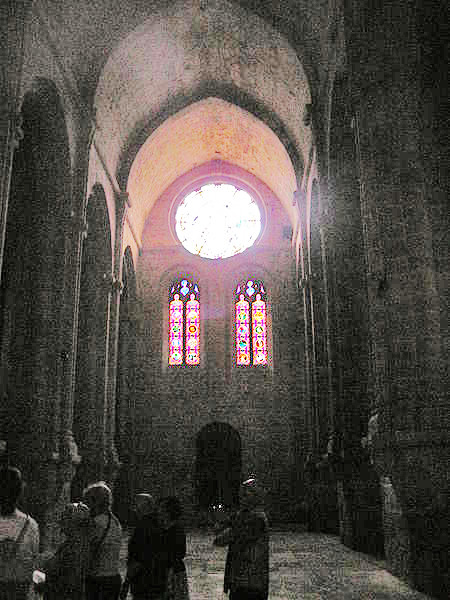
Abtei Fontfroide, Abteikirche Westwand

In der ehemaligen Außenwand des südlichen Seitenschiffs wurden in der Amtszeit des Abtes Jacques Fournier zu Beginn des 14. Jahrhunderts fünf im Grundriss rechteckige Kapellen angebaut, in die sich spitzbogige Arkaden in ganzer Jochbreite öffnen. Ihre Laibungen sind mehrfach in teilrunde Stabprofile aufgelöst. Die Kapellen werden von achtteiligen Kreuzrippengewölben überdeckt, deren Rippen und Schildbögen mehrfach profiliert sind. Sie treffen sich im Scheitel in einem runden Schlussstein mit unterseitiger Dekoration. Die spitzbogigen Fenster sind recht groß gehalten, da sie die ehemals in der Seitenschiffwand ausgesparten Fenster ersetzen müssen. Im fünften Joch ist ein quadratisches Fenster ausgespart, das auf die Ecke gestellt ist.

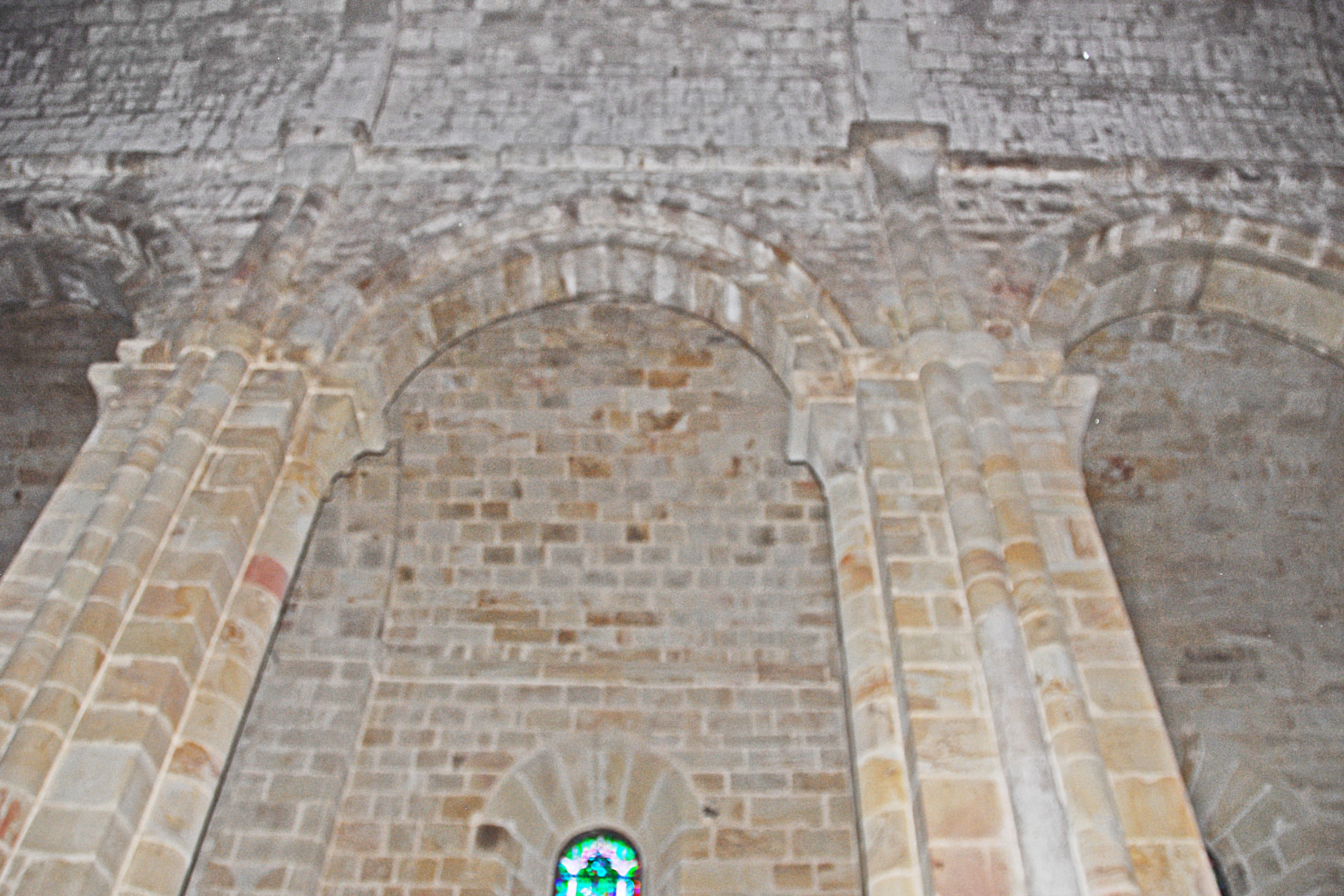
Abtei Fontfroide, Abteikirche, Mittelschiff, nördl. Scheidewand
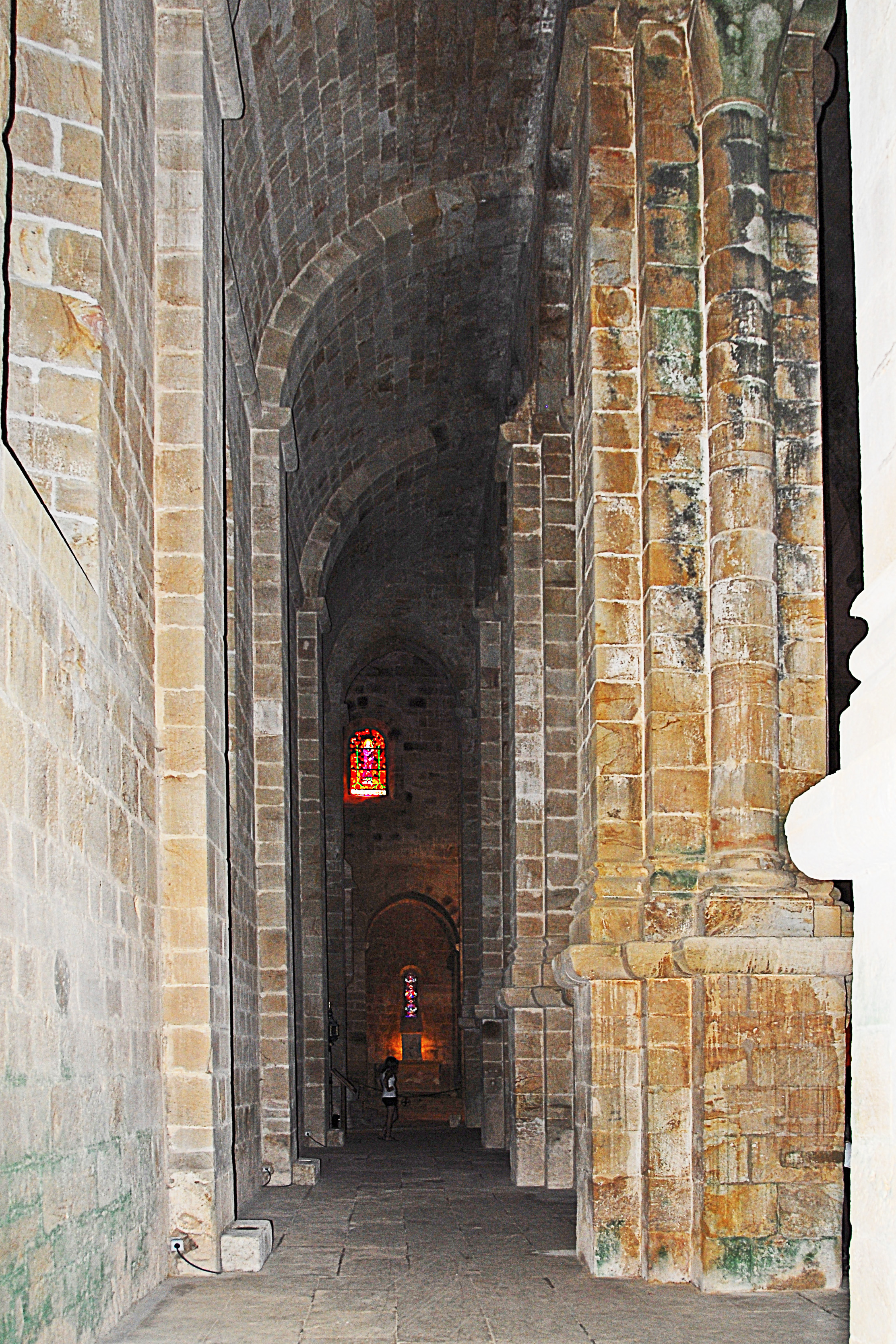
Abtei Fontfroide, Abteikirche, nördl. Seitenschiff
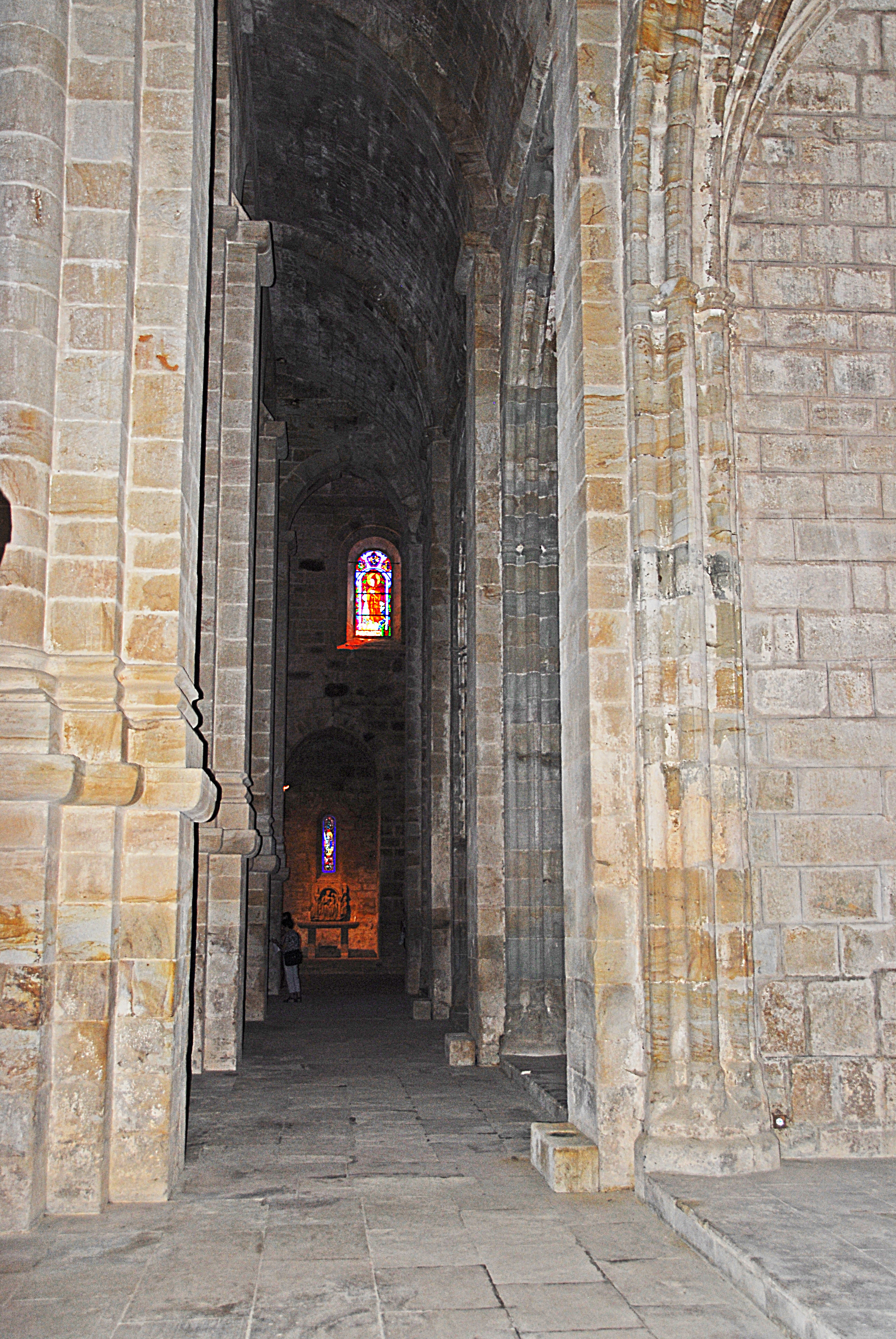
Abtei Fontfroide, Abteikirche, südl. Seitenschiff
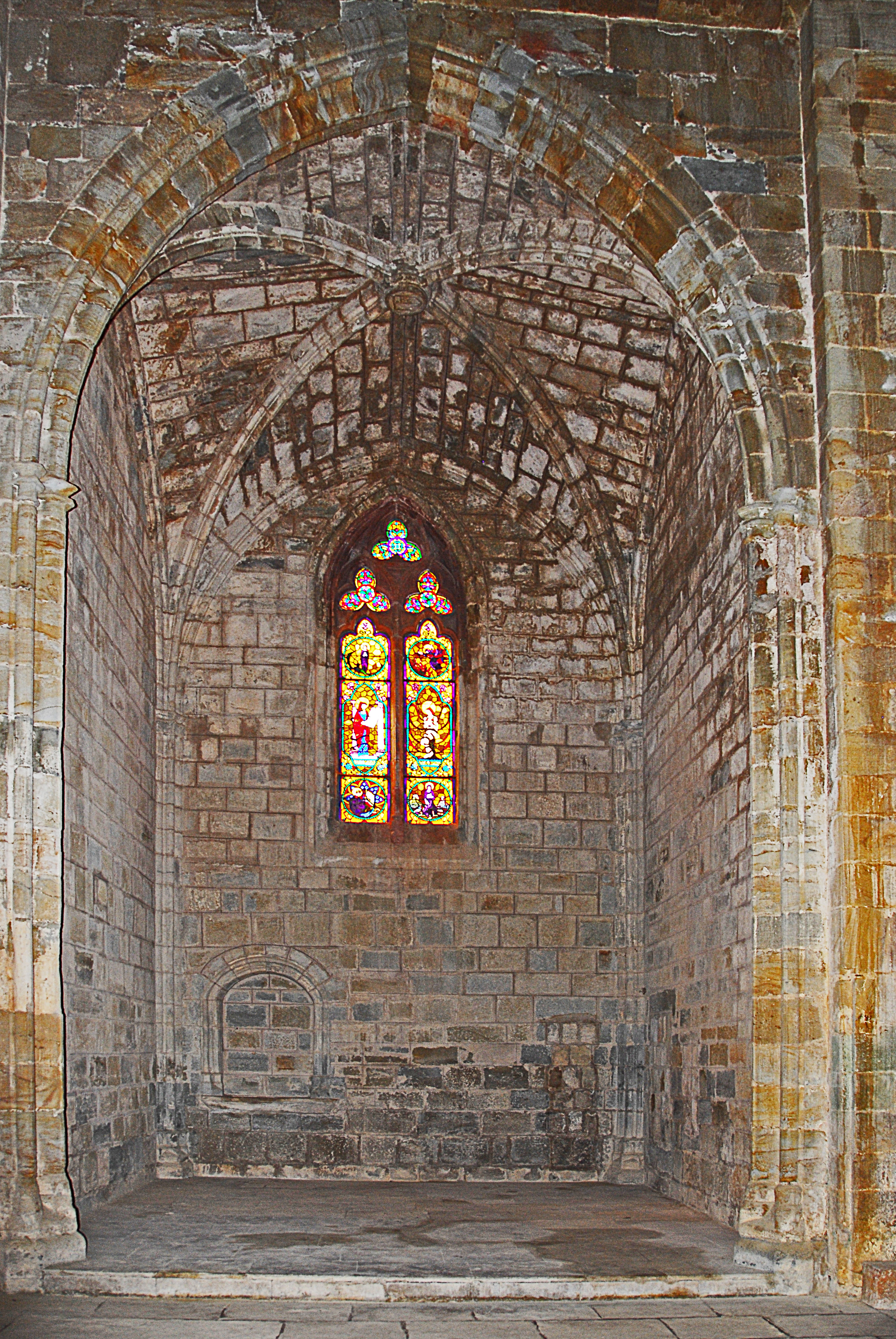
Abtei Fontfroide, Abteikirche, südl. Langhauskapelle

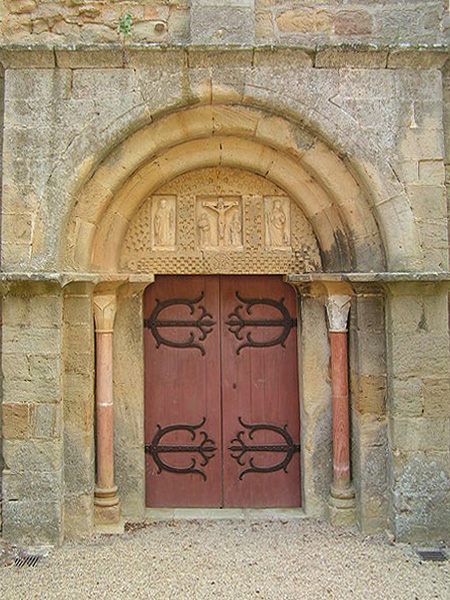
Abtei Fontfroide, Abteikirche, Westportal

Das Mittelschiff und das nördliche Seitenschiff sind jeweils von einem etwa 20 Grad geneigten Satteldach überdeckt. In der ungewöhnlich hoch reichenden Wand des Seitenschiffs sind oberhalb des Anschlusses der Kreuzganggalerie fünf rundbogige Fenster ausgespart. Im oberen Wandbereich sind einige schlitzartige Öffnungen eingelassen, vermutlich zur Belüftung des Dachraumes. Auf der Südseite schließt das Pultdach des Seitenschiffs ein gutes Stück unter der Traufe des Mittelschiffs an, knapp unter dessen Traufe schließt das Pultdach der Kapellen an. Die ersten vier Kapellen weisen spitzbogige Fenster auf und im fünften Joch ein quadratisches Fenster, das auf eine Ecke gestellt ist.
Auf der Fassade, die Westwand der Kirche, findet sich das bescheidene in zisterziensischer Schlichtheit gestaltetes Hauptportal der Abteikirche. Es wird seitlich begrenzt von je dreifachen Rückversätzen der Wand, in dem jedoch nur je eine Säule steht, die mit einem schlicht skulptierten Kapitell gekrönt ist. Kapitell und Versätze sind mit entsprechend gestaffelten Kämpferprofilen abgedeckt. Diese tragen drei abgestufte kantige Archivoltenbögen aus gekrümmten länglichen Keilsteinen. Der halbkreisförmige Tympanon steht auf den inneren Laibungspfeilern und zeigt auf drei Reliefplatten eine Kreuzigung aus dem 15. Jahrhundert. Die freien Flächen zwischen den Tafeln sind mit vielen quadratischen würfelartigen Steinchen mosaikartig dekoriert. Die Portalflügel sind mit schmiedeeisernen Bändern verziert. Die Steineinfassung des Portals tritt als rechteckiger Wandvorsprung aus der Fassade hervor, die oberseitig von einer abgeschrägten Fensterbank abgedeckt ist.
In der Giebelwand darüber sind drei große Fensteröffnungen ausgespart. Zuunterst zwei rundbogige Fenster deren Laibungskanten mit Rückversätzen gebrochen sind. Die Öffnungen sind mit gotischem Maßwerk dekoriert. Die dritte Fensteröffnung ist die eines kreisrunden Okulus, der so gerade in den Zwischenraum des Giebels passt. Seine Laibungskante ist mit einem Rundstab aufgelöst.

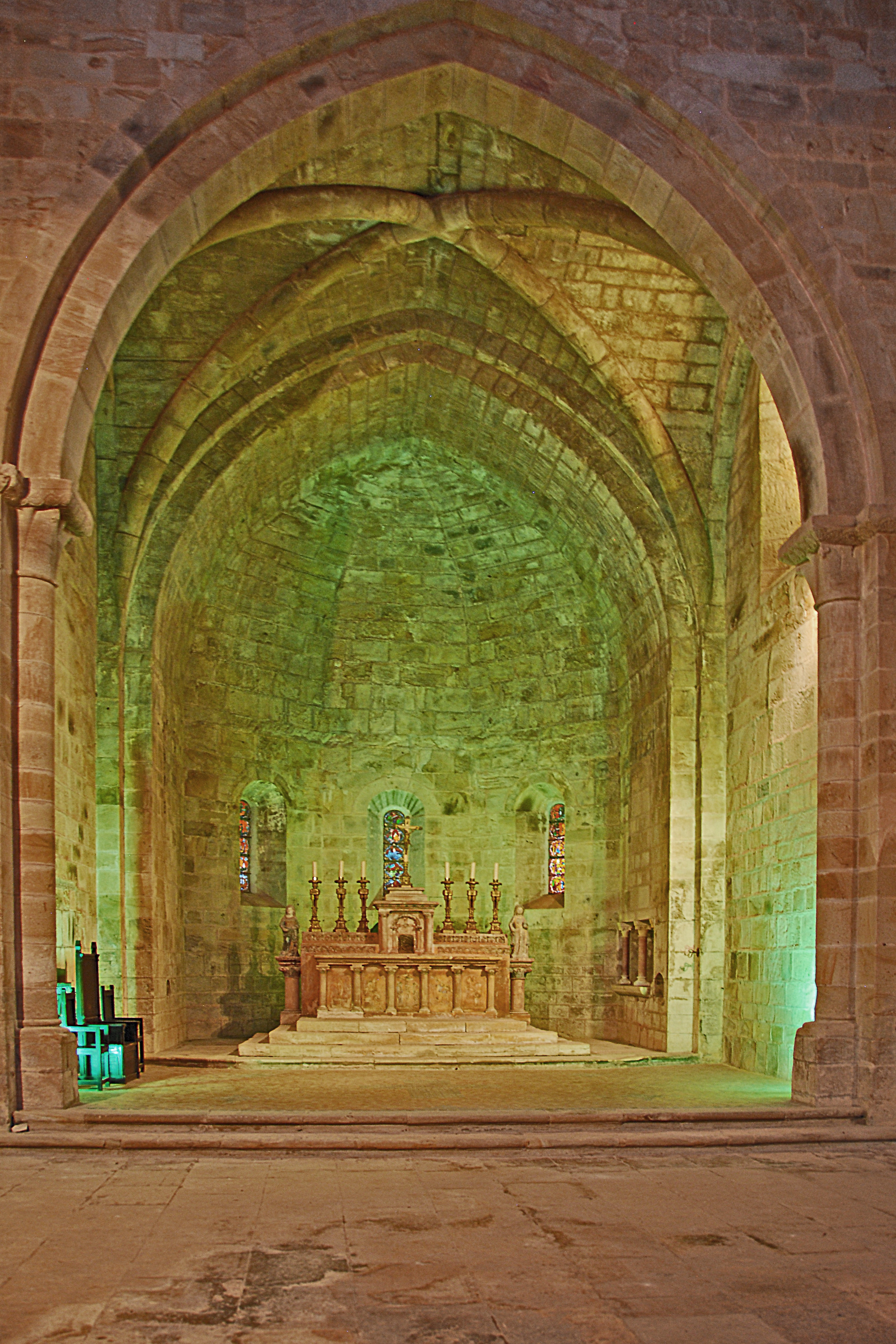
Abtei Fontfroide, Abteikirche, Chor aus Vierung

#### Querhaus und Chor
Im Osten wird das Langhaus durch das Querhaus begrenzt, aus einer im Grundriss fast quadratischen Vierung mit zwei etwa gleich großen Querschiffarmen. Die Vierung steht in Verlängerung des Mittelschiffs, die Querschiffarme stehen in Verlängerung der Seitenschiffe und der Südgalerie des Kreuzgangs, beziehungsweise der fünf Südkapellen. Vierung und Querschiffarme sind mit Kreuzgratgewölben überdeckt, deren Bogenansätze und Scheitel mit den entsprechenden Höhen des Mittelschiffs übereinstimmen. Die letzte Arkade des Mittelschiffs in die Vierung entspricht denen der Querschiffarme in die Vierung. Die Kreuzrippen haben Querschnitte aus ganzen Rundprofilen, die der Schildbögen sind quadratisch. Die Kämpfer und Kraggesimse entsprechen in Form und Höhenlage denen des Mittelschiffs. Die kreisrunden Schlusssteine in den Gewölbescheiteln der Querschiffarme sind unterseitig leicht skulptiert. Im Scheitel der Vierung ist ein kreisrunder Okulus ausgespart, der von einem Rundstab eingefasst wird.
Durch ihn erhielt zunächst die Vierung eine transzendente Lichtsteigerung in ihrem Gewölbescheitel. Die hier erkennbare ursprüngliche Lichtführung mit Steigerung im Vierungsbereich ist heute allerdings wesentlich gestört durch die nachträgliche Einführung des überdimensionalen rundbogigen Maßwerkfensters in der Ostwand über dem Choreingang.
In den Giebelwänden der beiden Querhausarme füllen die Schildbögen je ein großes Fenster in Art eines Vierpasses. Der innere Kreisring wird von vier Vierviertelbögen umringt. Das Fenster im nördlichen Querhausarm wird außen, wie innen von einer rundbogigen Blendarkade umschlossen. In den Ostwänden der Querhausarme sind etwa mittig je zwei kleinere Fenster ausgespart, ein rundbogiges, etwa in halber Höhe und ein kreisrunder Okulus im Schildbogen des Gewölbes. Die Fenster haben innenseitig rückversetzte Gewändekanten.
Im nördlichen Querhausarm führt an der Westwand eine breite Treppe mit zwanzig Stufen hinauf zu einer rundbogigen Tür in das Dormitorium der Mönche. Diese wird begrenzt durch eine geschlossene Wand, die zusammen mit den östlichen und nördlichen Wänden eine Empore trägt, deren Boden etwa in Höhe des Sturzes der Schlafsaaltür liegt, und von einem flachen Kreuzrippengewölbe getragen wird. Vierungsseitig öffnet sich in ganzer Breite der Empore eine Arkade, die von einem Segmentbogen überdeckt ist. In der Nordwand ist eine Tür zur Sakristei ausgespart. Im südlichen Querhausarm findet sich in der Südwand eine Tür die einst in eine große Kapelle vermutlich jüngeren Datums führte Auf derselben Wand gibt es eine ummauerte Spindeltreppe, die in einen kleinen Turm über dem Dach hinaufführt. In der unteren Wandmitte ist noch ein schlankes rundbogiges Fenster ausgespart.
In der Ostwand des Querschiffs öffnen sich teils unterschiedlich große Arkaden in den Chor und die Querhauskapellen. Die mittlere angespitzte Arkade zum Chor ist im Scheitel etwa nur halb so hoch wie die Scheitel der Schildbögen der Vierung. Seine Laibungskanten sind umlaufend in kräftige Rückversätze aufgelöst. Die Bogenansätze sind von profilierten Kämpfern markiert. Hinter der Arkade schließt ein im Grundriss rechteckiges Chorjoch an, das von einem Kreuzrippengewölbe überdeckt wird. Ihm folgt der eigentliche etwas engere rechteckige Chorraum, der von einer angespitzten Tonne überwölbt ist. Er wird abgeschlossen durch eine im Grundriss polygonale Apsis, in Form eines halben Sechsecks, die von einem halben Kreuzrippengewölbe überdeckt wird. Drei schlitzartige rundbogige Fensterchen mit aufgeweiteten Gewänden erhellen den Chor nur schwach.

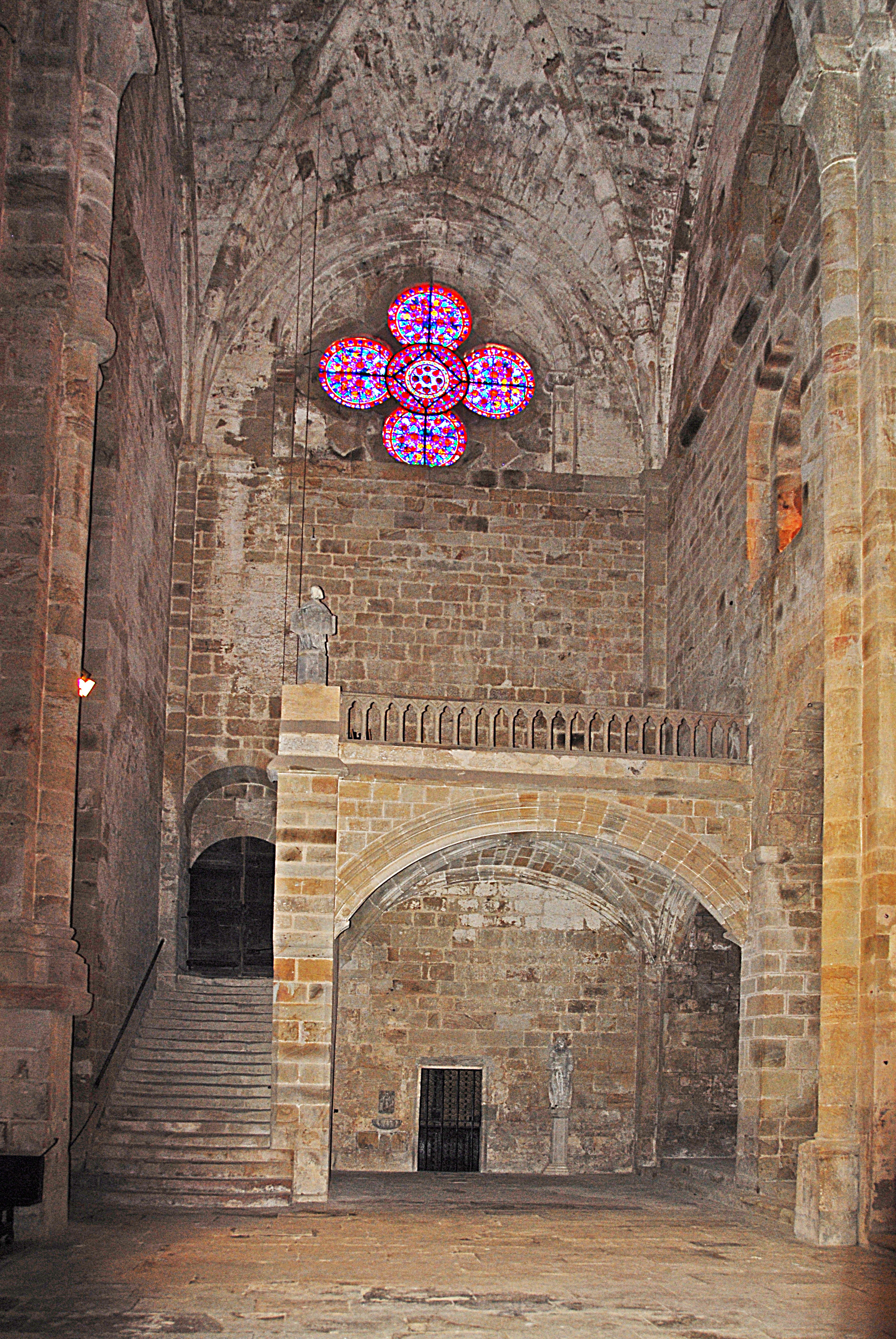
Abtei Fontfroide, Abteikirche, nördl. Querschiffarm mit Empore
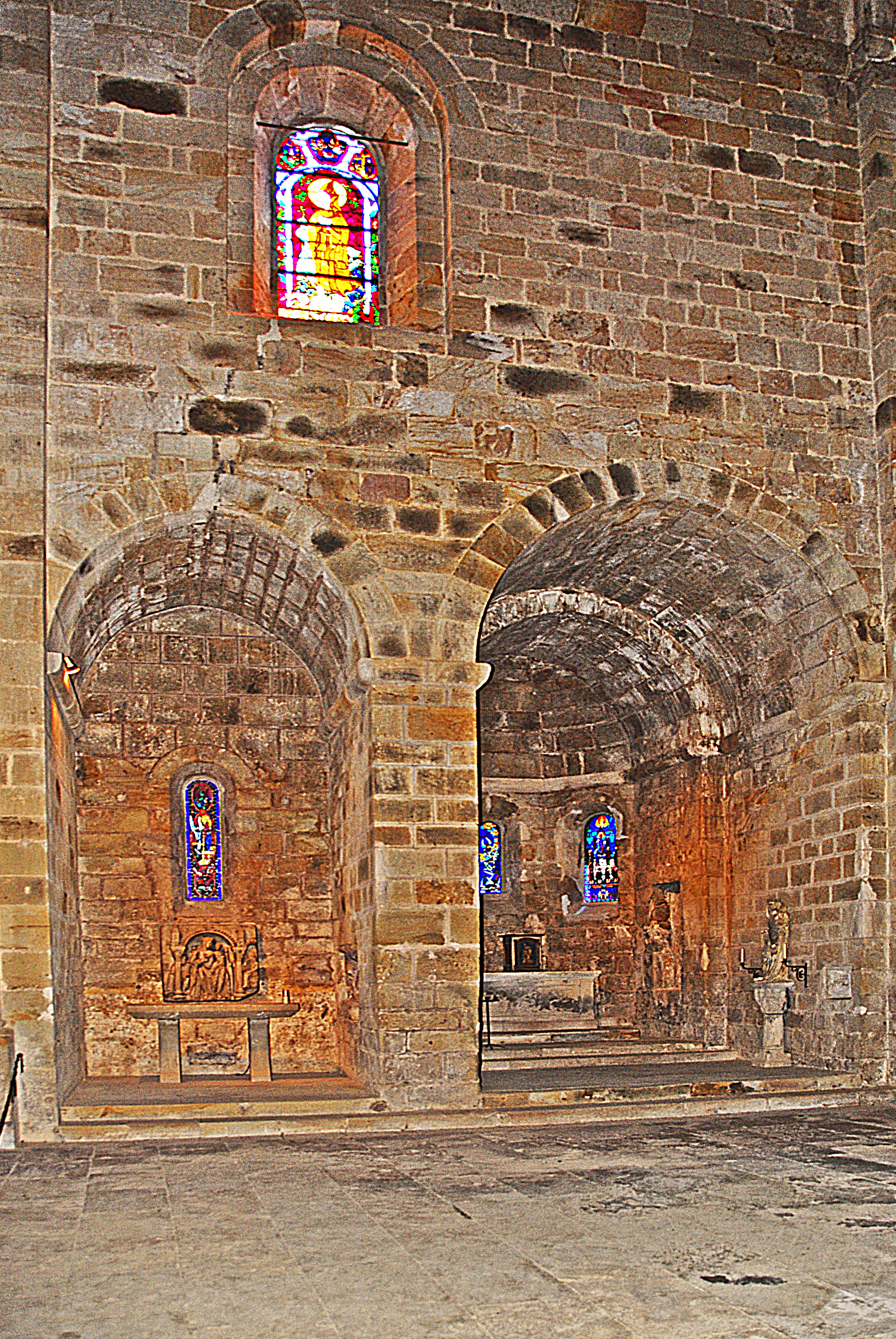
Kapellen im südl. Querschiffarm
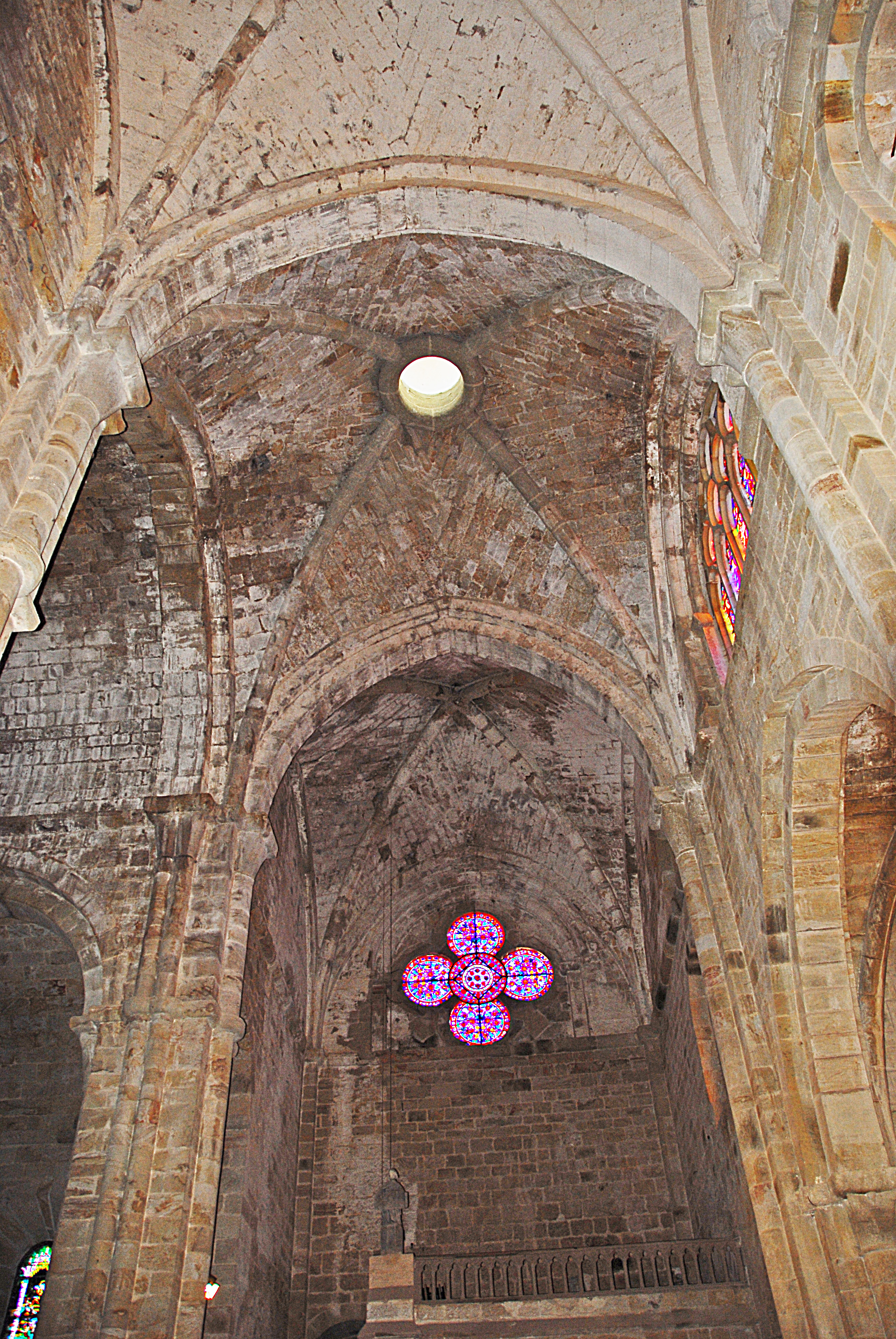
Abtei Fontfroide, Abteikirche, Gewölbe Vierung u. nördl. Querschiffarm
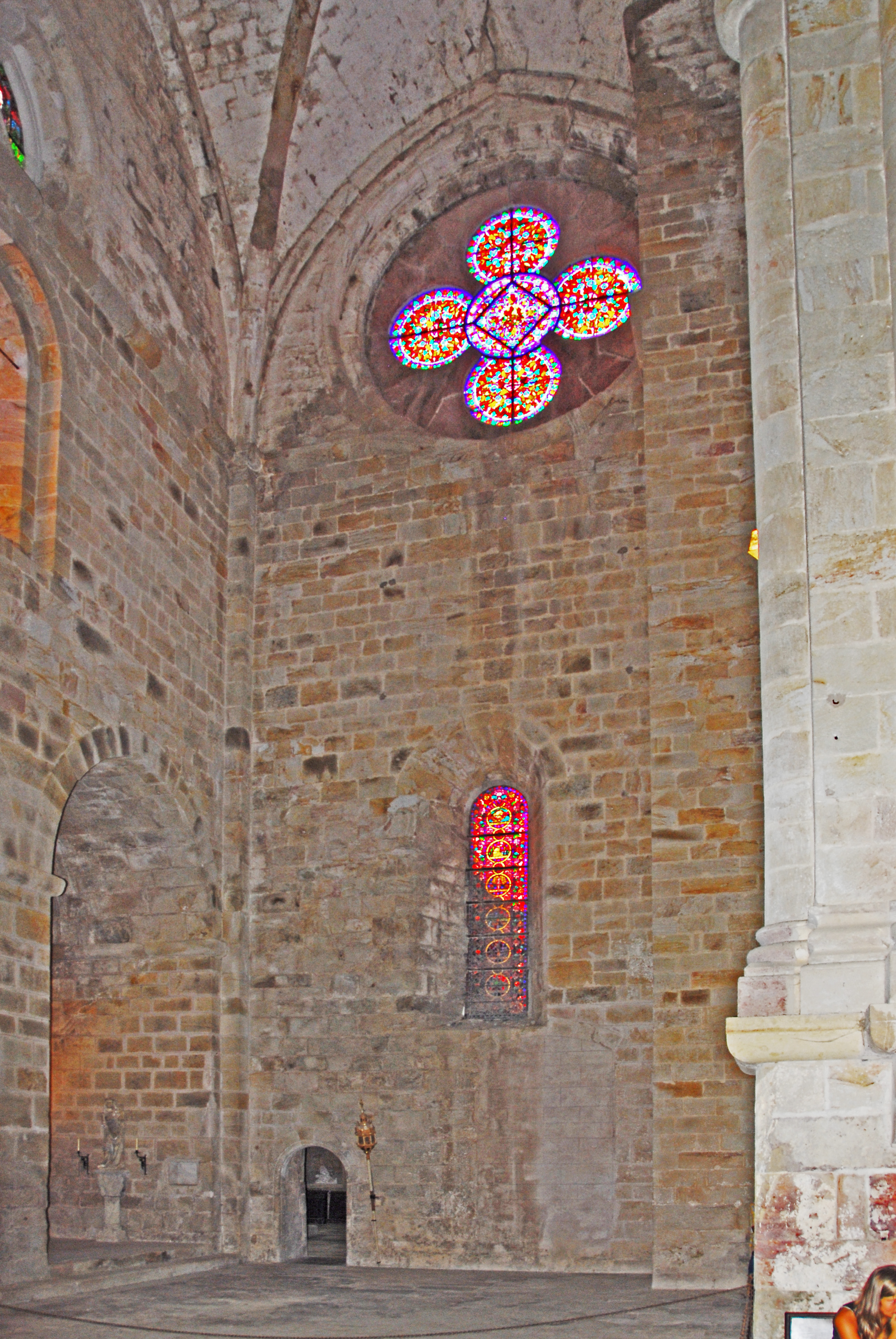
Abtei Fontfroide, Abteikirche, südl. Querschiffarm

Beidseitig des Chors schließt je eine besonders kleine im Grundriss fast quadratische Kapelle an. Der Umriss der rundbogigen Arkade geht ohne Zäsuren in die Wände und das Gewölbe über, welche von einer planen Ostwand abgeschlossen wird, in dem ein Fester ausgespart ist, wie die in der Chorapsis. Die Gewölbeansätze werden durch die bekannten Kraggesimse markiert. Den inneren Kapellen folgen, durch kräftige Wände getrennt, die äußeren Kapellen, deren Grundrisse fast demjenigen des Chors gleichen, jedoch in deutlich kleinerem Ausmaß. Der Umriss der querschiffseitigen Arkade ist etwas breiter und höher als die der inneren Kapellen, ihre Gewölbeansätze liegen jedoch auf der gleichen Höhe. Die Tiefe der rechteckigen Kapellenjoche entspricht der Tiefe der Nachbarkapellen. Sie werden von Tonnengewölben überdeckt. Der Umriss des folgenden Kapellenabschnitts, mit einem rechteckigen Grundriss, ist etwas schmaler und weniger hoch als beim Joch. Er wird wieder abgeschlossen von einer polygonalen Apsis in Form eines halben Sechsecks, die von einem halben Kreuzgratgewölbe überdeckt wird. Die Apsiden haben die gleichen Fenster wie die Chorapsis.
Die Arkade der nördlichen Kapelle wird im oberen Bereich von der wohl nachträglich hier angebauten Empore verdeckt.
Die Böden des Chors und der benachbarten Kapellen liegen um zwei Stufen über dem Boden des Querschiffs. Der Hauptaltar steht auf einem zusätzlichen dreistufigen Sockel. Die Altäre in den Apsiden der äußeren Kapellen stehen ebenfalls auf drei Stufen höheren Böden.
Die quadratischen Gewölben des Querhauses sind von leicht geneigten Pyramidendächern abgedeckt, in die die Satteldächer des Langhauses übergehen. Aus dem Scheitel des mittleren Pyramidendachs ragt eine im Grundriss sechseckige steinerne Laterne heraus, die von einem leicht geneigten sechseckigen Pyramidendach abgedeckt ist. In jeder der sechs Seitenwände sind jeweils zwei schlanke rundbogige Öffnungen ausgespart, durch die das Tageslicht über einen Okulus im Gewölbescheitel in die Vierung einfällt. Aus dem Dach über dem südlichen Querhausarm ragt in Nähe der südwestlichen Ecke ein kleiner runder Turm heraus, der von einem halbkugelförmigen Helm aus Metall abgedeckt ist. Er erlaubt Zugang auf die Dächer über eine Spindeltreppe. Über der nordwestlichen Ecke des nördlichen Querhausarms ragt ein im Grundriss sechseckiger Glockenturm heraus, in dessen Wände sechs rundbogige Schallluken ausgespart sind. Zwei der sechs Seitenwände stehen oberflächenbündig auf der Nord- und Westwand des Querhausarms. Ein zwiebelartig geformter sechskantiger Metallhelm deckt den Turm ab.
Auf der Ostwand der Vierung tritt unterhalb des großen Maßwerkfenster der rechteckige Anbau des Chorjochs hervor, der von einem Pultdach abgedeckt ist.
Auf dessen Ostwand ist der etwas schmalere Chor angebaut, auf einem rechteckigen Grundriss, an den ein halbes Sechseck anschließt. Er wird überdeckt von einem Satteldach an das sich ein halbes Pyramidendach anschließt. Ähnlich dem Chor sind die Anbauten der äußeren Kapellen geformt, jedoch deutlich kleiner. In den verbleibenden beiden Abschnitte zwischen Chorjoch und den äußeren Kapellen sind die deutlich kleineren Kapellen eingefügt, die mit Pultdächern überdeckt sind.

### Cour Louis XIV. / Arbeitshof

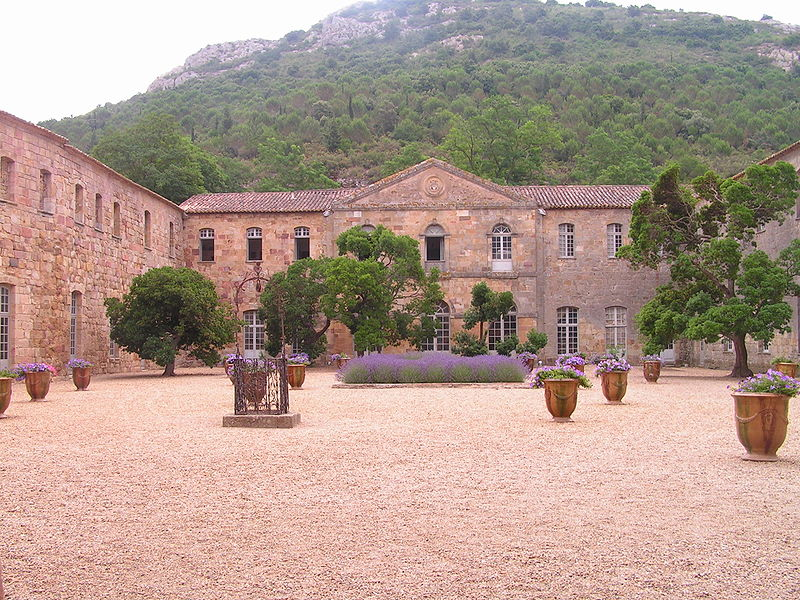
Abtei Fontfroide, Hof Ludwigs XIV.nach O

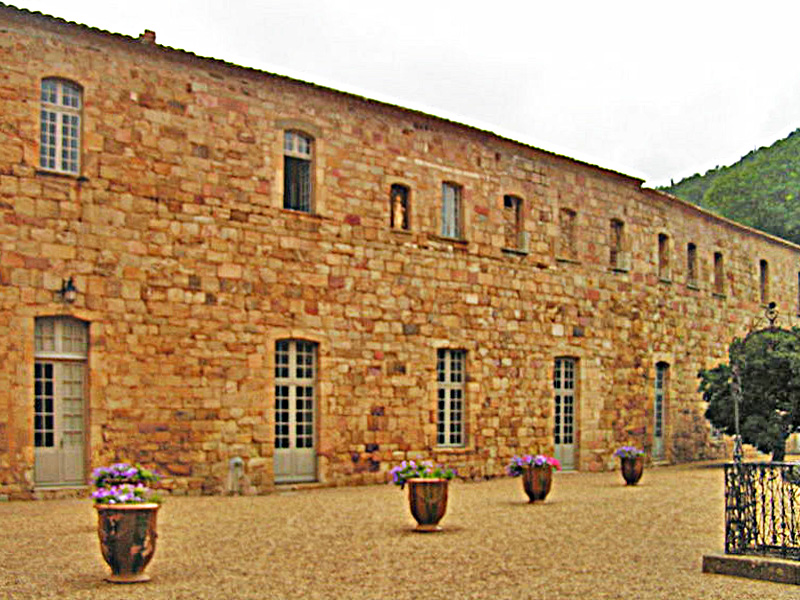
Abtei Fontfroide, Hof Ludwigs XIV. Nordflügel

Der nördlich des Kreuzgangs angelegte Konventstrakt und der Trakt der Laienbrüder stehen im rechten Winkel zueinander und umschließen zur Hälfte eine große fast rechteckige Freifläche, die vermutlich ursprünglich nur durch den Bach und dessen Einfassungsmauern ergänzt worden sind, vielleicht auch durch hölzerne Schuppen und Ställe. Vermutlich im 17./18. Jahrhundert hat man diese nördliche und östliche Einfassung durch die heute erhaltenen zweigeschossigen steinernen Gebäude ersetzt.
Der Hof wurde damals Cour Louis XIV. (Ludwig XIV. 1638–1715) genannt. Er heißt jedenfalls auch Cour de travail (Arbeitshof), was seine wohl schon ursprüngliche Aufgabe bezeichnet. Insbesondere haben hier die Laienbrüder ihre Arbeiten im Freien verrichtet, so etwa die Grundlagen für die Ernährung der Mönche herangezogen, Gärten bewirtschaftet, Kleinvieh gehalten und geschlachtet und anderes.

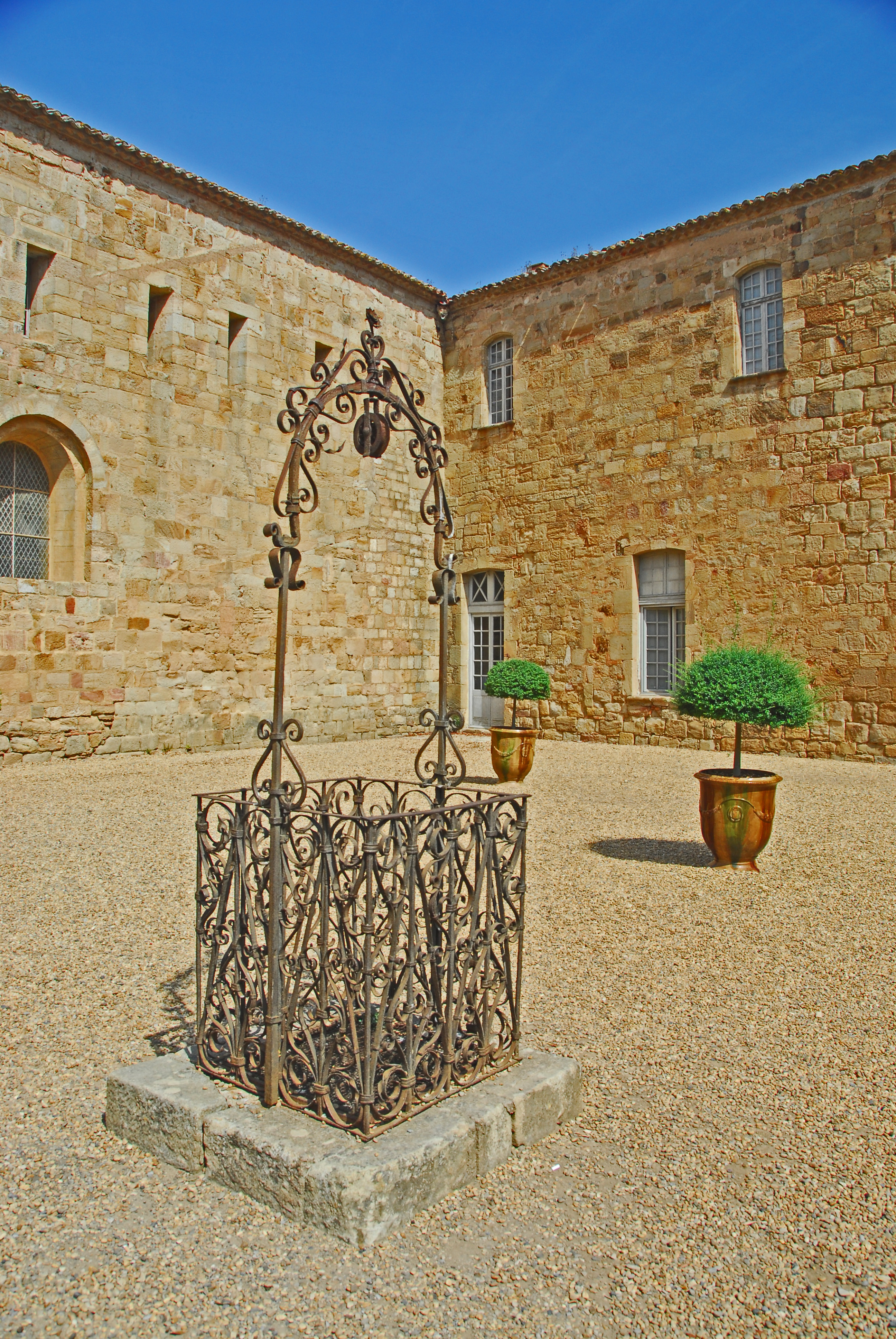
Abtei Fontfroide, Brunnen im Hof Ludwigs XIV.

Die heutige geschlossene Bebauung der Nord- und Ostseite des Hofs waren offensichtlich Werkstätten der handwerklich begabten Brüder, wie zum Beispiel Schneider, Tischler, Schmiede, Bäcker, Gärtner und andere, so auch Müller. Bekannt ist, dass es am Bach eine Wassermühle gab, der diese angetrieben hat.
Nicht weit von der Nordwestecke des Hofes findet sich eine quadratische mit Steinquadern eingefasste Bodenöffnung, die von einem kunstvoll geschmiedeten Gitter umgeben ist. Dieser Brunnen wird von einer Quelle gespeist, die bereits vor der Gründung des Klosters für besonders kühles und frisches Wasser bekannt war. Diese Quelle soll für die Namensgebung der Abtei herangezogen worden sein. Der Name Fontfroide entstammt dem lateinischen fons frigidus = kalte, frische Quelle.

### Rosengarten

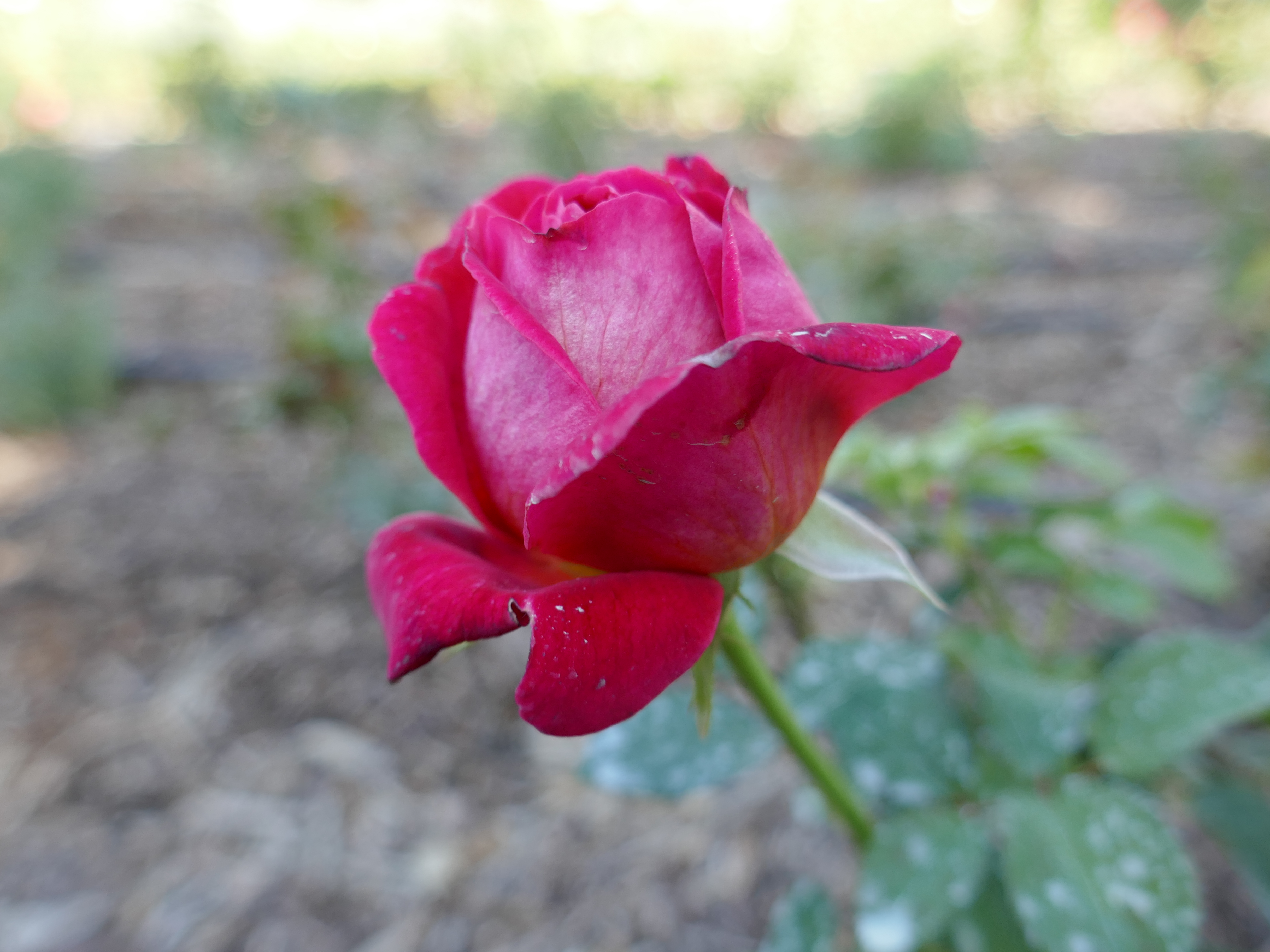
Rosa 'Abbaye de Fontfroide' (Guillot, 2013)

Das eingezäunte Land südlich der Abtei war über viele Jahrhunderte der Friedhof. Die Ordens- und Laienbrüder wurden vor dem Chorhaupt der Abteikirche bestattet. Seit dem 12. Jahrhundert hat man hier über zweitausend Grabstätten zum Teil übereinander gestapelt. Früher gab es im Westen noch ein weiteres Gelände, das von einer Wand abgetrennt war, auf dem nur Laien bestattet wurden, in der Regel reiche Wohltäter der Klostergemeinschaft. Dieser Friedhof wurde 1668/69 aufgegeben und im 18. Jahrhundert wieder von Überresten der Bestattungen befreit. Noch im 19. Jahrhundert hat man die letzten Zisterzienser auf ihren alten Friedhof im Osten der Kirche bestattet.
In den frühen Jahren des 20. Jahrhunderts hat man das Brachland des aufgelösten Friedhofs zum Rosengarten umgewandelt. 1986 wurden die Kulturen durch kriminelle Brandstiftung weitgehend zerstört. 1989 wurde der Rosengarten neu bepflanzt und bis heute gepflegt. Insgesamt sind es zirka 2.500 Rosen in elf verschiedenen Farben.
Etwas älter ist das Grundstück Saint-Fiacre, ein duftender Garten, der alle Arten von alten englischen Rosen mit duftenden Pflanzen der Macchia kombiniert.

### Verschiedene Bildwerke

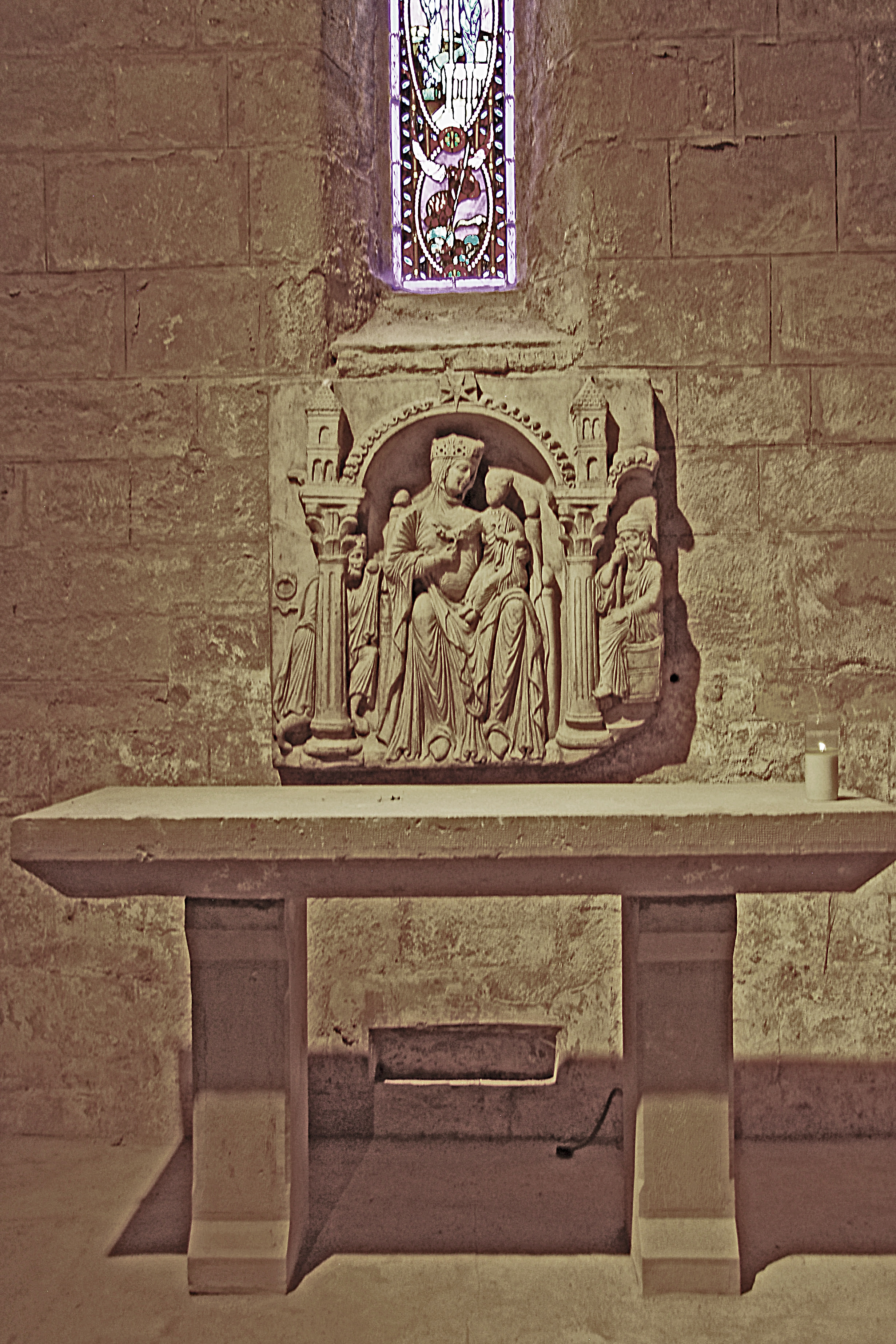
In Querschiffkapelle rechts v. Chor, gekrönte Maria mit Jesusknabe unter Arkade sitzend, rechts Josef, links König bietet Gabe dar

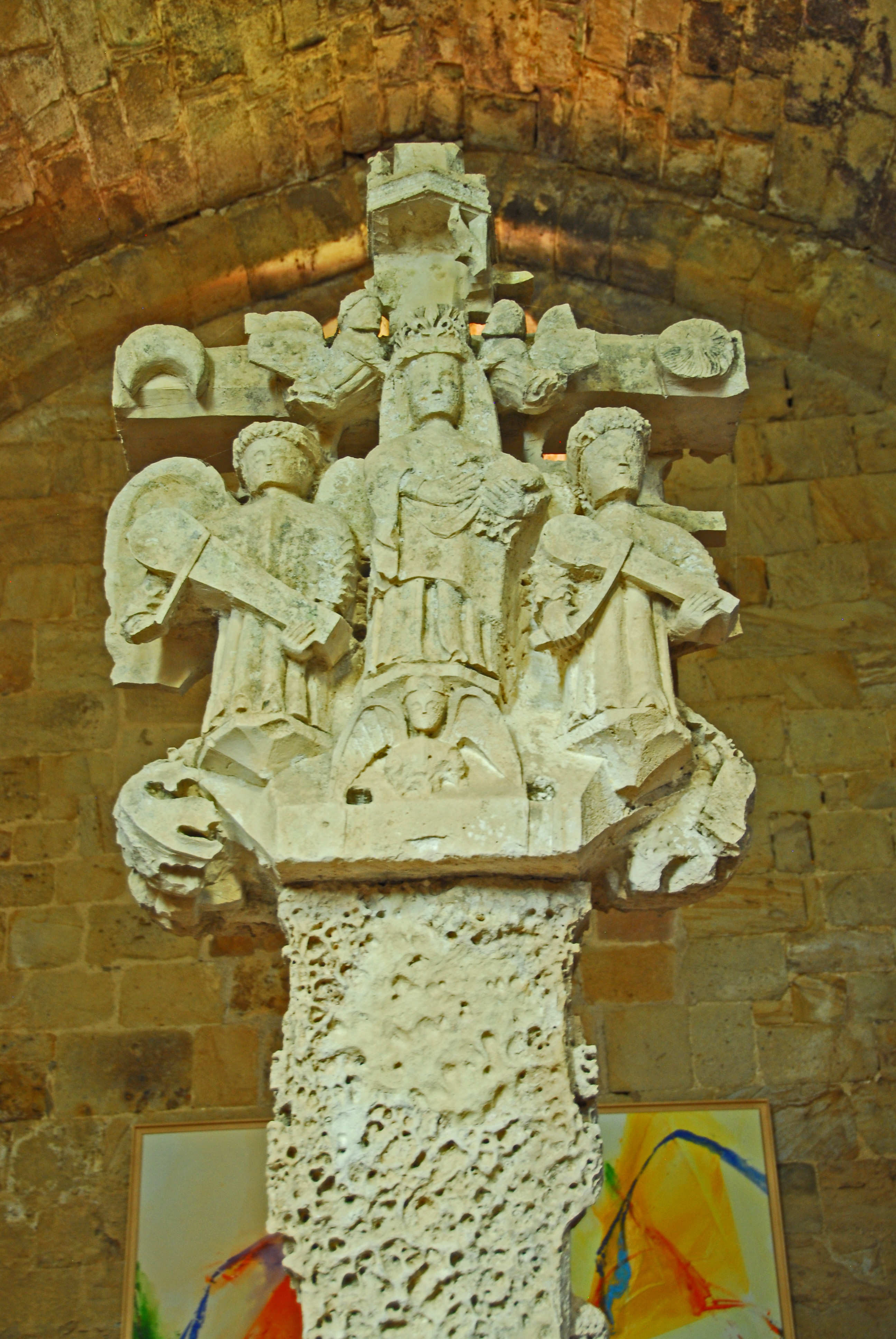
Abteikirche, Marienkrönung?, frühe Romanik
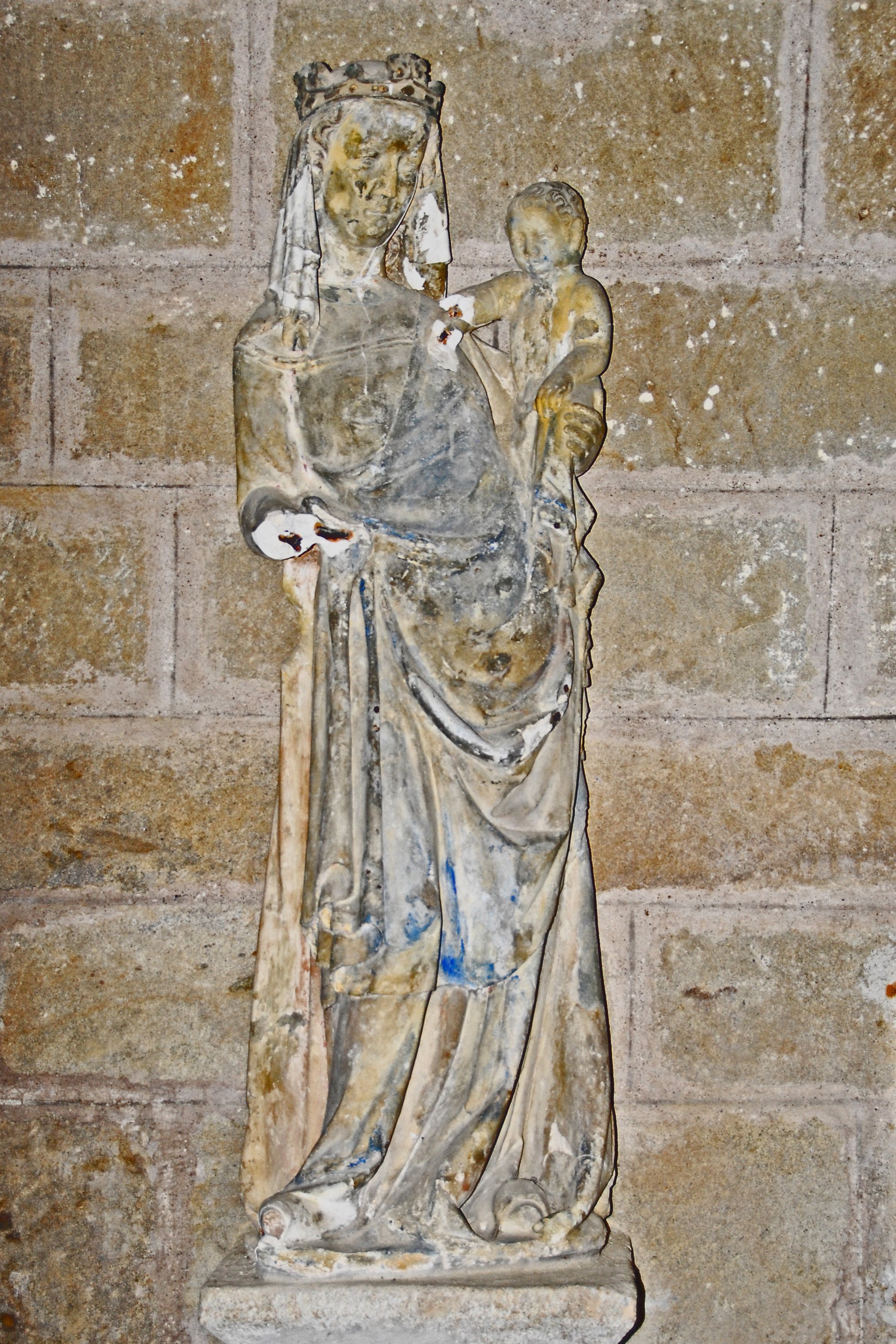
Abteikirche, Marienstatue
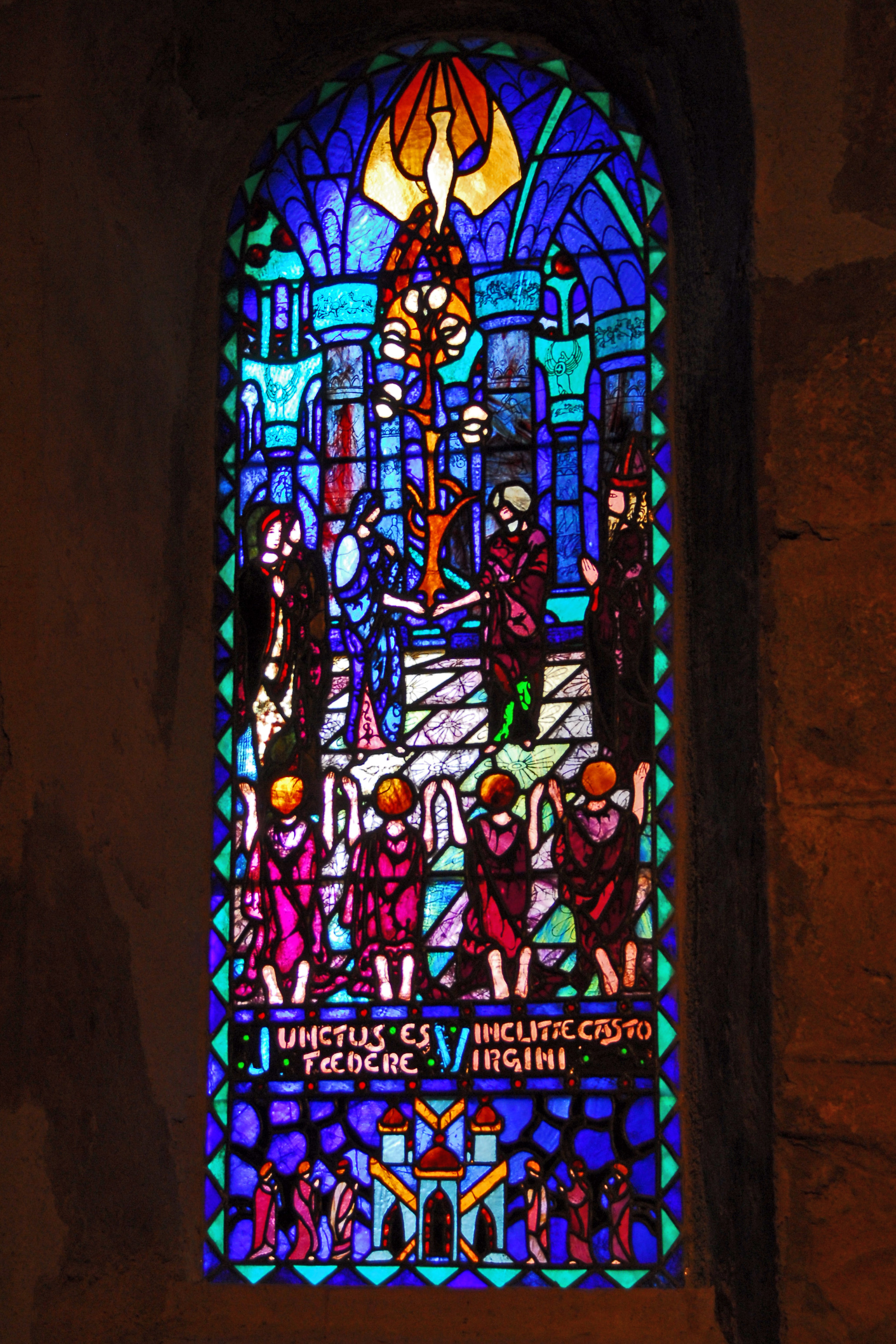
Glasmalerei von 1913
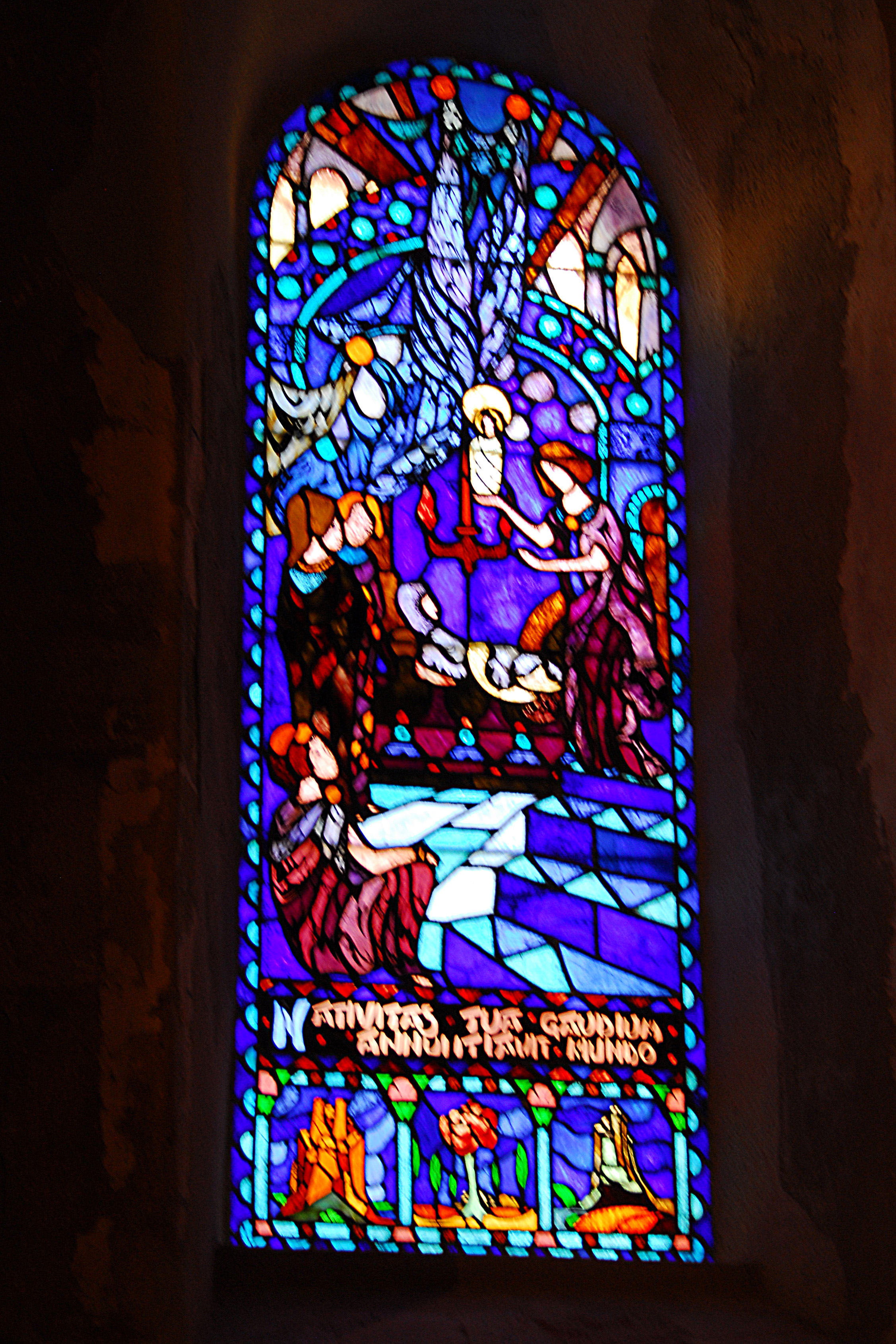
Glasmalerei von 1913
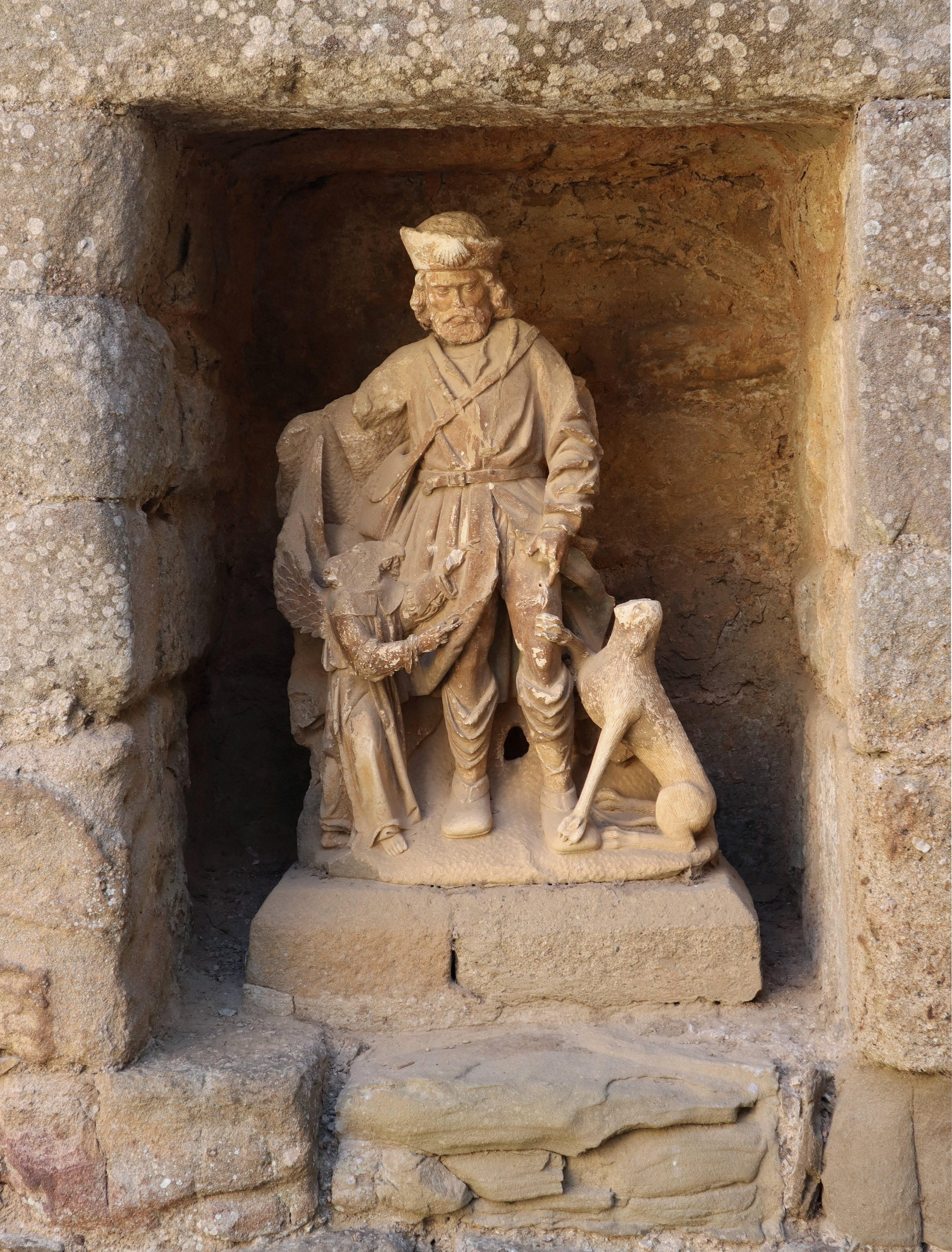
Skulptur des Rochus von Montpellier
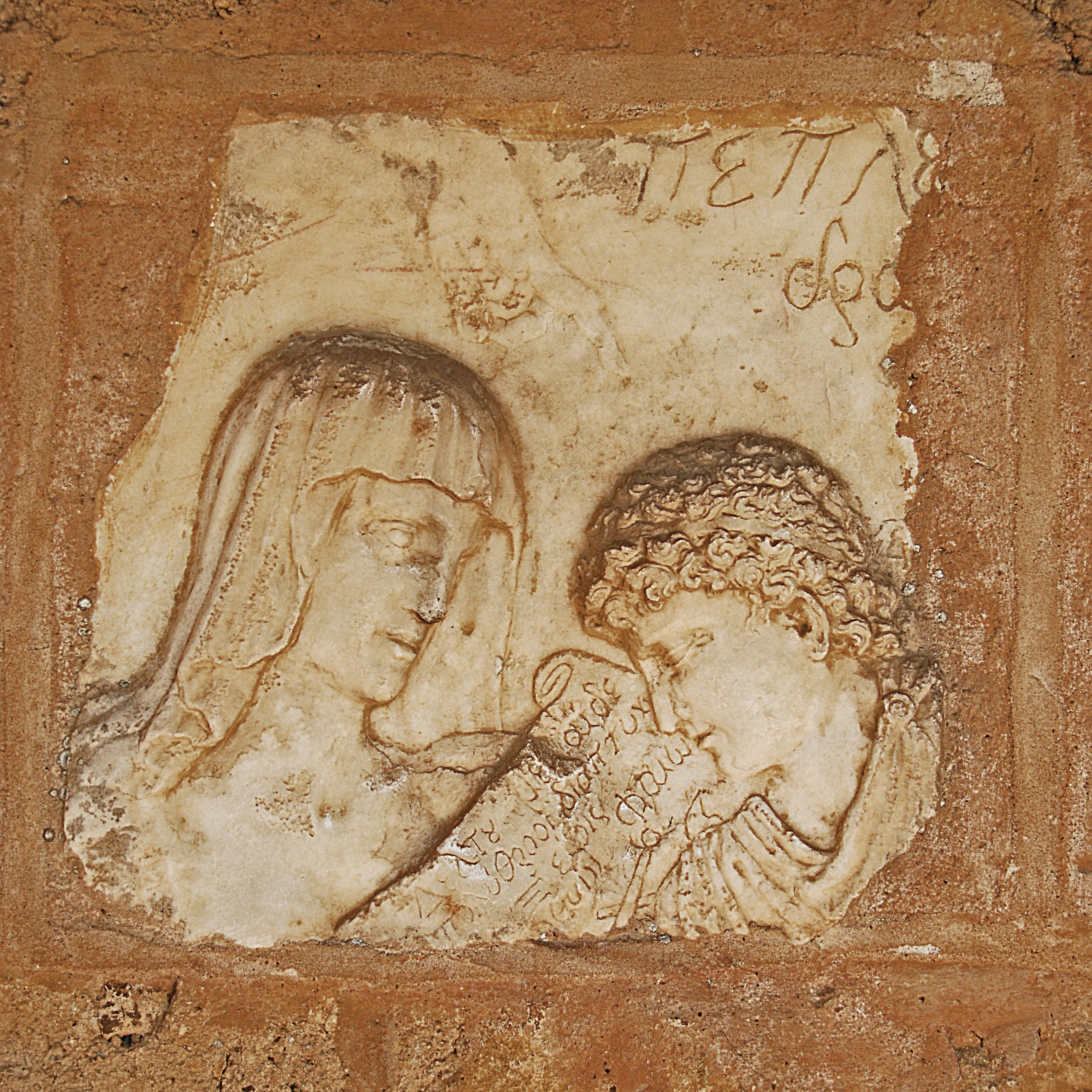
Relief mit zwei Gesichtern
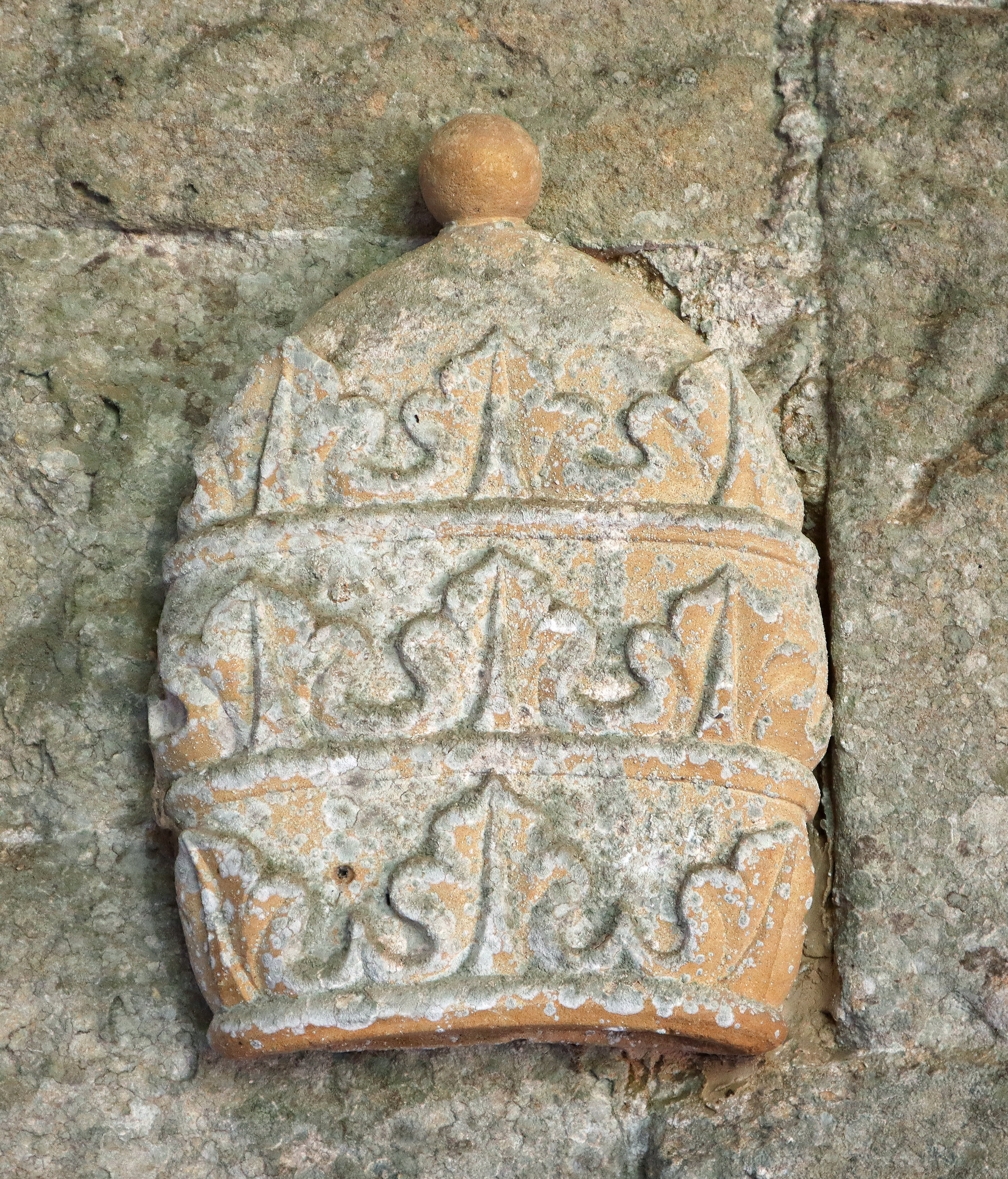
Relief einer päpstlichen Tiara zu Ehren von Papst Benedikt XII., der zuvor Abt in Fontfroide war
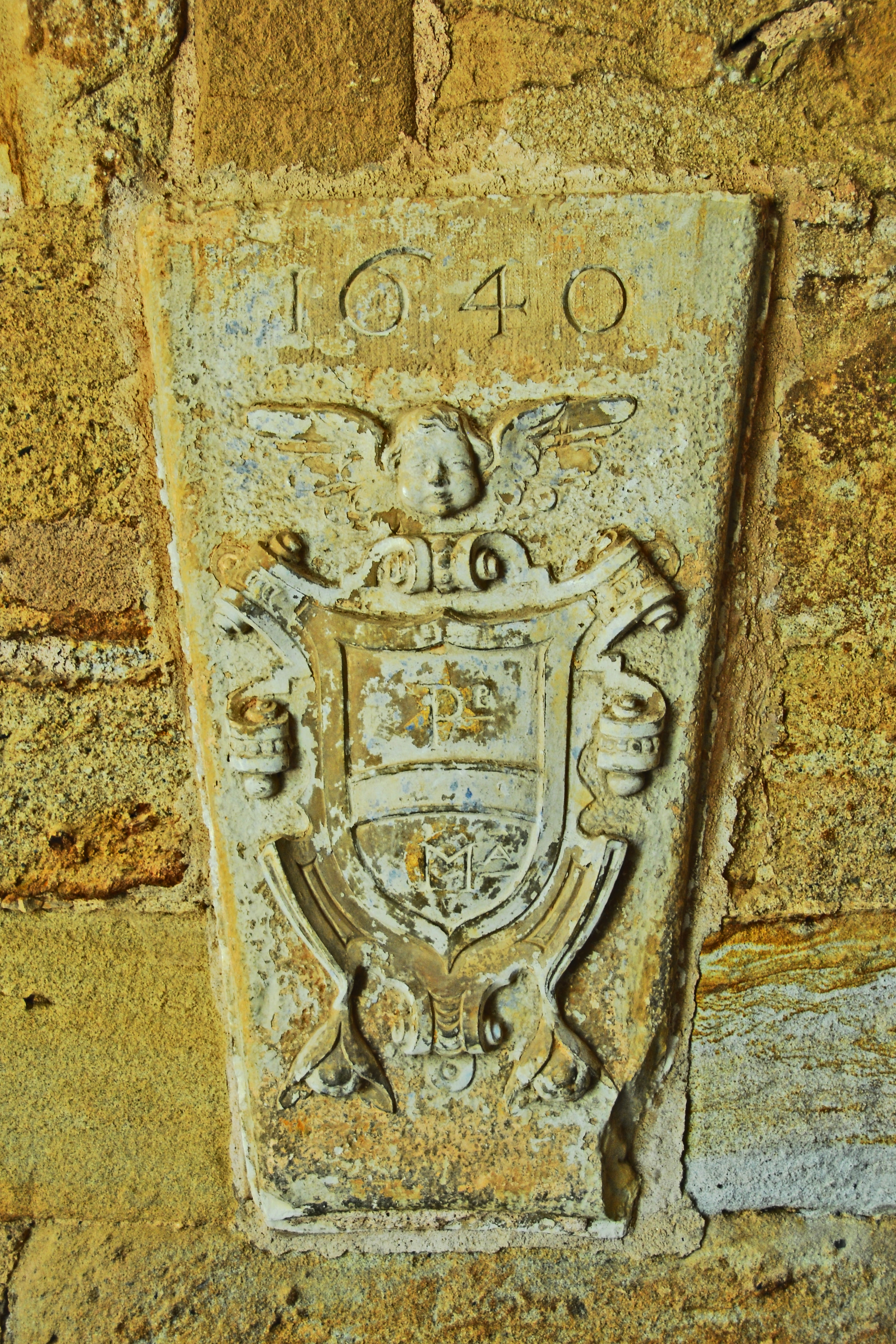
Wappenrelief 1640